# 新幹線車両

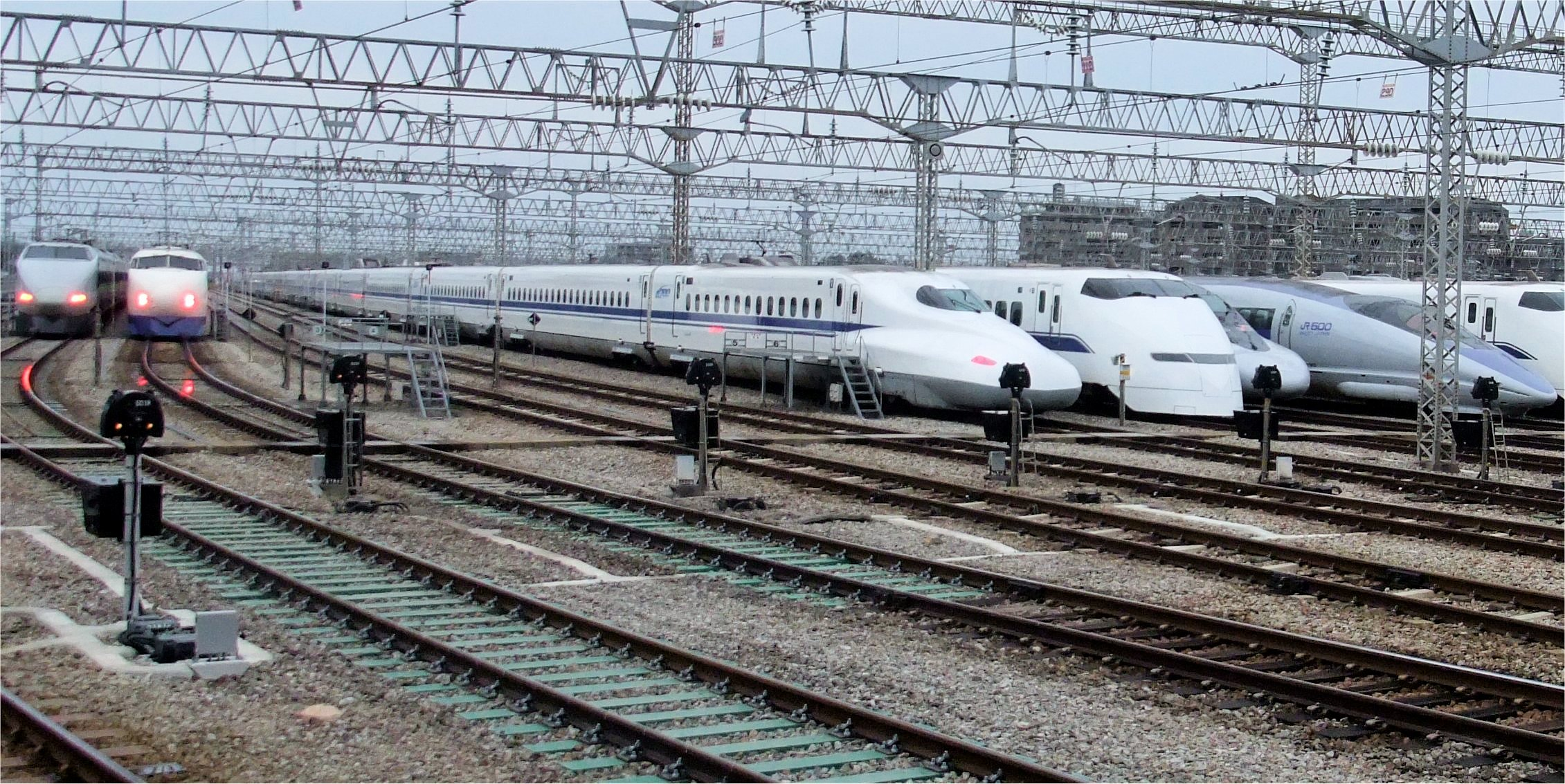
世界初の高速鉄道用車両0系を含む歴代の東海道・山陽新幹線の車両。
左から100系、0系、N700系、300系、700系、500系
〈東京より西側の新幹線車両〉

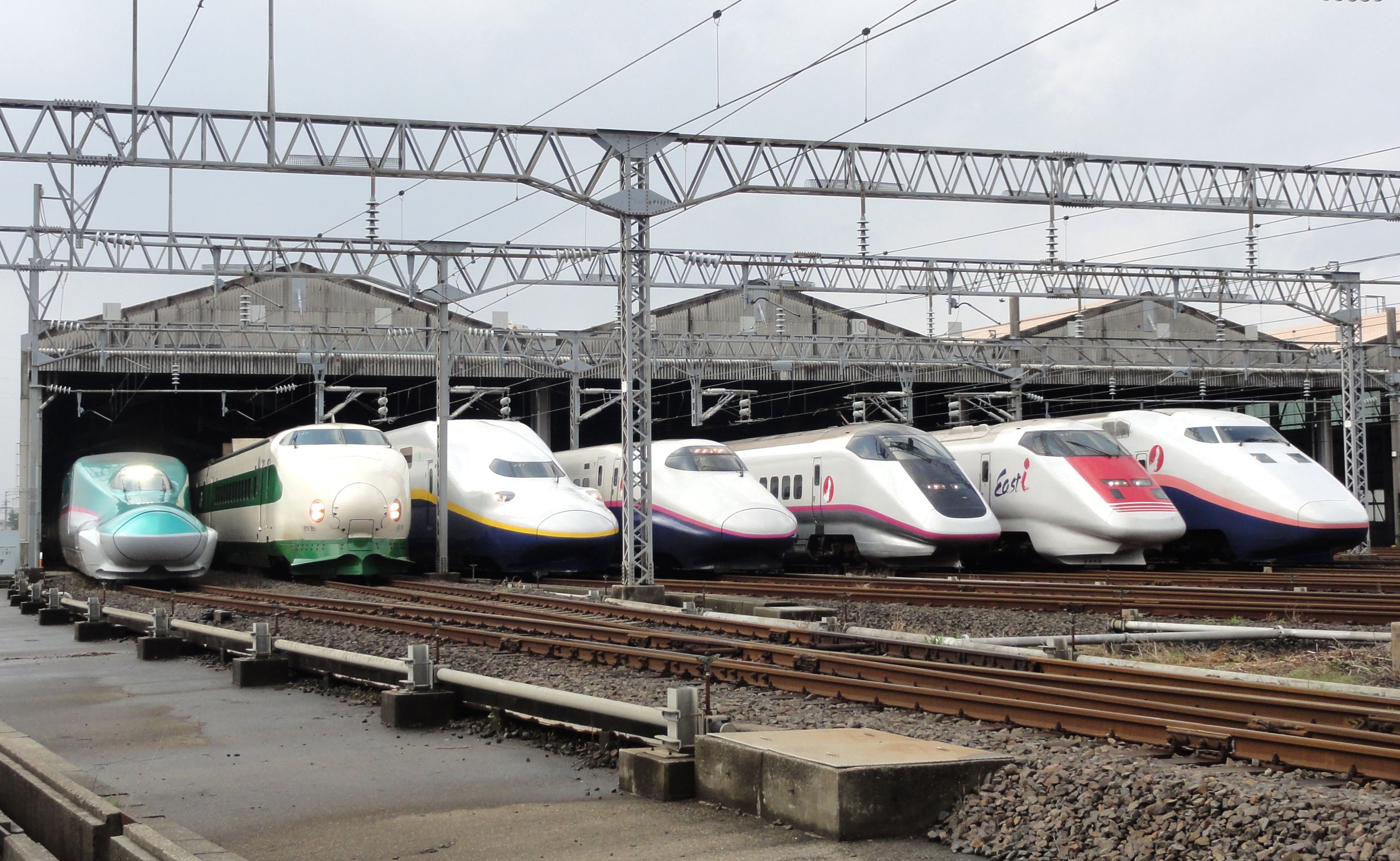
東北・秋田・上越・北陸新幹線の車両。
左からE5系、200系、E4系、E2系、E3系、E926形、E1系
〈東京より東側の新幹線車両〉

新幹線車両（しんかんせんしゃりょう）では、新幹線の車両について記述する。通常の営業で旅客列車として使用される電車が、新幹線車両の大半を占めている。高速走行のために様々な技術が導入されている。営業以外としては、保守や緊急用の事業用車としての新幹線車両も存在する。

## 構造

### 車体

車両限界図、灰色の範囲がJR在来線における車両限界、緑色の範囲がフル規格新幹線における車両限界

在来線の車両よりも車体のサイズが大きいのがフル規格新幹線車両の特徴の一つである。鉄道車両の横断面サイズは、それぞれの路線で規定されている車両限界によって制限されるが、フル規格新幹線と在来線では車両限界が異なる。高さをレール上面から測ったとして、それぞれの車両限界はおおよその数値で、在来線が幅2.95 m × 高さ4 mに対して、フル規格新幹線が幅3.4 m × 高さ4.5 mである。車両長は、在来線が20 mに対して、フル規格新幹線が25 mである。ただし、ミニ新幹線の新幹線車両である400系、E3系、E6系は、在来線も走行するため車体サイズは在来線車両と同じとなっている。
軽量化のため、台枠だけでなく車体全体で強度を保つ構造である。0系、100系、400系、E1系では、車体の素材に普通鋼が使われている。東北・上越新幹線用の200系で初めてアルミニウムが採用された。これは、耐雪装備による重量増加を抑えるためである。国鉄民営化後に開発された新幹線車両はアルミニウム車体が一般化、さらにアルミ材の加工手法の発達により、製作費のコストダウンとさらなる軽量化の両立が図られた。この結果、近年の車両は国鉄時代に開発された初期新幹線車両より著しく軽量化されている。高速運転時にトンネルに進入するなどの気圧変動による居住性の低下を防ぐため、車両には気密構造が採用されている。
現在の新幹線車両の価格は1両あたりおおむね2 - 3億円と言われている。なお、新幹線車両の製造を行っている（いた）メーカーは、日本車輌製造・川崎重工業・日立製作所・近畿車輛・東急車輛製造・総合車両製作所横浜事業所・三菱重工業の7社である。ごく少数であるが、JR東海浜松工場でも100系が製造されたことがある。

#### 先頭形状
| 0系先頭部 |  | N700系先頭部 |
| 0系先頭部 |  | N700系先頭部 |

一般に、高速車両の先頭部の形状の決定には空気力学に基づく要素が重要となる。先頭形状が影響する空力的な現象には、走行中の空気抵抗、列車すれ違い時の圧力変動、列車通過時の列車風、空力音による騒音、トンネル微気圧波などがある。新幹線車両も、走行抵抗低減のために空気抵抗が少ない流線形の先頭形状が採用されている。すなわち、車両の先端を尖らせ、徐々に滑らかな曲線で広がりながら通常客室部分の形状に移っていくような形状である。このような先頭形状を「鼻」や「ノーズ」と呼んだりもする。このように空気抵抗低減を目指した結果、初期の新幹線車両の0系や200系の先頭形状は旅客機の機首に似た形状となった。
一方、新幹線の高速化を進める中で、上記の問題の内、トンネル微気圧波が特に問題となってくる。100N系の設計上の最高速度は270 km/hであったが、微気圧波の問題のためこの速度での営業走行は断念された。また、200系で275 km/h走行を開始するときにも微気圧波が問題となった。微気圧波の抑制のためには、先頭部の鼻の部分を長くして、先端部から通常客室部分までの断面積が少しずつ大きくなっていくような形状が有効である。トンネルの多い山陽新幹線で300 km/h運転を達成した500系ではこのような設計が徹底され、先頭車両の車両長の内の3/5を先端部が占めるようになっている。このような長い先頭部採用と視界及びスペース確保を両立させるため、運転台は飛行機の操縦席のようなキャノピー型となっている。
500系の車両の3/5に及ぶ先頭部の長さは、速度向上の成功の要因とはなったが、運転席背後の客室扉の廃止やデッキの廃止、客室面積の減少などの問題も引き起こした。このため、微気圧波の対策を取りつつ先頭部長さもできるだけ小さくする研究が、スーパーコンピュータによる解析や風洞実験を通じて進められ、先端部における断面積の変化率を小さくする以外にも断面積の変化率を一定にすることが有効であることが判明した。この知見はE1系の開発で最初に取り入れられた。また、鉄道車両の特徴として往復運転を行うので、先頭部が最後尾に位置する場合の空力特性も考慮する必要がある。上記の2点を考慮して改善を重ねた結果、700系では「エアロストリーム」と呼ばれる先頭形状が開発、採用された。これにより、300系と同じ客室面積と座席配置の確保と、運転席背後の客室扉の維持が達成されている。700系をベースにした800系も、一見の先頭部形状は700系と異なるが、断面積変化率は700系と同じに保たれている。
最高営業速度285 km/hの700系から300 km/hのN700系を開発するにあたっては、エアロストリーム型でも不十分だったため、さらに先頭部形状の研究が進められた。遺伝的アルゴリズムも取り入れて最適な先頭部形状を割り出し、エアロストリーム型よりも更に3次元的に複雑な形状となった「エアロ・ダブルウィング」と呼ばれる先頭部形状が開発された。このエアロ・ダブルウィング型の採用により、300系、700系と同じ客室面積、扉配置の維持ができている。
| 系列                                          | 0系    | 100系  | 300系  | 500系  | 700系  | 800系  | N700系 | N700S系 |
| --------------------------------------------- | ------ | ------ | ------ | ------ | ------ | ------ | ------ | ------- |
| 営業運転開始                                  | 1964年 | 1985年 | 1992年 | 1997年 | 1999年 | 2004年 | 2007年 | 2020年  |
| 新幹線車両の先頭部長さ （先端から全断面まで） | 3.9 m  | 4.8 m  | 6 m    | 15 m   | 9.2 m  | 9.2 m  | 10.7 m |         |

| 系列                                           | 200系  | 400系  | E1系   | E2系   | E3系   | E4系   | E5系・H5系 | E6系   | E7系・W7系 | E8系   |
| ---------------------------------------------- | ------ | ------ | ------ | ------ | ------ | ------ | ---------- | ------ | ---------- | ------ |
| 営業運転開始                                   | 1982年 | 1992年 | 1994年 | 1997年 | 1997年 | 1997年 | 2011年     | 2013年 | 2014年     | 2024年 |
| 新幹線車両の 先頭部長さ （先端から全断面まで） | 3.9 m  |        | 9.4 m  | 9.1 m  | 6 m    | 11.5 m | 15 m       | 13 m   | 9.1 m      | 9 m    |

#### 運転台
先頭車両最前方に位置し、運転士が車両の運転を行う区画である運転台 については、新幹線車両では以下のような特徴がある。
初期の新幹線車両である0系、100系、200系では、運転手と助手の2名が運転台に乗務できるように設計されており、進行方向に向かって左側に運転席、右側に助士席が配置されている。ただし、運転操作自体は1名の運転士だけでも行うことができる。N700系などの近年の新幹線では、運転台では運転士の1名乗務が前提となっており、助士席は廃止されている。N700系の運転席は、ほぼ車体中央に位置する設計となっている。
一般的な電車と同様に、運転席前にマスター・コントローラーハンドル（マスコンハンドル）とブレーキハンドルが配置される。在来線の電車ではブレーキをかける機会が多いため、利き手である割合の多い側である右側がブレーキハンドルとなっており、マスコンハンドルは左手側となっている。新幹線車両ではこの逆で、運転士右手側にマスコンハンドル、左手側にブレーキハンドルがある。新幹線の場合、駅停車以外ではブレーキをかける機会が少ないこと、駅発車以降はマスコン操作による速度の調整が運転操作のほとんどを占めることから、このような配置が採用されている。また、在来線ではマスコンハンドルとブレーキハンドルが一体になったワンハンドルマスコンが採用される例もあるが、新幹線では0系から継続してマスコンとブレーキは2つに分かれた構成が採用されている。また、マスコンハンドルのさらに右側に、逆転ハンドルや前後進ハンドルと呼ばれる小さなハンドルがある。これは列車の進行方向を変更するときに切り替えるためのもので、運転中には操作されない。

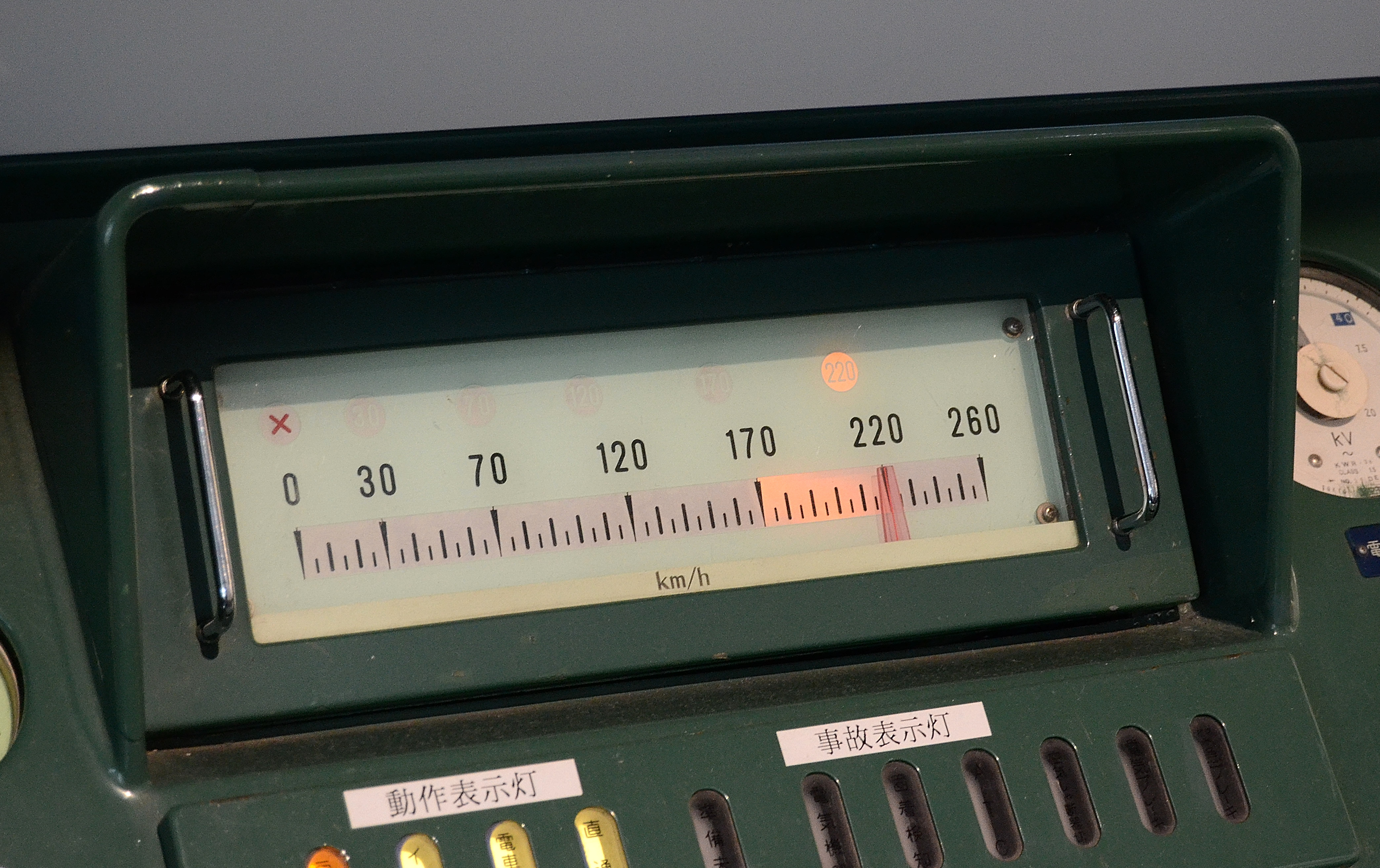
0系運転台の速度計
自動列車制御装置(ATC)が指示した許容速度を上に併せて表示しており、針が横方向に移動して速度を示す

運転速度を表示する速度計は、自動列車制御装置（ATC）が指示した許容速度を上に併せて表示しており、100系以降の車両では、横長のバーグラフ表示とデジタル表示の2つで速度が示されている。100系以前の0系と200系では針が横に移動して速度を指し示す機械式となっており、円形の時計のような速度表示ではなく横方向で速度表示する考え方は100系以降の車両と共通である。新幹線では運行速度の範囲が広いため、速度を認識しやすくするためにこのような設計となっている。近年の新幹線では速度計は液晶ディスプレイによる表示となっており、他の計器も多くがデジタル表示されるようになり、運転台のグラスコックピット化が進んでいる。
運転士が前方を確認する車両前面ガラスは、運転士保護のために、飛石や鳥の衝突に耐えられるように強化されている。このような強化のために、初期の新幹線車両の0系、100系、200系では防弾ガラスを2枚貼り合せた前面ガラスが採用された。
運転士保護のためと、前方視界の確保のために、新幹線車両では高めの位置に運転席が設置される。0系、100系、200系では運転士の目の高さが約3.5 mで、新幹線車両の中で最も高い位置にある。300系以降は運転台はやや低い位置となるが視界の確保は配慮されている。また、同じく視界確保のために、光の反射を避けるように前面ガラスの傾き角度はある程度以上の角度をつけるように配慮されている。これらのような運転台における前方視認性確保の制約も、新幹線の先頭形状決定に影響を与えている。北陸新幹線では、前面ガラスに電熱線が埋め込まれ、ガラスについた雪を解かすことができる工夫も施されている。

#### 2階建て車両
100系・200系の一部の車両が、E1系・E4系では全部の車両が2階建てとなっている。車両強度確保の観点からE4系を除いて普通鋼製であるが、車体軽量化のためE4系はアルミニウム合金製である。床下部分に機器を搭載するスペースを十分にとることができないため、床上部分に機器室を設置する。

### 走行機器
新幹線では、複数の車両に動力を備えた「動力分散方式」が採用される。動力分散方式を採用することにより、電車方式と同様の、加減速能力の向上・軽量化・軌道への負荷軽減といった利点が追求されている。また、高速運転を行うため、列車編成内における電動車（動力車）の比率（MT比）が極力大きくされている。
なお、機関車などによって無動力の客車を牽引する「動力集中方式」との対比における動力分散方式の利点・欠点は以下の通りである。
- 動力分散方式は、軌道の建設・整備面で有利である。日本は山岳国であり、他国に比して地盤が弱い傾向がある。その場合に動力集中方式を採用すると、動力車の重量に対処するために軌道・路盤を強化する必要が生じるからである。
- かつては、動力分散方式は、動力集中式に比してコスト面が不利になることが短所であった。動力分散方式では、車両に装備されるモーター等の電装部品が増える結果、初期コストおよびメンテナンスコストが高くなるためであった。しかし21世紀初頭では、動力集中方式に対する優位性も生じつつある（新世代のTGVやICEも動力分散方式に移行している事例がある）。その理由は、動力集中方式では、高速域からのブレーキの観点から、付随客車にも機械式ブレーキや渦電流ブレーキなど力行時に不要な機器（すなわち重量物となる機器）を搭載する必要がある。それに対し、動力分散方式では、搭載される機器が、力行のために利用されることはもとより、力行ではない例えば減速時においても利用されるためである。この機器の利用効率の良さは、VVVFインバータ制御の採用による誘導電動機の導入や、純電気ブレーキの実用化により、可能となったものである。なお、特に日本国外への販売では動力分散方式のコストが未だ問題となることもある。

基本的に、複数の車両間で主制御器、電動発電機/補助電源装置、空気圧縮機などの主要機器を集約分散搭載する、ユニット方式が採用される。
雪による悪影響を避けるため、200系ではボディーマウント構造が採用された。この構造を応用し、床下部分の騒音低減や整備性の向上を図るために、100系・300系・400系では床下機器を簡易ふさぎ板で滑らかにする方法が採用された。500系・E1系からは、車体と一体形状となるようなふさぎ板に変更された。

#### 主電動機・制御装置
0系では、直流電動機を使用する低圧タップ制御方式を採用した。100系、200系、400系ではサイリスタ位相制御方式に進化したが、直流電動機を使用する。
300系以降は、かご形三相誘導電動機を使用する。直流電動機に比べて軽量化と出力アップを果たす。可変電圧可変周波数制御（VVVF制御）を採用しているが、制御機器に使用される半導体素子は、1990年代中ごろまではGTOが主流であった。それ以降は、より性能を向上させたIGBTが主流となっている。2020年代にはシリコン素子に代わってより高耐圧でかつ高速動作も可能、高温下でも使用できる炭化ケイ素 (SiC) 素子が採用された。
| 系列         | 0系            | 100系               | 300系          | 500系          | 700系           | 800系           | N700系          |
| ------------ | -------------- | ------------------- | -------------- | -------------- | --------------- | --------------- | --------------- |
| 営業運転開始 | 1964年         | 1985年              | 1992年         | 1997年         | 1999年          | 2004年          | 2007年          |
| 電動機       | 直流電動機     | 直流電動機          | 交流電動機     | 交流電動機     | 交流電動機      | 交流電動機      | 交流電動機      |
| 制御方式     | 低圧タップ制御 | サイリスタ 位相制御 | VVVF制御 (GTO) | VVVF制御 (GTO) | VVVF制御 (IGBT) | VVVF制御 (IGBT) | VVVF制御 (IGBT) |

| 系列         | 200系               | 400系               | E1系           | E2系                | E3系                | E4系            | E5系            | E6系            | E7系            | E8系            |
| ------------ | ------------------- | ------------------- | -------------- | ------------------- | ------------------- | --------------- | --------------- | --------------- | --------------- | --------------- |
| 営業運転開始 | 1982年              | 1992年              | 1994年         | 1997年              | 1997年              | 1997年          | 2011年          | 2013年          | 2014年          | 2024年          |
| 電動機       | 直流電動機          | 直流電動機          | 交流電動機     | 交流電動機          | 交流電動機          | 交流電動機      | 交流電動機      | 交流電動機      | 交流電動機      | 交流電動機      |
| 制御方式     | サイリスタ 位相制御 | サイリスタ 位相制御 | VVVF制御 (GTO) | VVVF制御 (GTO/IGBT) | VVVF制御 (GTO/IGBT) | VVVF制御 (IGBT) | VVVF制御 (IGBT) | VVVF制御 (IGBT) | VVVF制御 (IGBT) | VVVF制御 (IGBT) |

#### ブレーキシステム
0系では、直通管（SAP管）の空気圧でブレーキ指令を送る電磁直通ブレーキが使用されていたが、100系以降は指令線に流れる電圧や電流によりブレーキ指令を送る電気指令式ブレーキを使用している。ブレーキ時には電気ブレーキと基礎ブレーキを併用するが、新幹線のような速度範囲の広い車両には、高速域と低速域に車輪の粘着係数（摩擦係数）に大きな差があり（高速域は粘着係数が小さく、低速域は粘着係数が大きい）高速域で低速域と同じブレーキ力でブレーキを掛けると車輪のスキッドの危険がある。その為、高速時には大きな減速度は得られなくなる。そこでATCの現示速度に応じて高速域では弱いブレーキ、低速域では強いブレーキが作動するように電気ブレーキと基礎ブレーキを自動的に調整する仕組みになっており、いずれかの車輪にスキッドが発生した場合、それを検知してその車両のブレーキ力を短時間弱めてスキッドが無くなった時点で再度ブレーキを作動し直す滑走固着検知装置（自動車のABSに相当）を搭載している。また、高速域からの減速には主に電気ブレーキが使用されており、これにより基礎ブレーキの磨耗を抑えることができる。試験車両であるE954形・E955形にはネコミミ形の空力ブレーキが装備されたが、営業車両に採用された例はまだない。
新幹線車両には、在来線車両でバックアップとして搭載されている自動ブレーキ装置を搭載していない。これはできるだけ編成内の引き通し空気管を少なくして空気ブレーキ制御装置を簡素化するためであり、その代わりに編成内に引き通し線を通して常時電圧を加える緊急ブレーキ回路を設けており、列車分離、ブレーキハンドルの抜取位置、緊急ブレーキ回路の故障、元空気ダメ管の圧力590 kPa以下時、入換時の架線停電、ブレーキ力不足、緊急ブレーキスイッチ（UBS）を扱うと作動する仕組みとなっており、緊急ブレーキ回路が断線または故障すると、無電圧となり継電器（リレー）の電磁弁が消磁して、各車のブレーキ制御装置の緊急電磁弁と非常電磁弁も一斉に消磁し、供給弁が開いて各車のブレーキ装置に空気圧が供給されて緊急ブレーキが作動する。このほか、在来線車両の保安ブレーキに類似する補助ブレーキを装備している（N700系以降・E5系以降の車両では補助ブレーキは廃止）。

##### 電気ブレーキ
モーターを発電機として使用することによって制動を掛ける電気ブレーキは、発生した電気を抵抗器で熱に変換する発電ブレーキと、架線に戻す回生ブレーキがある。400系までは発電ブレーキが搭載されていたが、VVVFインバータが実用化された300系以降の車両には回生ブレーキが搭載される。

##### 基礎ブレーキ

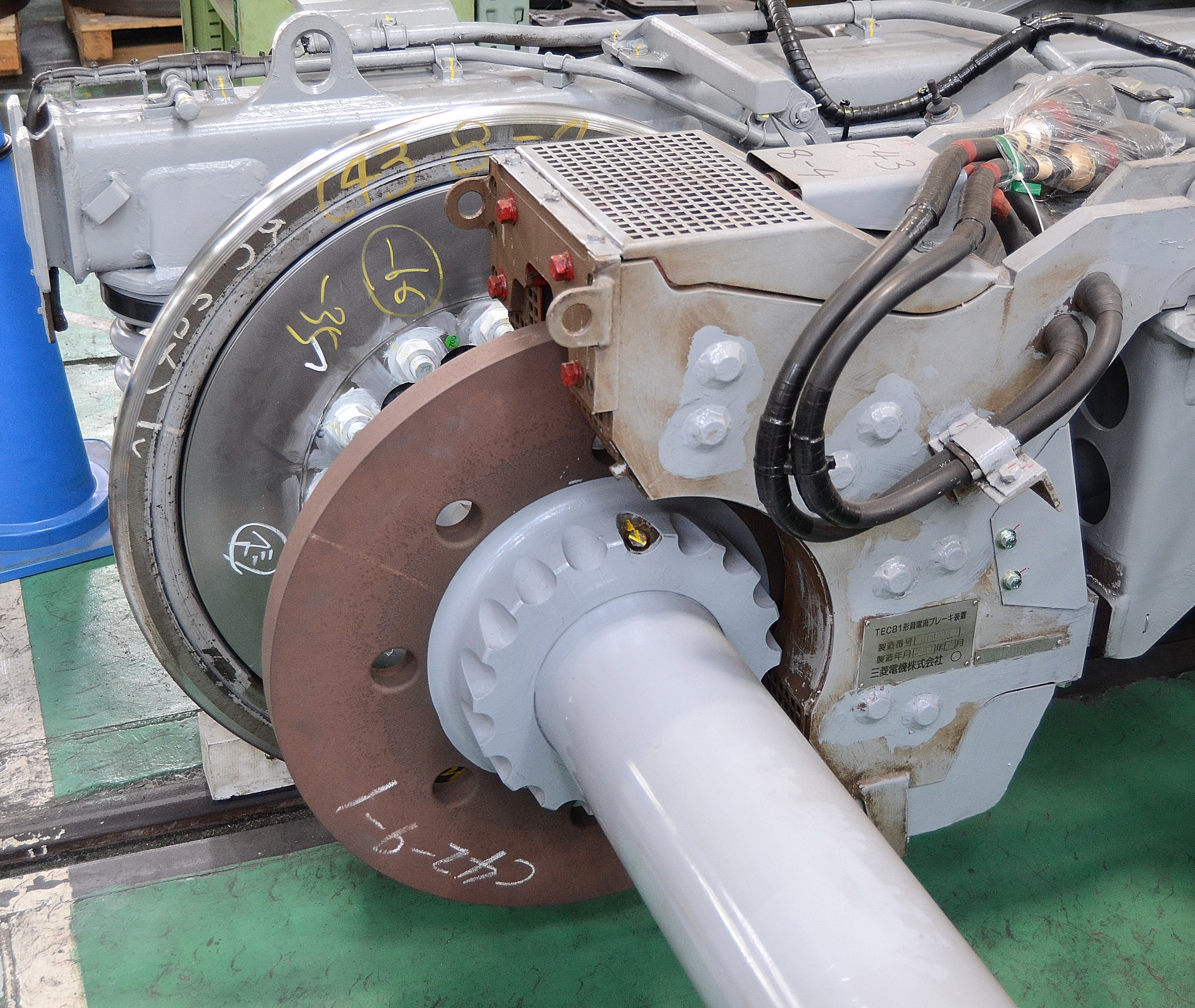
700系の渦電流ブレーキ

車輪の表裏もしくは車軸に取り付けられたディスクブレーキに、油圧シリンダーとてこによってブレーキリライニングを押し付けることによって高速域から安定して作動する車輪ディスクブレーキを採用している。
付随車はモーター（電動機）を搭載していないため、電気ブレーキを使用することができない。そのために一部系列（100系・300系・700系）には渦電流式ディスクブレーキが搭載されているが、ブレーキ自体の重量が嵩むため、JR東日本が新造した新幹線車両や、N700系では使用されていない。電動車が付随車のブレーキの一部を負担する遅れ込め制御が採用される場合もある。

#### 台車
新幹線用台車の軸距は、狭軌の在来線では標準的に軸距2,100 mmなのに対し、新幹線の標準的な軸距は2,500 mmとなっている。レールを直接走る車輪の車輪径については、在来線の860 mmから、初代新幹線車両の0系で910 mmへ大型化された。車輪の踏面勾配も、在来線の1/20勾配から0系では1/40勾配へ変更された。これらの変更は、高速走行による蛇行動の発生を抑制するために行われた。車輪径については、その後の300系にて860 mmまで縮小された。これは軽量化を目的としてもので、主電動機の小型化が可能になったことによる。ただし、より大きな主電動機出力を要求される2階建車両のE1系、E4系では車輪径は910 mmのままとなっている。さらなる高速走行に対応するため、試験用車両で、軸距が3,000 mmの台車や車輪径を1,000 mmとしたものがテストされたことがあるが、重量増などの問題から実用化はされていない。
軸箱支持方式は、主にそれぞれの形式の新幹線を保有する鉄道事業者によって異なっている。国鉄によって保有された0系、100系、200系ではIS式が使用された。JR東海によって保有される300系、700系、N700系ではコイルばね併用円筒積層ゴム式が使用された。JR東日本によって保有される400系、E1系、E2系、E3系、E4系では平行板ばね式が使用された。JR西日本によって保有される500系、700系では軸梁式が使用された。JR九州によって保有される800系では軸梁式が使用された。
車体支持方式は、0系、100系、200系ではダイレクトマウント方式が使用され、それ以降の車両形式ではボルスタレス方式が使用されている。車体を支持する枕ばねは、全ての車両形式で空気ばねが使用されている。
台車の軽量化や速度の高速化などの要求からボルスタレス台車の研究が1980年代から始められた。0系や100系に搭載しての実装テストが何度も行われ、300系において実用化された。

### 集電装置

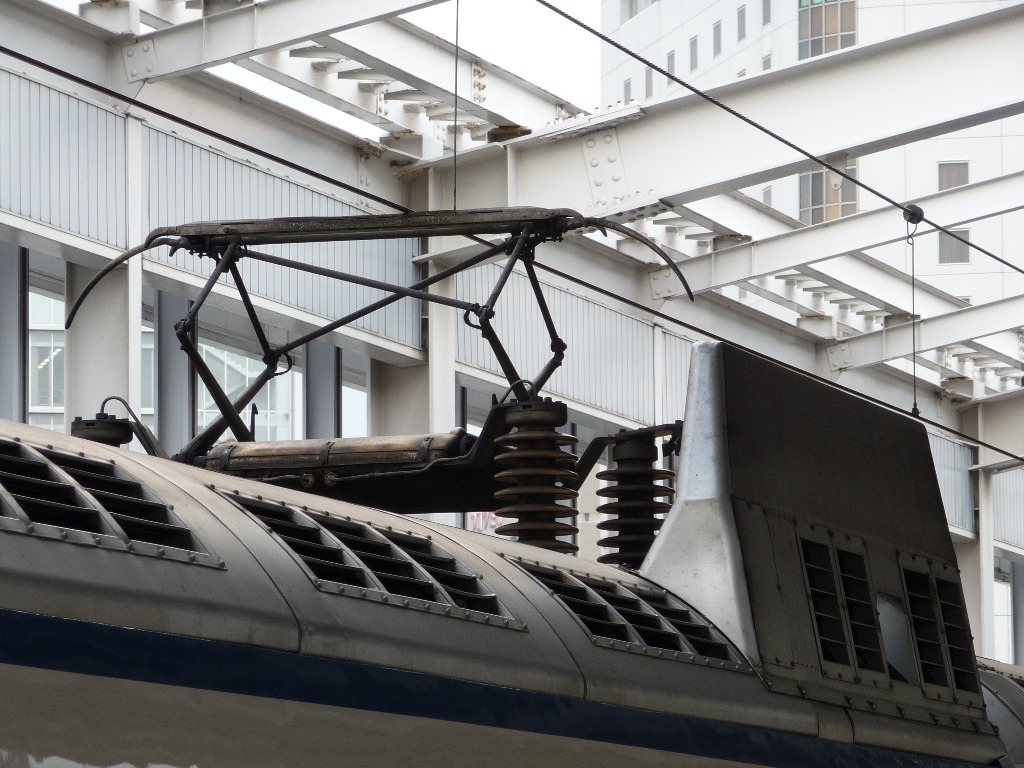
0系パンタグラフとパンタカバー

新幹線にて運用される営業車両は全て電車であり、その集電方式は全て架空電車線方式となっており、車体側の集電装置はパンダグラフとなっている。新幹線では、架線構造は一部を除いてコンパウンドカテナリが採用され、沿線に設置された変電所で変換された単相交流25,000 Vを集電している。
在来線と比較した際の新幹線車両の集電装置の特徴としては、高速走行によるパンダグラフへの揚力発生と空力音による騒音の発生への対策が必要となる点がある。初代新幹線車両の0系では、枠組と呼ばれる小型化して空気抵抗を小さくするため、下枠交差形パンタグラフが初めて採用された。
在来線と比べての大幅な運転速度の向上に伴う風切りとスパークなどの発生は、非常に大きな騒音原因となっていた。そのため、1990年ごろから0系・100系・200系には後付の形でパンタグラフカバーが装着され、100系・200系においては特高圧引通線による実使用パンタグラフ数の削減（6基 → 2・3基）が行われる。運転速度を向上させた300系には、パンタグラフカバーが新製時から装着されている。
しかし、パンタグラフからの騒音を防止するために取り付けたカバーから騒音が発生したり、車体が揺れて乗り心地が悪化することが判明する。そのため、下枠交差型パンタグラフに代わる新型パンタグラフが求められる。
1996年に登場した500系では翼型パンタグラフが開発された。正面から見るとT型に見える。舟体の断面を翼型にし、それを支える構造体を楕円形とすることでパンタグラフ自体からの騒音を低減する。それによってカバーを小型化することが可能となった。しかし、高価であったため、他の系列に普及しなかった。
1999年に登場した700系にはシングルアームパンタグラフと碍子カバーが採用された。このシングルアームパンタグラフと碍子カバーは300系にも後付けの形で搭載される。2005年に登場したN700系には、300 km/h走行に対応した、改良型シングルアームパンタグラフが採用される。
2001年に登場したE2系1000番台では、碍子を楕円形にすることで碍子カバーをも完全に廃する構造を採用した。これは800系にも採用されている。
さらに320 km/h運転を行うE5系では、編成両数が東海道新幹線・山陽新幹線よりも少ない10両であること、擦り板の多分割化による離線を防ぐ改善がなされたことから、パンダグラフ1基のみによる集電が実現された。これにより更なる騒音低減が図られている。また、JR東日本の新幹線車両としてはE2系1000番台以降廃止されていた側面遮音板も、E5系では改めて採用された。E6系でも、側面遮音板が小型化されるなど変更はあるが1基集電などは同じで、E5系の基本的設計が踏襲されている。

## 営業用車両
1964年に東海道新幹線が開業してしばらくの間は0系のみによる運行の期間が長く、38次のマイナーチェンジを重ねながら延べ3,216両が製造された。その後東北新幹線・上越新幹線が開通すると同時に200系の運行が開始され、国鉄民営化後は新規路線用の車両や、既存路線のサービス向上などを目的とした車両が多数製造され、様々な形式の車両で運行されるようになった。
編成も東海道新幹線開業時は12両編成、1970年以降は16両編成が原則となっているが、その他の区間では様々な編成が見られる。2016年現在、両数では東北新幹線の「やまびこ」（E2系J編成10両）+「つばさ」（E3系L編成7両）、「はやぶさ」（E5系・H5系10両）+「こまち」（E6系7両）の17両が最長である。
新幹線の歴代営業車両とその変遷を以下に示す。
| 形式       | 営業最高速度 | 年代                    | 年代                    | 年代                    | 年代                    | 年代                    | 年代                    | 年代                    | 年代                    | 年代                    | 年代                    | 年代                    | 年代                    | 年代                    | 年代                    | 年代                    | 年代                    | 年代                    | 年代                    | 年代                    | 年代                    | 年代                    | 年代                    | 年代                    | 年代                | 年代                | 年代                | 年代                | 年代                | 年代                | 年代                | 年代                | 年代                | 年代                | 年代                  | 年代                  | 年代                  | 年代                  | 年代                  | 年代                  | 年代                  | 年代                  | 年代                  | 年代                  | 年代                  | 年代                  | 年代                  | 年代                  | 年代                  | 年代                  | 年代                  | 年代                  | 年代                  | 年代                  | 年代                  | 年代                  | 年代                  | 年代                  | 年代                  | 年代                  | 年代                  | 年代                  | 年代                  | 年代                  | 年代                  | 年代                  | 年代                  |
| 形式       | 営業最高速度 | 1960年代                | 1960年代                | 1960年代                | 1960年代                | 1960年代                | 1960年代                | 1970年代                | 1970年代                | 1970年代                | 1970年代                | 1970年代                | 1970年代                | 1970年代                | 1970年代                | 1970年代                | 1970年代                | 1980年代                | 1980年代                | 1980年代                | 1980年代                | 1980年代                | 1980年代                | 1980年代                | 1980年代            | 1980年代            | 1980年代            | 1990年代            | 1990年代            | 1990年代            | 1990年代            | 1990年代            | 1990年代            | 1990年代            | 1990年代              | 1990年代              | 1990年代              | 2000年代              | 2000年代              | 2000年代              | 2000年代              | 2000年代              | 2000年代              | 2000年代              | 2000年代              | 2000年代              | 2000年代              | 2010年代              | 2010年代              | 2010年代              | 2010年代              | 2010年代              | 2010年代              | 2010年代              | 2010年代              | 2010年代              | 2010年代              | 2020年代              | 2020年代              | 2020年代              | 2020年代              | 2020年代              | 2020年代              | 2020年代              | 2020年代              | 2020年代              | 2020年代              |
| ---------- | ------------ | ----------------------- | ----------------------- | ----------------------- | ----------------------- | ----------------------- | ----------------------- | ----------------------- | ----------------------- | ----------------------- | ----------------------- | ----------------------- | ----------------------- | ----------------------- | ----------------------- | ----------------------- | ----------------------- | ----------------------- | ----------------------- | ----------------------- | ----------------------- | ----------------------- | ----------------------- | ----------------------- | ------------------- | ------------------- | ------------------- | ------------------- | ------------------- | ------------------- | ------------------- | ------------------- | ------------------- | ------------------- | --------------------- | --------------------- | --------------------- | --------------------- | --------------------- | --------------------- | --------------------- | --------------------- | --------------------- | --------------------- | --------------------- | --------------------- | --------------------- | --------------------- | --------------------- | --------------------- | --------------------- | --------------------- | --------------------- | --------------------- | --------------------- | --------------------- | --------------------- | --------------------- | --------------------- | --------------------- | --------------------- | --------------------- | --------------------- | --------------------- | --------------------- | --------------------- | --------------------- |
| 0系        | 220 km/h     | 1964年 - 2008年         | 1964年 - 2008年         | 1964年 - 2008年         | 1964年 - 2008年         | 1964年 - 2008年         | 1964年 - 2008年         | 1964年 - 2008年         | 1964年 - 2008年         | 1964年 - 2008年         | 1964年 - 2008年         | 1964年 - 2008年         | 1964年 - 2008年         | 1964年 - 2008年         | 1964年 - 2008年         | 1964年 - 2008年         | 1964年 - 2008年         | 1964年 - 2008年         | 1964年 - 2008年         | 1964年 - 2008年         | 1964年 - 2008年         | 1964年 - 2008年         | 1964年 - 2008年         | 1964年 - 2008年         | 1964年 - 2008年     | 1964年 - 2008年     | 1964年 - 2008年     | 1964年 - 2008年     | 1964年 - 2008年     | 1964年 - 2008年     | 1964年 - 2008年     | 1964年 - 2008年     | 1964年 - 2008年     | 1964年 - 2008年     | 1964年 - 2008年       | 1964年 - 2008年       | 1964年 - 2008年       | 1964年 - 2008年       | 1964年 - 2008年       | 1964年 - 2008年       | 1964年 - 2008年       | 1964年 - 2008年       | 1964年 - 2008年       | 1964年 - 2008年       | 1964年 - 2008年       |                       |                       |                       |                       |                       |                       |                       |                       |                       |                       |                       |                       |                       |                       |                       |                       |                       |                       |                       |                       |                       |                       |
| 100系      | 220 km/h     |                         |                         |                         |                         |                         |                         |                         |                         |                         |                         |                         |                         |                         |                         |                         |                         |                         |                         |                         |                         |                         | 1985年 - 2012年         | 1985年 - 2012年         | 1985年 - 2012年     | 1985年 - 2012年     | 1985年 - 2012年     | 1985年 - 2012年     | 1985年 - 2012年     | 1985年 - 2012年     | 1985年 - 2012年     | 1985年 - 2012年     | 1985年 - 2012年     | 1985年 - 2012年     | 1985年 - 2012年       | 1985年 - 2012年       | 1985年 - 2012年       | 1985年 - 2012年       | 1985年 - 2012年       | 1985年 - 2012年       | 1985年 - 2012年       | 1985年 - 2012年       | 1985年 - 2012年       | 1985年 - 2012年       | 1985年 - 2012年       | 1985年 - 2012年       | 1985年 - 2012年       | 1985年 - 2012年       | 1985年 - 2012年       |                       |                       |                       |                       |                       |                       |                       |                       |                       |                       |                       |                       |                       |                       |                       |                       |                       |                       |
| 300系      | 270 km/h     |                         |                         |                         |                         |                         |                         |                         |                         |                         |                         |                         |                         |                         |                         |                         |                         |                         |                         |                         |                         |                         |                         |                         |                     |                     |                     |                     |                     | 1992年 - 2012年     | 1992年 - 2012年     | 1992年 - 2012年     | 1992年 - 2012年     | 1992年 - 2012年     | 1992年 - 2012年       | 1992年 - 2012年       | 1992年 - 2012年       | 1992年 - 2012年       | 1992年 - 2012年       | 1992年 - 2012年       | 1992年 - 2012年       | 1992年 - 2012年       | 1992年 - 2012年       | 1992年 - 2012年       | 1992年 - 2012年       | 1992年 - 2012年       | 1992年 - 2012年       | 1992年 - 2012年       | 1992年 - 2012年       |                       |                       |                       |                       |                       |                       |                       |                       |                       |                       |                       |                       |                       |                       |                       |                       |                       |                       |
| 500系      | 300 km/h     |                         |                         |                         |                         |                         |                         |                         |                         |                         |                         |                         |                         |                         |                         |                         |                         |                         |                         |                         |                         |                         |                         |                         |                     |                     |                     |                     |                     |                     |                     |                     |                     |                     | 1997年 - 2027年(予定) | 1997年 - 2027年(予定) | 1997年 - 2027年(予定) | 1997年 - 2027年(予定) | 1997年 - 2027年(予定) | 1997年 - 2027年(予定) | 1997年 - 2027年(予定) | 1997年 - 2027年(予定) | 1997年 - 2027年(予定) | 1997年 - 2027年(予定) | 1997年 - 2027年(予定) | 1997年 - 2027年(予定) | 1997年 - 2027年(予定) | 1997年 - 2027年(予定) | 1997年 - 2027年(予定) | 1997年 - 2027年(予定) | 1997年 - 2027年(予定) | 1997年 - 2027年(予定) | 1997年 - 2027年(予定) | 1997年 - 2027年(予定) | 1997年 - 2027年(予定) | 1997年 - 2027年(予定) | 1997年 - 2027年(予定) | 1997年 - 2027年(予定) | 1997年 - 2027年(予定) | 1997年 - 2027年(予定) | 1997年 - 2027年(予定) | 1997年 - 2027年(予定) | 1997年 - 2027年(予定) | 1997年 - 2027年(予定) | 1997年 - 2027年(予定) | 1997年 - 2027年(予定) | 1997年 - 2027年(予定) |
| 700系      | 285 km/h     |                         |                         |                         |                         |                         |                         |                         |                         |                         |                         |                         |                         |                         |                         |                         |                         |                         |                         |                         |                         |                         |                         |                         |                     |                     |                     |                     |                     |                     |                     |                     |                     |                     | 1999年 -              | 1999年 -              | 1999年 -              | 1999年 -              | 1999年 -              | 1999年 -              | 1999年 -              | 1999年 -              | 1999年 -              | 1999年 -              | 1999年 -              | 1999年 -              | 1999年 -              | 1999年 -              | 1999年 -              | 1999年 -              | 1999年 -              | 1999年 -              | 1999年 -              | 1999年 -              | 1999年 -              | 1999年 -              | 1999年 -              | 1999年 -              | 1999年 -              | 1999年 -              | 1999年 -              | 1999年 -              | 1999年 -              | 1999年 -              | 1999年 -              | 1999年 -              | 1999年 -              |
| 800系      | 260 km/h     |                         |                         |                         |                         |                         |                         |                         |                         |                         |                         |                         |                         |                         |                         |                         |                         |                         |                         |                         |                         |                         |                         |                         |                     |                     |                     |                     |                     |                     |                     |                     |                     |                     |                       |                       |                       |                       |                       |                       |                       | 2004年 -              | 2004年 -              | 2004年 -              | 2004年 -              | 2004年 -              | 2004年 -              | 2004年 -              | 2004年 -              | 2004年 -              | 2004年 -              | 2004年 -              | 2004年 -              | 2004年 -              | 2004年 -              | 2004年 -              | 2004年 -              | 2004年 -              | 2004年 -              | 2004年 -              | 2004年 -              | 2004年 -              | 2004年 -              | 2004年 -              | 2004年 -              | 2004年 -              | 2004年 -              |
| N700系     | 300 km/h     |                         |                         |                         |                         |                         |                         |                         |                         |                         |                         |                         |                         |                         |                         |                         |                         |                         |                         |                         |                         |                         |                         |                         |                     |                     |                     |                     |                     |                     |                     |                     |                     |                     |                       |                       |                       |                       |                       |                       |                       |                       |                       |                       | 2007年 -              | 2007年 -              | 2007年 -              | 2007年 -              | 2007年 -              | 2007年 -              | 2007年 -              | 2007年 -              | 2007年 -              | 2007年 -              | 2007年 -              | 2007年 -              | 2007年 -              | 2007年 -              | 2007年 -              | 2007年 -              | 2007年 -              | 2007年 -              | 2007年 -              | 2007年 -              | 2007年 -              | 2007年 -              | 2007年 -              |
| N700S系    | 300 km/h     |                         |                         |                         |                         |                         |                         |                         |                         |                         |                         |                         |                         |                         |                         |                         |                         |                         |                         |                         |                         |                         |                         |                         |                     |                     |                     |                     |                     |                     |                     |                     |                     |                     |                       |                       |                       |                       |                       |                       |                       |                       |                       |                       |                       |                       |                       |                       |                       |                       |                       |                       |                       |                       |                       |                       |                       | 2020年 -              | 2020年 -              | 2020年 -              | 2020年 -              | 2020年 -              | 2020年 -              | 2020年 -              | 2020年 -              | 2020年 -              | 2020年 -              |
| L0系       | 500 km/h     | 2034年以降 -            | 2034年以降 -            | 2034年以降 -            | 2034年以降 -            | 2034年以降 -            | 2034年以降 -            | 2034年以降 -            | 2034年以降 -            | 2034年以降 -            | 2034年以降 -            | 2034年以降 -            | 2034年以降 -            | 2034年以降 -            | 2034年以降 -            | 2034年以降 -            | 2034年以降 -            | 2034年以降 -            | 2034年以降 -            | 2034年以降 -            | 2034年以降 -            | 2034年以降 -            | 2034年以降 -            | 2034年以降 -            | 2034年以降 -        | 2034年以降 -        | 2034年以降 -        | 2034年以降 -        | 2034年以降 -        | 2034年以降 -        | 2034年以降 -        | 2034年以降 -        | 2034年以降 -        | 2034年以降 -        | 2034年以降 -          | 2034年以降 -          | 2034年以降 -          | 2034年以降 -          | 2034年以降 -          | 2034年以降 -          | 2034年以降 -          | 2034年以降 -          | 2034年以降 -          | 2034年以降 -          | 2034年以降 -          | 2034年以降 -          | 2034年以降 -          | 2034年以降 -          | 2034年以降 -          | 2034年以降 -          | 2034年以降 -          | 2034年以降 -          | 2034年以降 -          | 2034年以降 -          | 2034年以降 -          | 2034年以降 -          | 2034年以降 -          | 2034年以降 -          | 2034年以降 -          | 2034年以降 -          | 2034年以降 -          | 2034年以降 -          | 2034年以降 -          | 2034年以降 -          | 2034年以降 -          | 2034年以降 -          | 2034年以降 -          |
| 200系      | 240 km/h     |                         |                         |                         |                         |                         |                         |                         |                         |                         |                         |                         |                         |                         |                         |                         |                         |                         |                         | 1982年 - 2013年         | 1982年 - 2013年         | 1982年 - 2013年         | 1982年 - 2013年         | 1982年 - 2013年         | 1982年 - 2013年     | 1982年 - 2013年     | 1982年 - 2013年     | 1982年 - 2013年     | 1982年 - 2013年     | 1982年 - 2013年     | 1982年 - 2013年     | 1982年 - 2013年     | 1982年 - 2013年     | 1982年 - 2013年     | 1982年 - 2013年       | 1982年 - 2013年       | 1982年 - 2013年       | 1982年 - 2013年       | 1982年 - 2013年       | 1982年 - 2013年       | 1982年 - 2013年       | 1982年 - 2013年       | 1982年 - 2013年       | 1982年 - 2013年       | 1982年 - 2013年       | 1982年 - 2013年       | 1982年 - 2013年       | 1982年 - 2013年       | 1982年 - 2013年       | 1982年 - 2013年       |                       |                       |                       |                       |                       |                       |                       |                       |                       |                       |                       |                       |                       |                       |                       |                       |                       |
| 400系      | 240 km/h     |                         |                         |                         |                         |                         |                         |                         |                         |                         |                         |                         |                         |                         |                         |                         |                         |                         |                         |                         |                         |                         |                         |                         |                     |                     |                     |                     |                     | 1992年 - 2010年     | 1992年 - 2010年     | 1992年 - 2010年     | 1992年 - 2010年     | 1992年 - 2010年     | 1992年 - 2010年       | 1992年 - 2010年       | 1992年 - 2010年       | 1992年 - 2010年       | 1992年 - 2010年       | 1992年 - 2010年       | 1992年 - 2010年       | 1992年 - 2010年       | 1992年 - 2010年       | 1992年 - 2010年       | 1992年 - 2010年       | 1992年 - 2010年       | 1992年 - 2010年       |                       |                       |                       |                       |                       |                       |                       |                       |                       |                       |                       |                       |                       |                       |                       |                       |                       |                       |                       |                       |
| E1系       | 240 km/h     |                         |                         |                         |                         |                         |                         |                         |                         |                         |                         |                         |                         |                         |                         |                         |                         |                         |                         |                         |                         |                         |                         |                         |                     |                     |                     |                     |                     |                     |                     | 1994年 - 2012年     | 1994年 - 2012年     | 1994年 - 2012年     | 1994年 - 2012年       | 1994年 - 2012年       | 1994年 - 2012年       | 1994年 - 2012年       | 1994年 - 2012年       | 1994年 - 2012年       | 1994年 - 2012年       | 1994年 - 2012年       | 1994年 - 2012年       | 1994年 - 2012年       | 1994年 - 2012年       | 1994年 - 2012年       | 1994年 - 2012年       | 1994年 - 2012年       | 1994年 - 2012年       |                       |                       |                       |                       |                       |                       |                       |                       |                       |                       |                       |                       |                       |                       |                       |                       |                       |                       |
| E2系       | 275 km/h     |                         |                         |                         |                         |                         |                         |                         |                         |                         |                         |                         |                         |                         |                         |                         |                         |                         |                         |                         |                         |                         |                         |                         |                     |                     |                     |                     |                     |                     |                     |                     |                     |                     | 1997年 -              | 1997年 -              | 1997年 -              | 1997年 -              | 1997年 -              | 1997年 -              | 1997年 -              | 1997年 -              | 1997年 -              | 1997年 -              | 1997年 -              | 1997年 -              | 1997年 -              | 1997年 -              | 1997年 -              | 1997年 -              | 1997年 -              | 1997年 -              | 1997年 -              | 1997年 -              | 1997年 -              | 1997年 -              | 1997年 -              | 1997年 -              | 1997年 -              | 1997年 -              | 1997年 -              | 1997年 -              | 1997年 -              | 1997年 -              | 1997年 -              | 1997年 -              | 1997年 -              |
| E3系       | 275 km/h     |                         |                         |                         |                         |                         |                         |                         |                         |                         |                         |                         |                         |                         |                         |                         |                         |                         |                         |                         |                         |                         |                         |                         |                     |                     |                     |                     |                     |                     |                     |                     |                     |                     | 1997年 -              | 1997年 -              | 1997年 -              | 1997年 -              | 1997年 -              | 1997年 -              | 1997年 -              | 1997年 -              | 1997年 -              | 1997年 -              | 1997年 -              | 1997年 -              | 1997年 -              | 1997年 -              | 1997年 -              | 1997年 -              | 1997年 -              | 1997年 -              | 1997年 -              | 1997年 -              | 1997年 -              | 1997年 -              | 1997年 -              | 1997年 -              | 1997年 -              | 1997年 -              | 1997年 -              | 1997年 -              | 1997年 -              | 1997年 -              | 1997年 -              | 1997年 -              | 1997年 -              |
| E4系       | 240 km/h     |                         |                         |                         |                         |                         |                         |                         |                         |                         |                         |                         |                         |                         |                         |                         |                         |                         |                         |                         |                         |                         |                         |                         |                     |                     |                     |                     |                     |                     |                     |                     |                     |                     | 1997年 - 2021年       | 1997年 - 2021年       | 1997年 - 2021年       | 1997年 - 2021年       | 1997年 - 2021年       | 1997年 - 2021年       | 1997年 - 2021年       | 1997年 - 2021年       | 1997年 - 2021年       | 1997年 - 2021年       | 1997年 - 2021年       | 1997年 - 2021年       | 1997年 - 2021年       | 1997年 - 2021年       | 1997年 - 2021年       | 1997年 - 2021年       | 1997年 - 2021年       | 1997年 - 2021年       | 1997年 - 2021年       | 1997年 - 2021年       | 1997年 - 2021年       | 1997年 - 2021年       | 1997年 - 2021年       | 1997年 - 2021年       |                       |                       |                       |                       |                       |                       |                       |                       |                       |
| E5系・H5系 | 320 km/h     |                         |                         |                         |                         |                         |                         |                         |                         |                         |                         |                         |                         |                         |                         |                         |                         |                         |                         |                         |                         |                         |                         |                         |                     |                     |                     |                     |                     |                     |                     |                     |                     |                     |                       |                       |                       |                       |                       |                       |                       |                       |                       |                       |                       |                       |                       |                       | 2011年 -              | 2011年 -              | 2011年 -              | 2011年 -              | 2011年 -              | 2011年 -              | 2011年 -              | 2011年 -              | 2011年 -              | 2011年 -              | 2011年 -              | 2011年 -              | 2011年 -              | 2011年 -              | 2011年 -              | 2011年 -              | 2011年 -              | 2011年 -              | 2011年 -              |
| E6系       | 320 km/h     |                         |                         |                         |                         |                         |                         |                         |                         |                         |                         |                         |                         |                         |                         |                         |                         |                         |                         |                         |                         |                         |                         |                         |                     |                     |                     |                     |                     |                     |                     |                     |                     |                     |                       |                       |                       |                       |                       |                       |                       |                       |                       |                       |                       |                       |                       |                       |                       |                       | 2013年 -              | 2013年 -              | 2013年 -              | 2013年 -              | 2013年 -              | 2013年 -              | 2013年 -              | 2013年 -              | 2013年 -              | 2013年 -              | 2013年 -              | 2013年 -              | 2013年 -              | 2013年 -              | 2013年 -              | 2013年 -              | 2013年 -              |
| E7系・W7系 | 275 km/h     |                         |                         |                         |                         |                         |                         |                         |                         |                         |                         |                         |                         |                         |                         |                         |                         |                         |                         |                         |                         |                         |                         |                         |                     |                     |                     |                     |                     |                     |                     |                     |                     |                     |                       |                       |                       |                       |                       |                       |                       |                       |                       |                       |                       |                       |                       |                       |                       |                       |                       | 2014年 -              | 2014年 -              | 2014年 -              | 2014年 -              | 2014年 -              | 2014年 -              | 2014年 -              | 2014年 -              | 2014年 -              | 2014年 -              | 2014年 -              | 2014年 -              | 2014年 -              | 2014年 -              | 2014年 -              | 2014年 -              |
| E8系       | 300 km/h     |                         |                         |                         |                         |                         |                         |                         |                         |                         |                         |                         |                         |                         |                         |                         |                         |                         |                         |                         |                         |                         |                         |                         |                     |                     |                     |                     |                     |                     |                     |                     |                     |                     |                       |                       |                       |                       |                       |                       |                       |                       |                       |                       |                       |                       |                       |                       |                       |                       |                       |                       |                       |                       |                       |                       |                       |                       |                       |                       |                       | 2024年 -              | 2024年 -              | 2024年 -              | 2024年 -              | 2024年 -              | 2024年 -              |
| 運行事業者 | 運行事業者   | 国鉄（1964年 - 1987年） | 国鉄（1964年 - 1987年） | 国鉄（1964年 - 1987年） | 国鉄（1964年 - 1987年） | 国鉄（1964年 - 1987年） | 国鉄（1964年 - 1987年） | 国鉄（1964年 - 1987年） | 国鉄（1964年 - 1987年） | 国鉄（1964年 - 1987年） | 国鉄（1964年 - 1987年） | 国鉄（1964年 - 1987年） | 国鉄（1964年 - 1987年） | 国鉄（1964年 - 1987年） | 国鉄（1964年 - 1987年） | 国鉄（1964年 - 1987年） | 国鉄（1964年 - 1987年） | 国鉄（1964年 - 1987年） | 国鉄（1964年 - 1987年） | 国鉄（1964年 - 1987年） | 国鉄（1964年 - 1987年） | 国鉄（1964年 - 1987年） | 国鉄（1964年 - 1987年） | 国鉄（1964年 - 1987年） | JR各社（1987年 - ） | JR各社（1987年 - ） | JR各社（1987年 - ） | JR各社（1987年 - ） | JR各社（1987年 - ） | JR各社（1987年 - ） | JR各社（1987年 - ） | JR各社（1987年 - ） | JR各社（1987年 - ） | JR各社（1987年 - ） | JR各社（1987年 - ）   | JR各社（1987年 - ）   | JR各社（1987年 - ）   | JR各社（1987年 - ）   | JR各社（1987年 - ）   | JR各社（1987年 - ）   | JR各社（1987年 - ）   | JR各社（1987年 - ）   | JR各社（1987年 - ）   | JR各社（1987年 - ）   | JR各社（1987年 - ）   | JR各社（1987年 - ）   | JR各社（1987年 - ）   | JR各社（1987年 - ）   | JR各社（1987年 - ）   | JR各社（1987年 - ）   | JR各社（1987年 - ）   | JR各社（1987年 - ）   | JR各社（1987年 - ）   | JR各社（1987年 - ）   | JR各社（1987年 - ）   | JR各社（1987年 - ）   | JR各社（1987年 - ）   | JR各社（1987年 - ）   | JR各社（1987年 - ）   | JR各社（1987年 - ）   | JR各社（1987年 - ）   | JR各社（1987年 - ）   | JR各社（1987年 - ）   | JR各社（1987年 - ）   | JR各社（1987年 - ）   | JR各社（1987年 - ）   | JR各社（1987年 - ）   |

1. ↑  1986年に 210 km/hから引き上げ。
2. ↑  一部 230 km/h。
3. ↑  8両編成は 285 km/h。
4. ↑  ＪＲ東海は、静岡県が着工を認めない状況が続いているため、目指してきた２０２７年の開業を断念することを明らかにしました。また、静岡での工事には１０年程度かかる見通しであり、現在でも着工できたとしても開業は２０３４年以降になると計算されています。
5. ↑  1985年に 210 km/hから引き上げ。一部 245 - 275 km/h。
6. ↑  一部 260 km/h。
7. ↑  一部 240 km/h。2012年9月に全編成 275 km/hに統一。
8. ↑  2014年3月に 300 km/hから引き上げ。
9. ↑  H5系は2016年 -
10. ↑  2014年3月に 300 km/hから引き上げ。
11. ↑  2023年3月に 260 km/hから引き上げ。
12. ↑  W7系は2015年 -

### 東京から西日本方面の各新幹線
0系
東海道・山陽新幹線の初代車両。東海道新幹線開業時から1986年まで、38次のマイナーチェンジを重ねながら延べ3,216両が製造された。このため、製造年度によって様々な仕様がある。登場時の最高速度は210 km/hだが、後に100系に合わせ220 km/hに引き上げられた。
全電動車方式を採用し、2両単位で編成を増減することが可能である。普通車・グリーン車のほか、ビュフェと称する軽食サービスを行う車両を組み込み、12両編成で登場した。その後、1970年の大阪万博輸送に対応するため16両編成が登場。1975年には、山陽新幹線全線開業に合わせ、食堂車が組み込まれた。
一方、東海道新幹線に比べ輸送規模の小さい山陽新幹線では需要に合わせた短編成化も実施された。国鉄末期の1985年には山陽新幹線内の「こだま」用として普通車のみの6両編成が登場。JR西日本となってからは、座席を一列4人掛けとするなどの車内改良を実施した6・8・12両の「ウエストひかり」も登場した。晩年は4両編成も加わり、もっぱら「こだま」に用いられた。
1999年に後継車両への置き換えに伴い東海道新幹線での営業運転を終了。2008年にはN700系の増備で余剰となった500系への置き換えにより、山陽新幹線でも営業運転を終了した。営業用の新幹線車両としては初の消滅形式である。
100系
1985年、長期にわたり製造され陳腐化した0系の置き換えを目的に、新幹線初のモデルチェンジ車両として登場した。国鉄（X 編成）および民営化で誕生したJR東海（G編成）とJR西日本（V編成）によって、1,056両が製造された。
営業運転速度はこれまでより10 km/h速い220 km/hにとどまったものの、モーターの出力増強・新しいブレーキの採用により、16両編成のうち4両を付随車（モーターを持たない車両）として製造コスト削減。車内もアコモデーションアップが図られ、座席間隔の拡大により3人掛け座席をはじめて回転可能としたほか、個室も設けられた。また、新幹線で初めて2階建車両をグリーン車や食堂車などに2両組み込んだことが大きな特徴である。JR西日本では編成中4両を2階建車両とした「グランドひかり」編成も製造された。グランドひかり編成は100N系とも呼ばれ、最高速度を230 km/hに向上した。
東海道新幹線での営業終了は2003年。「のぞみ」の大増発に伴い、全列車の最高速度を270 km/hに引き上げたための措置であった。山陽新幹線では2002年に「グランドひかり」が廃止されたのち、2階建車両を取り外して4両ないし6両に短編成化され「こだま」に使用されたが、2012年3月には、N700系7000番台の増備で余剰となった700系7000番台への置き換えにより、300系とともに山陽新幹線でも営業運転を終了した。
なお、X編成の先頭車と食堂車がリニア・鉄道館、「グランドひかり」編成の食堂車とグリーン車、先頭車が博多総合車両所に展示・保管されている。なお、博多のものはイベント時を除き非公開となっている。
300系
東海道新幹線の高速化を図るため、JR東海が開発した車両。1992年3月14日に営業運転を開始した。JR東海のほかJR西日本でも製造され、1998年まで1120両（東海でJ編成61本・976両、西日本でF編成9本・144両）が製造された。
最高速度は270 km/hに引き上げられ、この車両とともに「のぞみ」が登場。東京駅 - 新大阪駅間を従来より約30分速い2時間30分で結び、大幅な時間短縮を達成した。1993年には山陽新幹線への乗り入れも開始し、新大阪駅 - 博多駅間を従来より17分早い2時間32分で結んだ。
車体はこれまでの鋼製に代わりアルミニウム合金が採用されたほか、車内にも樹脂製部品が積極的に用いられ、徹底した軽量化が行われた。また、インバータ制御を用いた交流モーターを採用し、旧来の直流モーターに比べ小型化・高出力化が図られた。一方、利用の減少が続いていた食堂車や、軽量化・低重心化の障害となる2階建車両は組み込まず、普通車・グリーン車のみによる16両編成とした。東海道新幹線における編成定員1,323名を確立し（その後車椅子スペースが追加された為少し減っている）、後継の700系、N700系でも同じ規格で設計された。
最高速度の向上により大幅な所要時間短縮を達成した300系であったが、後継車両の投入が相次いだことにより2001年には「のぞみ」の定期運用を外れている。その後は「ひかり」「こだま」の運用が主となり、2007年にN700系の投入が始まると廃車が進められた。
2012年3月に、東海道・山陽新幹線ともに営業運転を終了し、全編成が引退した。短編成化された車両はない。
500系
山陽新幹線のさらなる高速化を目的としてJR西日本が開発した車両であり、新幹線初の300 km/h運転を達成した。1997年に東京駅 - 博多駅間を直通する「のぞみ」として運用を開始し、新大阪駅 - 博多駅間の所要時間を300系より15分早い2時間17分とした。
300 km/hという高速運転を実現するため、0系以来の全電動車編成とし出力を増強。空気抵抗や騒音の低減、高速運転に伴って生じるトンネルの爆音（トンネル微気圧波）への対策のため、車体は角を落とした円形断面として断面積を縮小したほか、先頭車は15 mに及ぶロングノーズにキャノピー型の運転室を設けるなど、他の新幹線車両とは外観上も異なっているのが特徴である。16両編成（W編成）9本、計144両が製造された。
山陽新幹線最速の車両として東京駅 - 博多駅間を結ぶ「のぞみ」を中心に運用されてきたが、2007年より後継のN700系に徐々にその運用を譲り、2010年に東海道新幹線での営業運転と「のぞみ」での運用を終了した。W1編成を除く8本は8両編成に減車のうえ7000番台に改番（V編成）、2008年から0系に代わって山陽新幹線の「こだま」として運用を開始した。
700系
100系の置き換え用として製造された車両。1999年3月13日に営業運転を開始した。285 km/h運転（山陽。東海道は270 km/h）対応車。JR東海・西日本の共同開発に移行（JR西日本の車両は3000番台）。
500系は山陽新幹線での300 km/h運行を可能としたが、製造コストが高い、空力性能の重視によって車内空間に制約があるなどの課題を抱えていた。また、線形条件の劣る東海道新幹線においては300系と同等の270 km/hに留まり、コストに見合った性能が発揮できなかった。そこで700系では費用対効果を重視し、東海道・山陽新幹線全体の底上げを図るとともに、乗り心地・快適性の改善に主眼が置かれた。最高速度は500系より若干抑えた285 km/hとし、先頭形状はカモノハシに似た独特の形状が採用された。この形状は、車内空間への影響を最小限に留めつつトンネル微気圧波を抑制するものである。
「のぞみ」用16両編成としてJR東海・JR西日本により1,200両（東海のC編成60本・960両、西日本のＢ編成15本・240両）が製造された。派生車種として山陽新幹線専用の7000番台（8両編成E編成、ひかりレールスター用）がJR西日本により製造されたほか、台湾新幹線用の700T型、九州新幹線用の800系や後述のN700系など、本系列をベースとした車両も多い。2012年にN700系のマイナーチェンジ車・N700Aの投入に伴い廃車が進められ、2020年3月をもって東海道新幹線での営業運転を終了した。
700系7000番台
JR西日本のみの在籍。0系の改造車で運行されていた「ウエストひかり」に代わる「ひかりレールスター」用として製造された編成。2000年3月10日に営業運転を開始した。
山陽新幹線区間の輸送需要に合わせて、8両編成と短い。外部色は700系と異なるほか、内装は指定席車が4列シートで、指定席車のうち、8号車新大阪寄りがコンパートメント席となっている。定員が少ないため、東海道新幹線には乗り入れない。
2011年の九州新幹線直通開始に合わせてN700系7000・8000番台が登場し、「ひかりレールスター」は「さくら」に置き換わる形で便数が大幅に減少し、100系に代わり山陽新幹線の「こだま」で使用されるようになった。
800系
2004年3月13日の九州新幹線部分開業にあわせて製造された車両である。6両編成。基本構造は700系をベースとしているが、区間内に存在する35パーミルの急勾配 を通過するため、全車が電動車となっている。
デザインは水戸岡鋭治の手による。先頭形状は700系の設計時にコンペで不採用になったデザインをもとにした形状である。内装デザインは700系と大きく異なり、「和」を基本コンセプトとしたデザインとされ、座席は全車4列シートで、座席をはじめ内装部品には木材が多用され、内装の色も柿渋色・古代漆色などの伝統色が用いられている。
九州新幹線区間内のみを運行する「さくら」「つばめ」で使用されている。営業運転では山陽新幹線には乗り入れない。歴代車両では唯一東京駅に入線歴がない形式である。
N700系
700系を基本に『最速・快適・環境への適合』 をキーワードとして、さらなる性能向上を目指した車両。JR東海・JR西日本の共同開発により、2007年に営業運転を開始した。
軽量化、空力性能の改善およびモーター出力の増強により、500系以来となる山陽新幹線での300 km/h運行を可能とした。東海道新幹線での最高速度は従来と同じ270 km/hに留まるものの、加速性能の向上、新幹線初となる車体傾斜装置の導入により、所要時間の短縮を達成している。外観は700系に準じるが、エアロダブルウィングと称する先頭形状、空気抵抗を低減する連結部の全周ほろ、小さな窓、大型のフルカラーLEDによる行先表示などが特徴となっている。また、車内は全席禁煙とされ、喫煙者向けに喫煙ルームが設けられた。
500系・700系に代わり主に「のぞみ」への投入が続いており、2012年までに1552両（東海のZ編成81本・1296両、西日本のN編成16本・256両）が製造され、2013年から3年にかけて全般検査の際にN700Aに準じた仕様に改造された。

N700系1000番台・4000番台（N700A）
2013年2月8日から導入。車体傾斜装置をR=5000未満でも動作させるようにして東海道新幹線区間での最高速度を285 km/hとし、中央締結式ディスクブレーキの採用により制動距離の短縮を図った。また、既存の東海道・山陽直通用N700系には、N700Aに準じた改造が行われた（東海の2000番台X編成、西日本の5000番台K編成）。増備途上でN700系の総製作両数が2000両を突破した。
N700系7000番台・8000番台
2011年の九州新幹線全線開業に伴い、山陽・九州新幹線の直通列車用として製造された車両。JR西日本が保有する7000番台S編成と、JR九州が保有する8000番台R編成がある。8両編成で、800系と同様、九州新幹線の35パーミル急勾配区間 を走行するため全電動車編成となっている。さらに桜島など活発な火山があるため、台車のギヤボックスを気密性とし火山灰対策としている。
座席は普通車自由席が5列シート、グリーン車と普通車指定席が4列シートとなっている。内装の一部には木製品が使用され、内装の色は伝統色が用いられている。
山陽・九州新幹線直通の「みずほ」「さくら」「つばめ」に使用されるほか、山陽新幹線内及び九州新幹線内で折り返す一部の列車にも使用されている。
N700S系
東海道・山陽新幹線の次期新幹線車両で、2020年営業運転開始。外観はN700系（N700A）との大きな違いはないが、車体側面の青帯が運転席部分まで伸びていることやライトの形が違うことなど、細部の違いは多く存在する。また、搭載機器の変更も存在する。初期型のN700系置き換え用として登場。また、N700系1000番台・4000番台（N700A）からの改造も計画されている。（N700S系に編入されるかは不明）
N700S系8000番台
西九州新幹線武雄温泉駅 - 長崎駅間「かもめ」用の新型車両。運行区間が短いためグリーン車はなく、自由席と指定席がそれぞれ3両の6両編成となる。喫煙ルームは無い。
L0系
中央新幹線の営業用として製造される車両。2013年から山梨リニア実験線で走行試験を行っている。
2015年4月21日、加速距離約20キロで603 km/hを記録。2020年（令和2年）8月17日、950番台走行試験開始。
以上の新幹線営業車両の諸元をまとめ下表に示す。形式によって複数の仕様を持つものは、断りのない限り代表的な値を示した。
| 形式                    | 0系               | 100系             | 300系                | 500系                | 700系                | 800系                | N700系               | N700S系              | L0系                          |
| ----------------------- | ----------------- | ----------------- | -------------------- | -------------------- | -------------------- | -------------------- | -------------------- | -------------------- | ----------------------------- |
| 新製時の編成            | 12両・16両        | 16両              | 16両                 | 16両                 | 16両・8両            | 6両                  | 16両・8両            | 16両・6両            | 不明                          |
| 最高速度 (km/h)         | 210 (220*)        | 220・230*         | 270                  | 300・285*            | 285                  | 260                  | 300                  | 300                  | 505                           |
| 編成質量（16両）        | 967 t             | 839 t・852 t*     | 711 t                | 688 t                | 708 t                |                      | 700 t                |                      | 420 t                         |
| 車体材質                | 普通鋼            | 普通鋼            | アルミニウム合金     | アルミニウム合金     | アルミニウム合金     | アルミニウム合金     | アルミニウム合金     | アルミニウム合金     | アルミニウム合金              |
| 編成出力 （16両編成時） | 11,840 kW (16M) * | 11,040 kW (12M4T) | 12,000 kW (10M6T)    | 17,600 kW (16M)      | 13,200 kW (12M4T)    | 06,600 kW (6M) *     | 17,080 kW (14M2T)    |                      | 地上一次 リニア 同期 モーター |
| 電動機                  | 直巻整流子電動機  | 直巻整流子電動機  | かご形三相誘導電動機 | かご形三相誘導電動機 | かご形三相誘導電動機 | かご形三相誘導電動機 | かご形三相誘導電動機 | かご形三相誘導電動機 | 地上一次 リニア 同期 モーター |
| 製造初年                | 1964年            | 1985年            | 1992年               | 1997年               | 1999年               | 2004年               | 2007年               | 2018年               | 2013年                        |
| 製造両数                | 3,216両           | 1,056両           | 1,120両              | 144両                | 1,328両              | 54両                 | （2,993両*）         |                      | （14両*）                     |
| 最大在籍両数            | 2,338両           | 1,056両           | 1,120両              | 144両                | 1,328両              | 54両                 | 2,976両              |                      |                               |

- 0系の最高速度は1986年に220 km/hに引き上げ。
  - 0系は廃車時に0系を製造継続していたので、製造数と最大在籍数が一致しない。
- 100系の*付数字は100N系（グランドひかり編成）を示す。
- 編成出力におけるM・Tは、それぞれ編成中における電動車（モーター付車両）・付随車（モーターなし車両）の両数を示す。
- 製造両数は、国鉄、JR東海、JR西日本およびJR九州の合算値。
- 500系の*付数字は7000番台（V編成、8両）を示す。
- 800系は6両編成時の編成出力。
- N700系の製造両数は2019年度までの16両編成（N700A含む）と8両編成の投入数。うち8両編成は240両。N700Sは含まない。最大在籍は2020年4月であった（その時点で9000番台は除籍されていた）。
  - 783-2059は東海道新幹線火災事件で初代は事故廃車・2代目を再製造した。製造両数は本来の2,992両に再製造の1両を含めている。
- L0系の製造両数は2015年までの投入数。

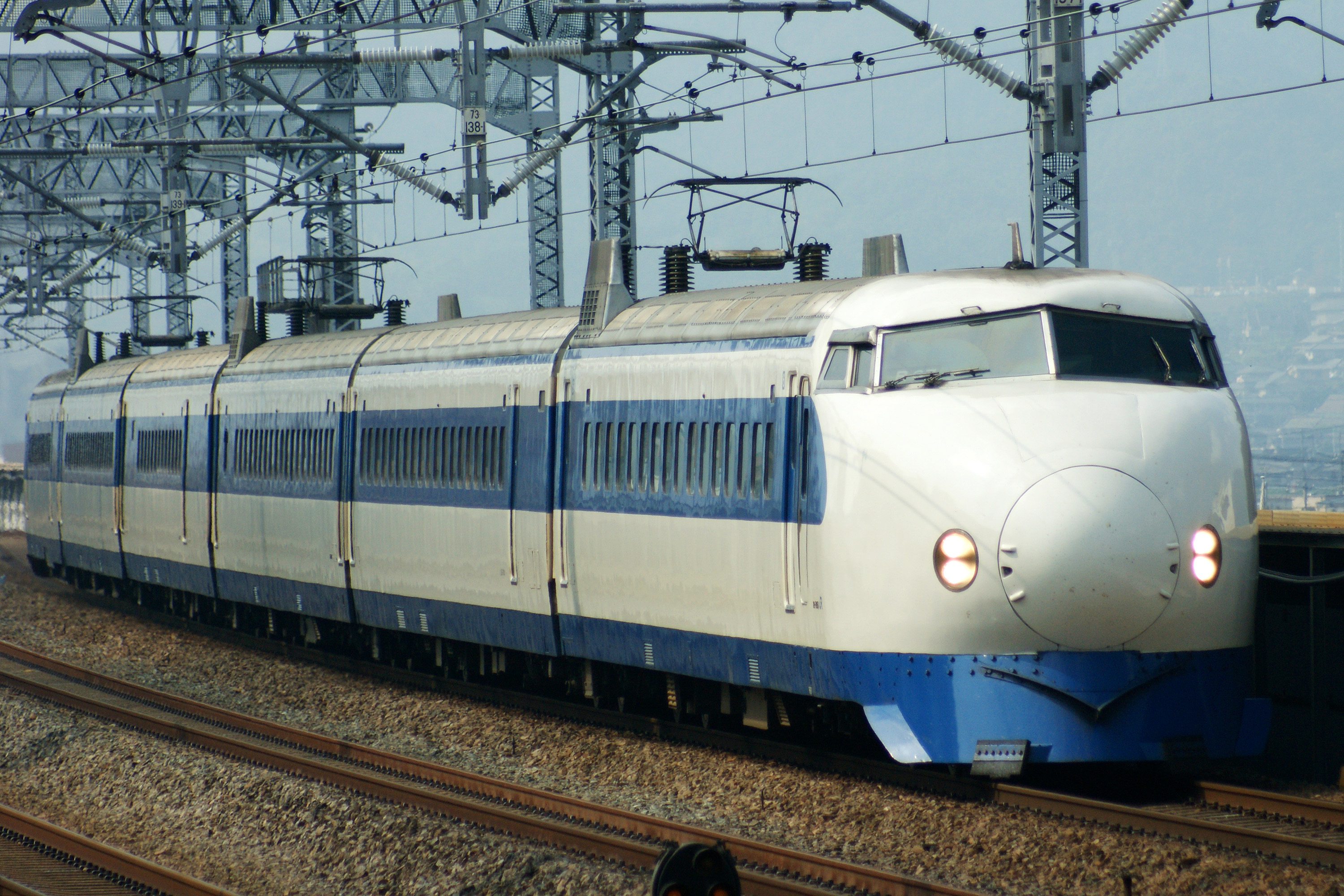
0系
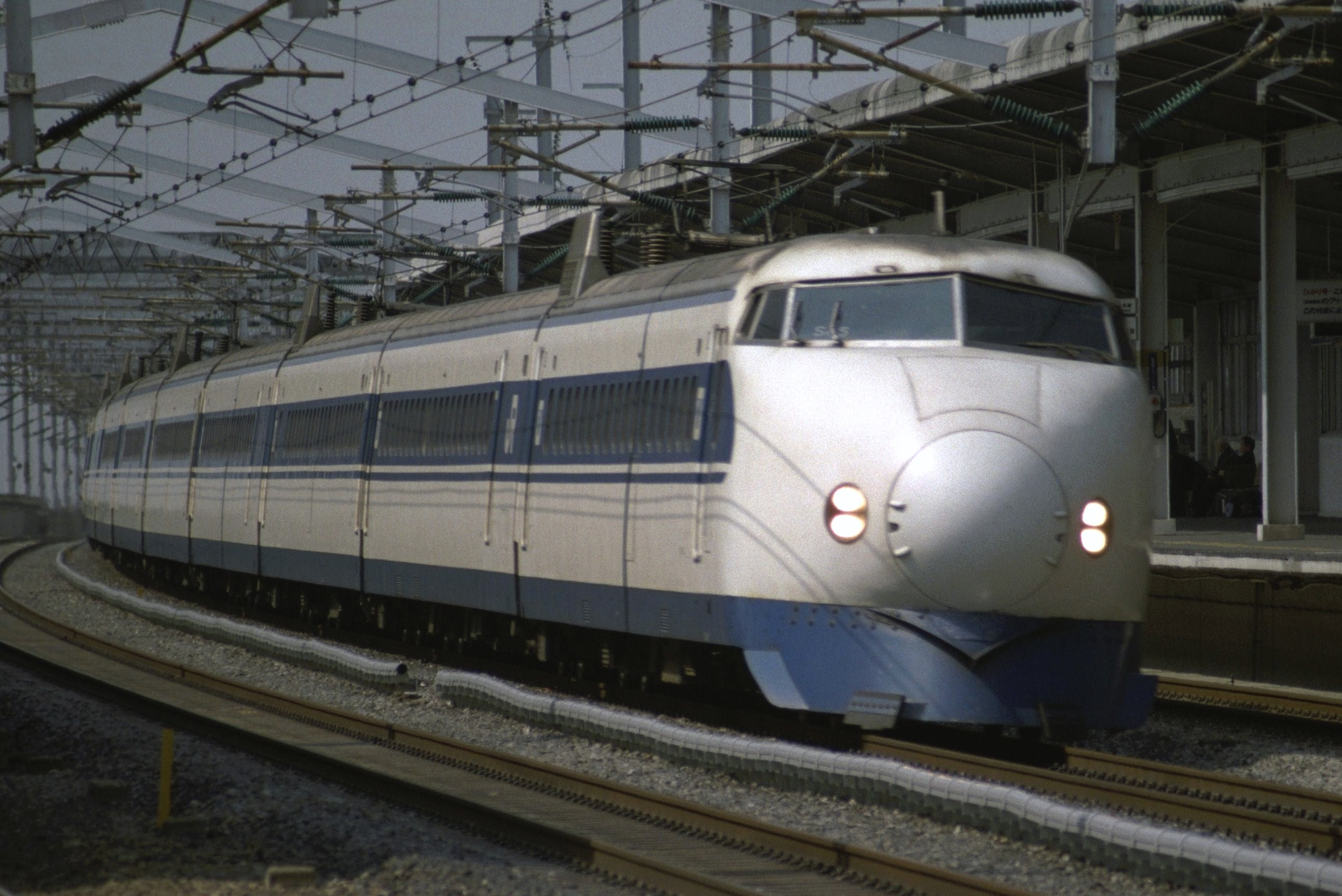
0系 ウエストひかり
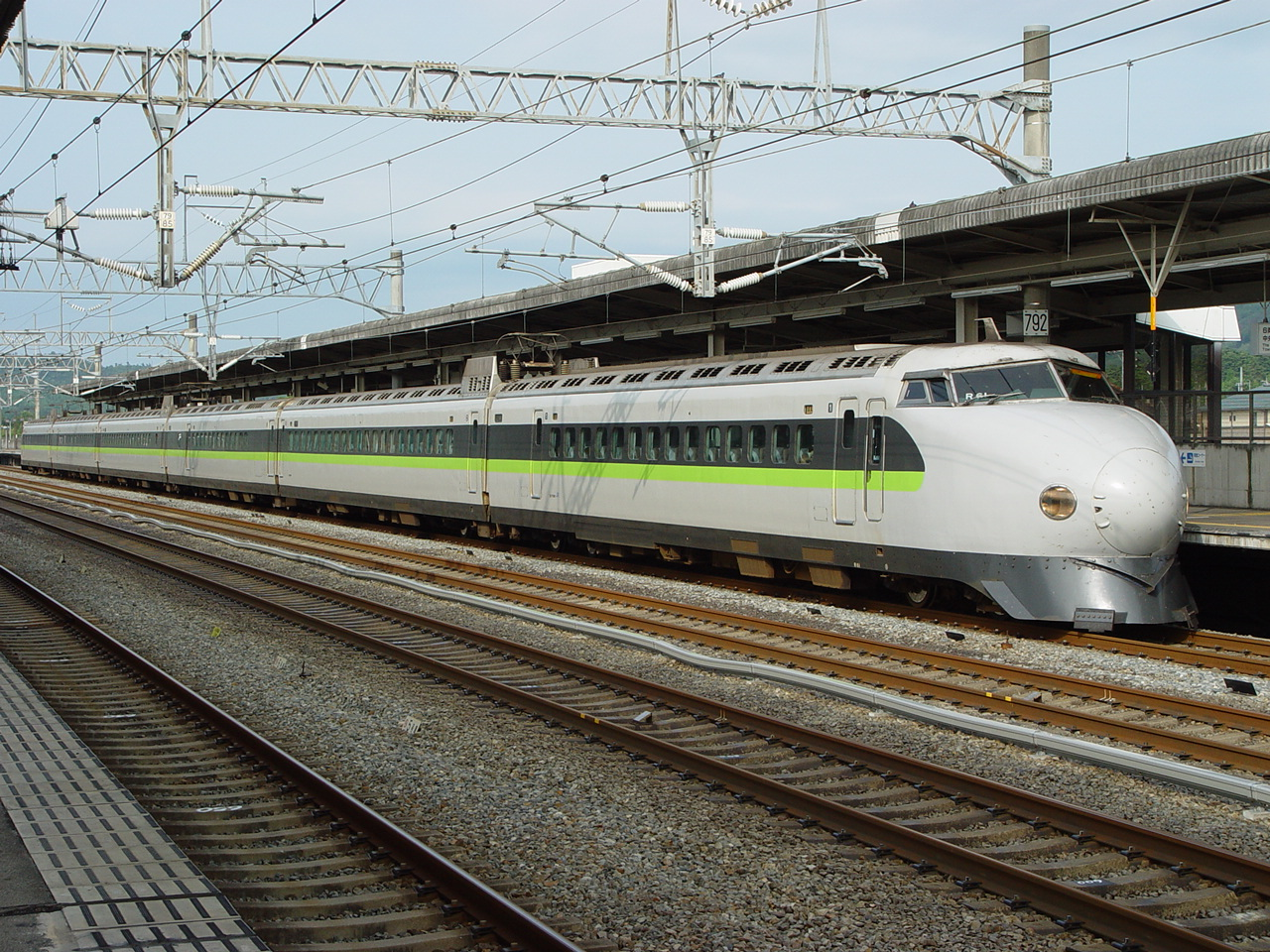
0系 2002年からJR西日本で施行された塗装
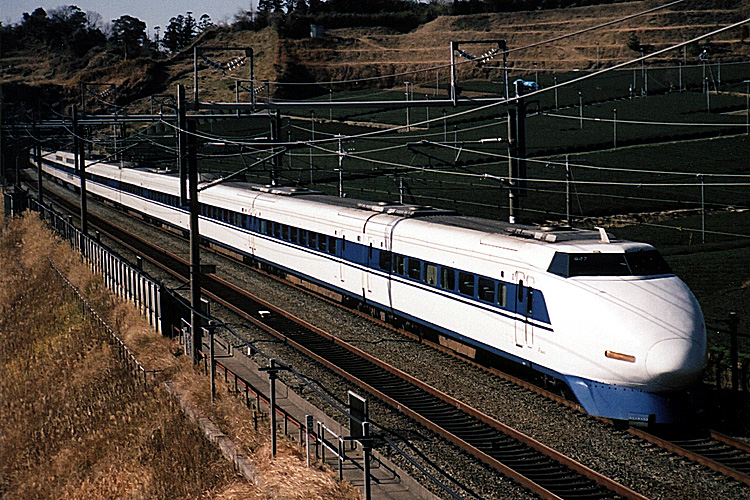
100系
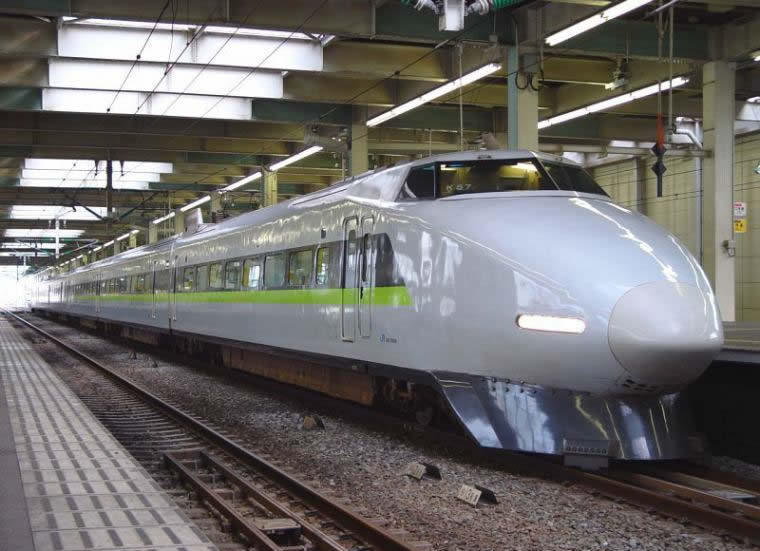
100系 2002年からJR西日本で施行された塗装
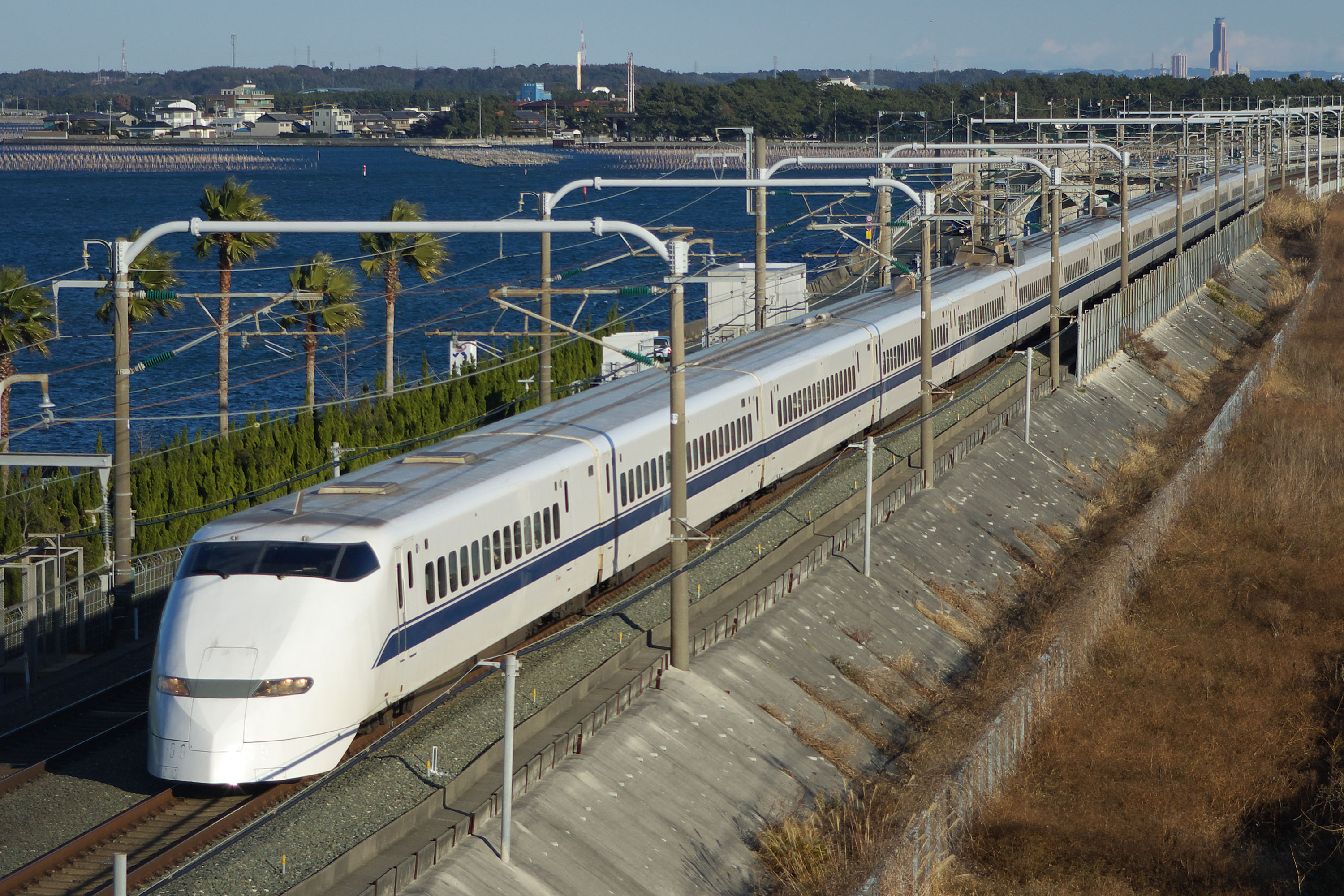
300系
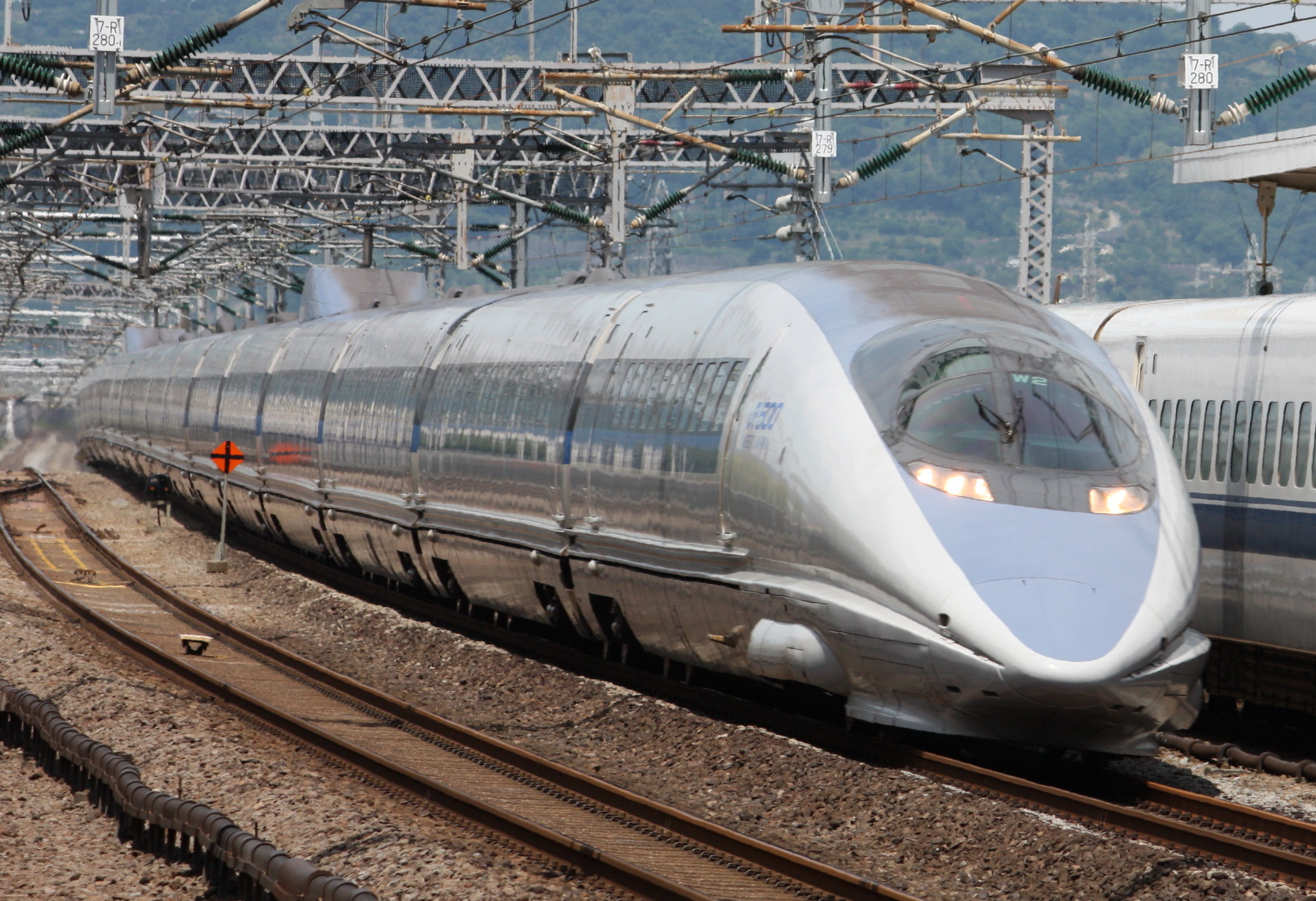
500系
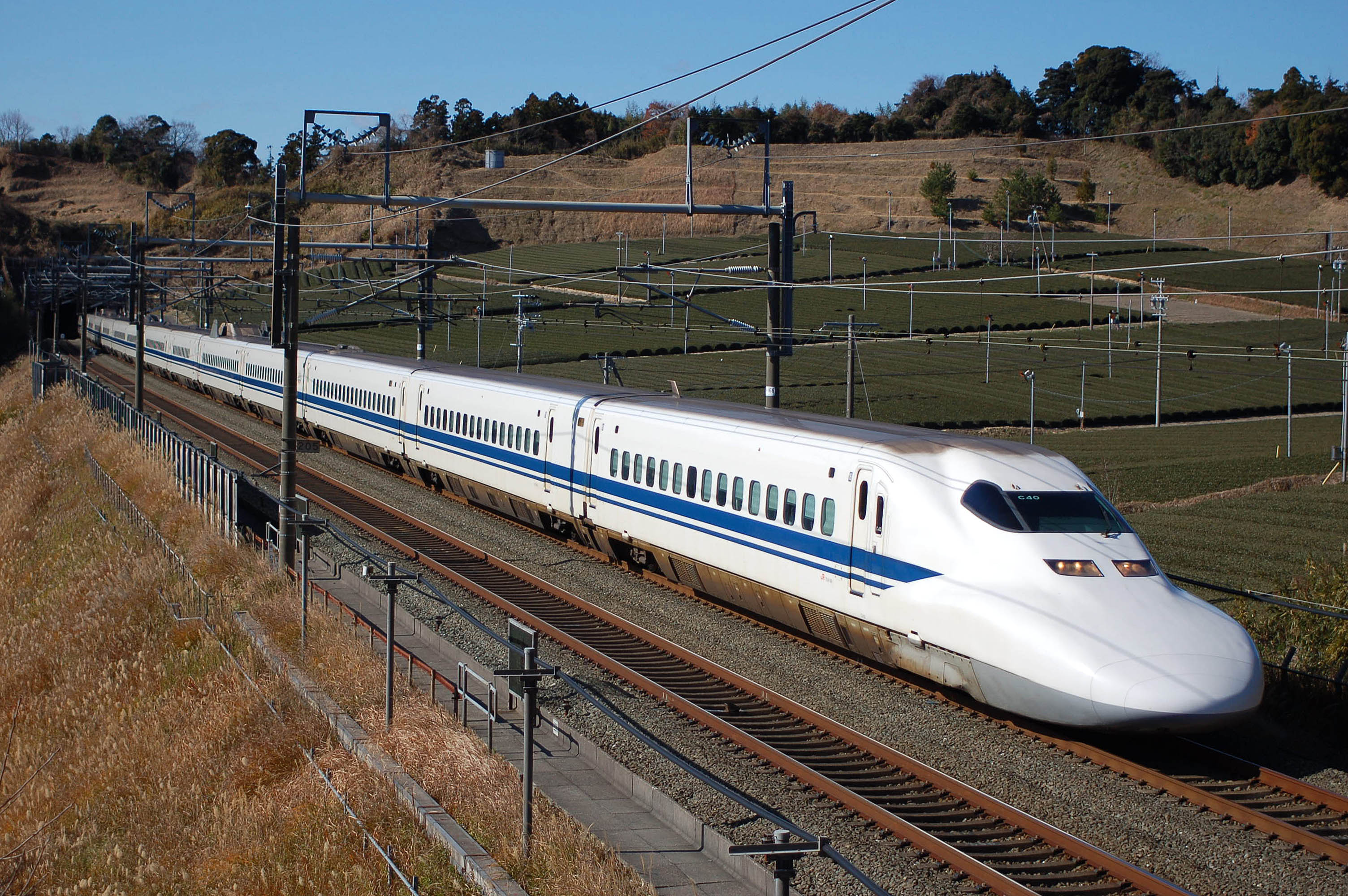
700系
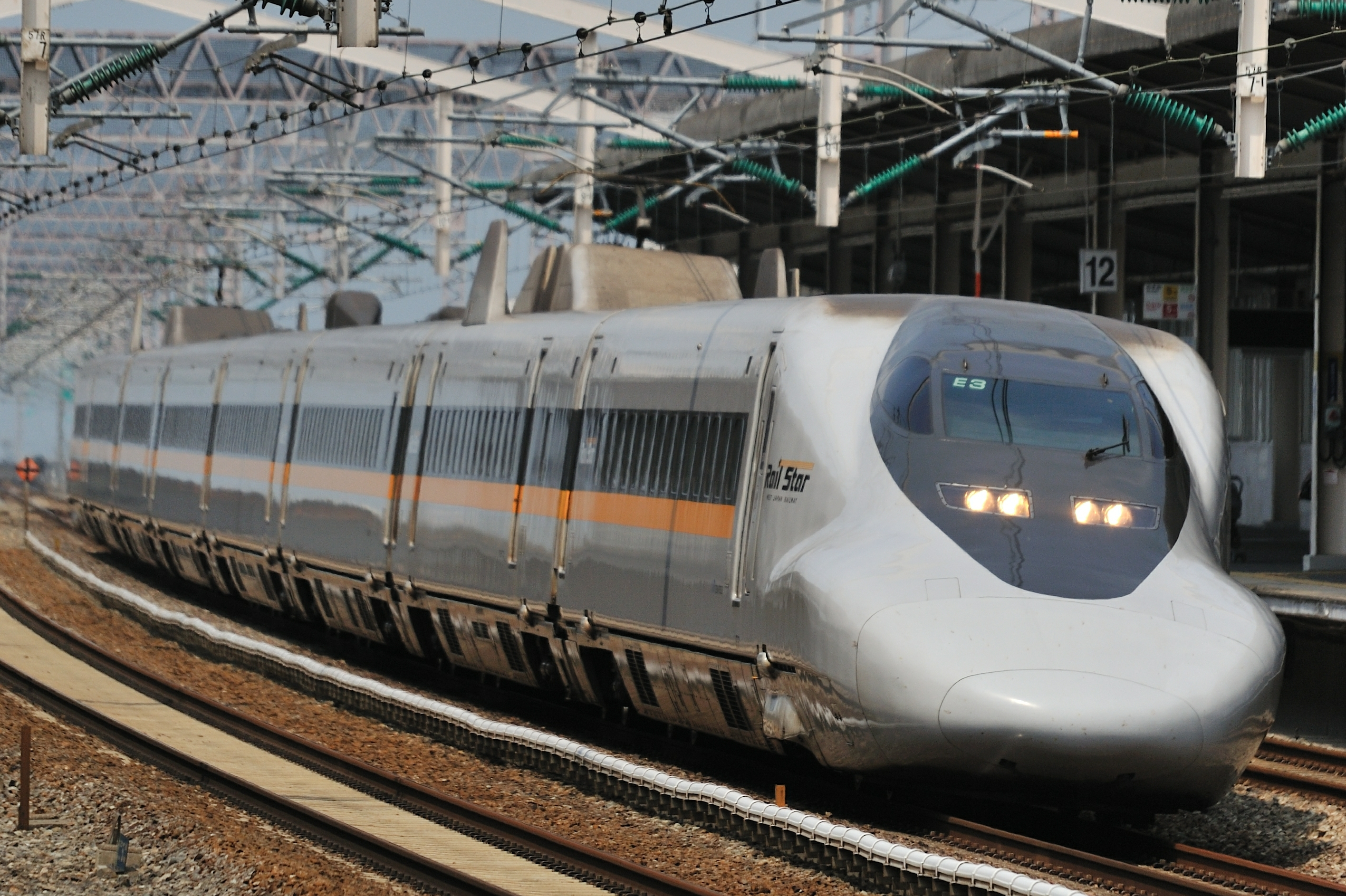
700系7000番台 ひかりレールスター
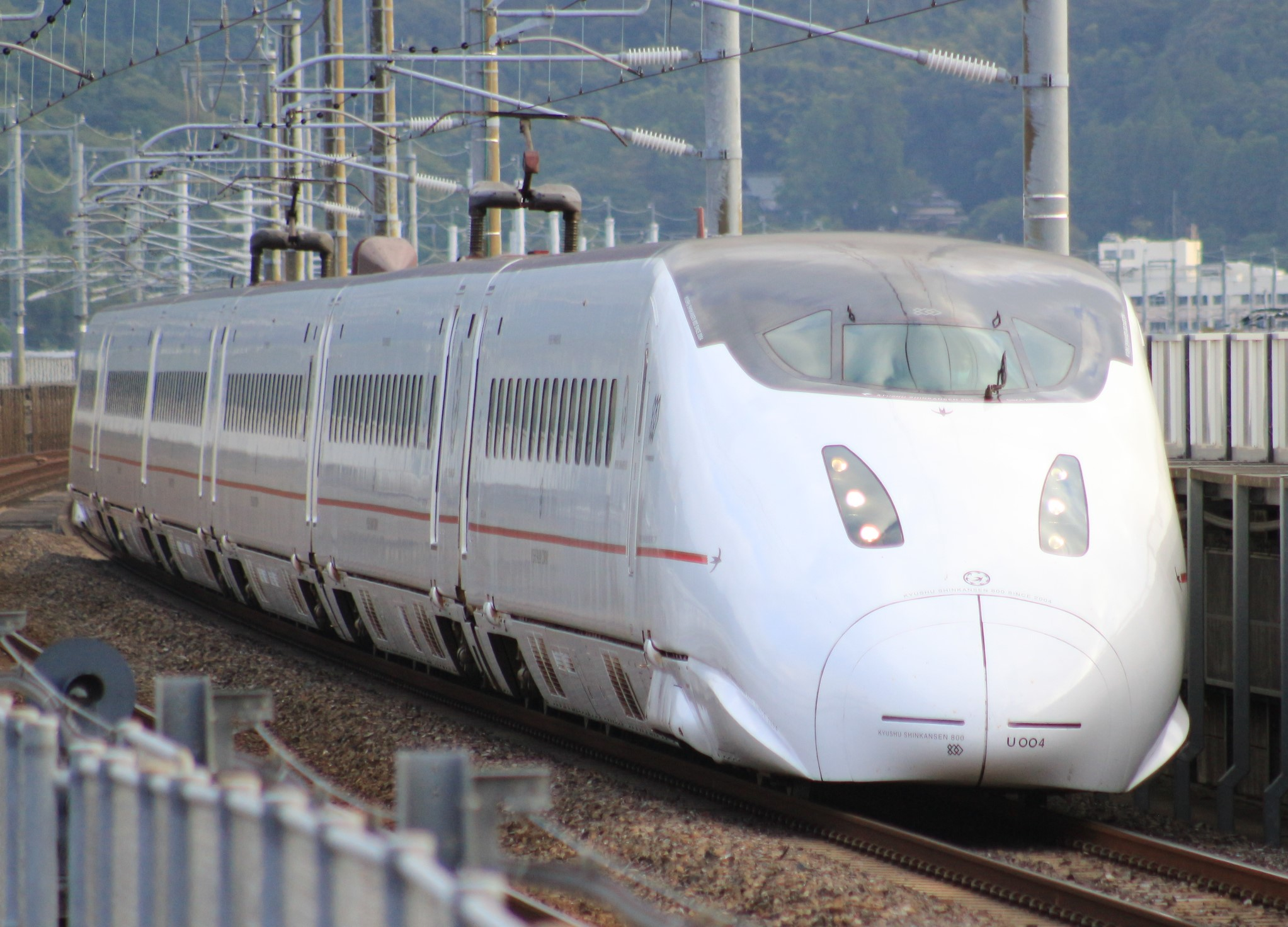
800系
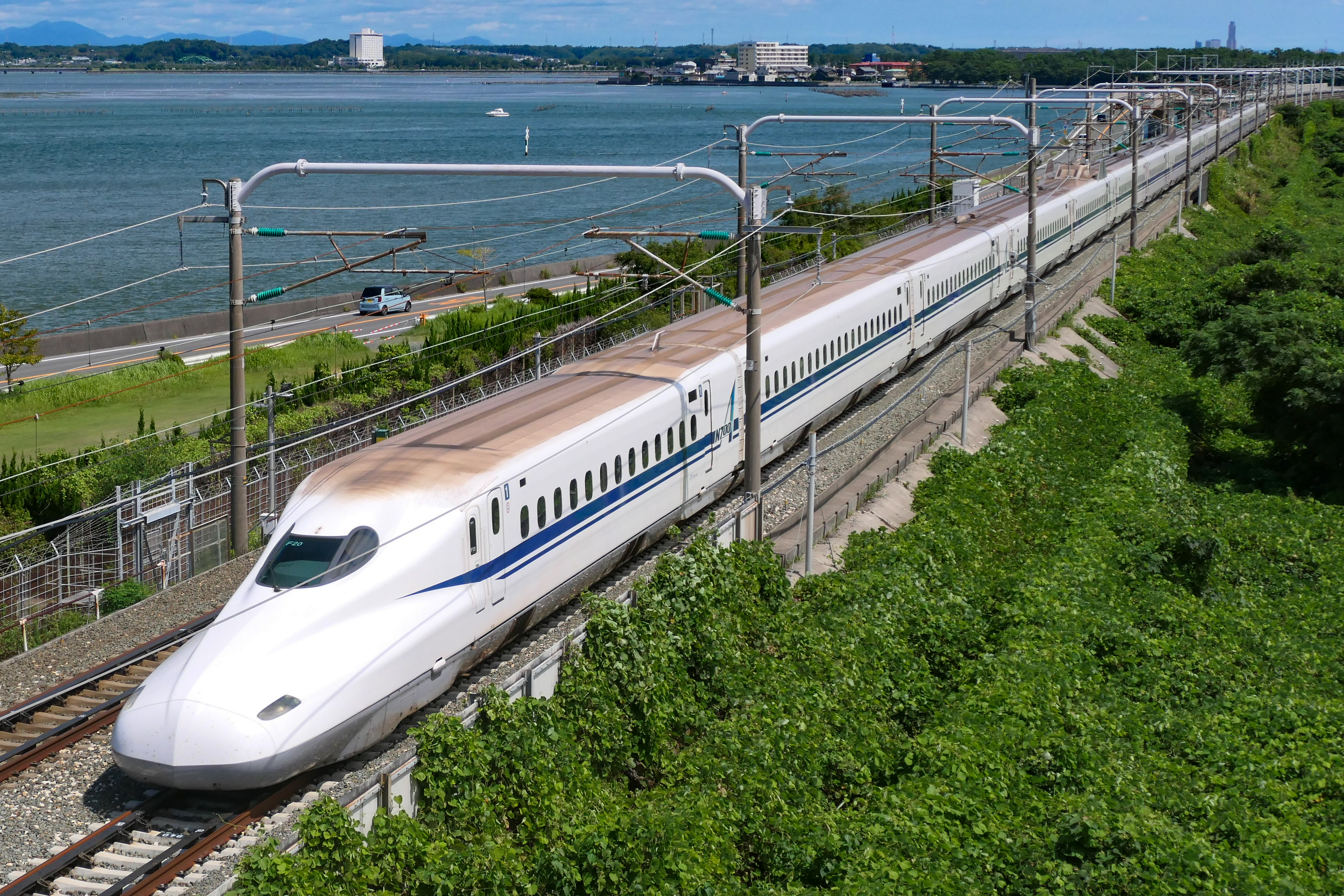
N700系
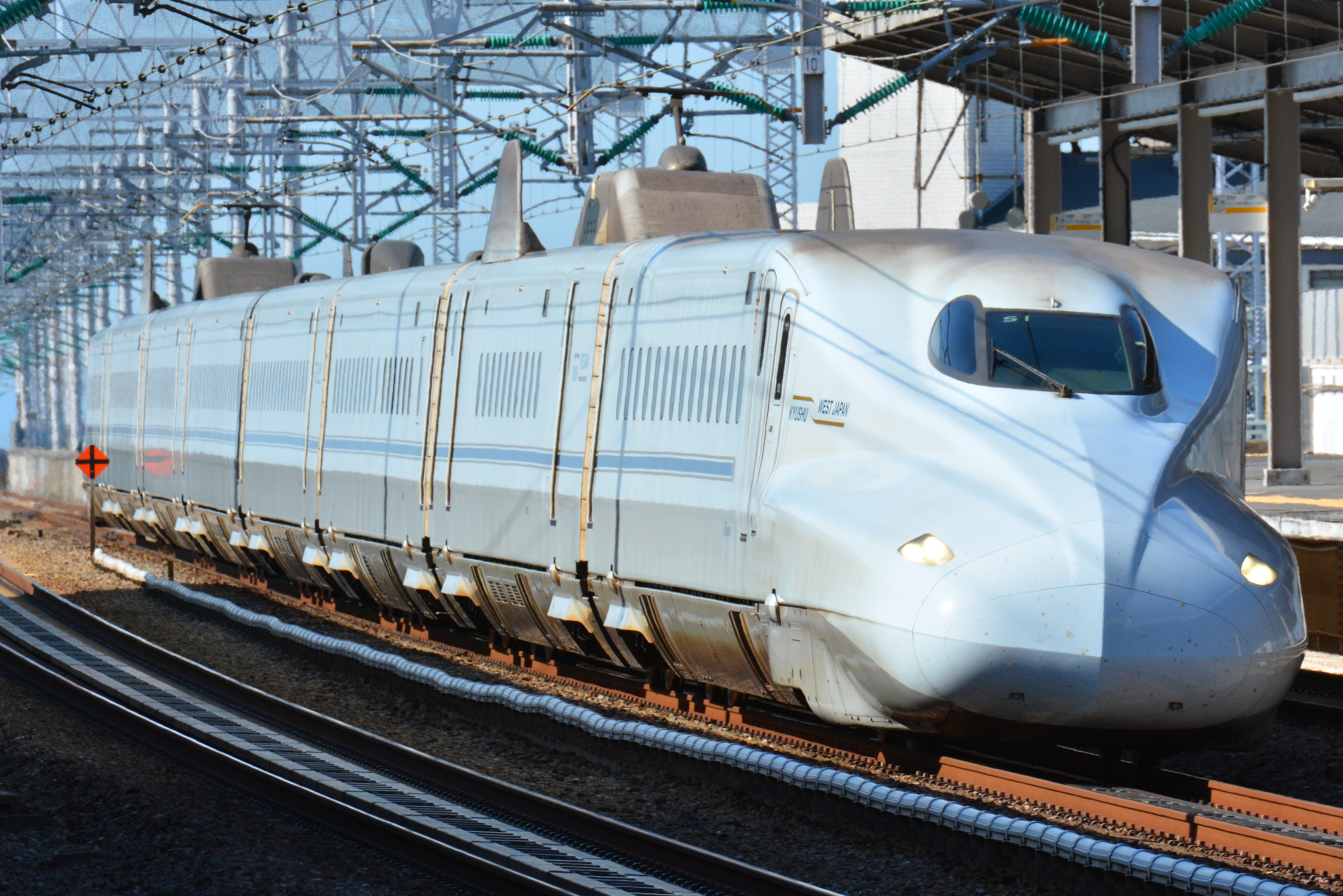
N700系7000番台 山陽・九州直通用
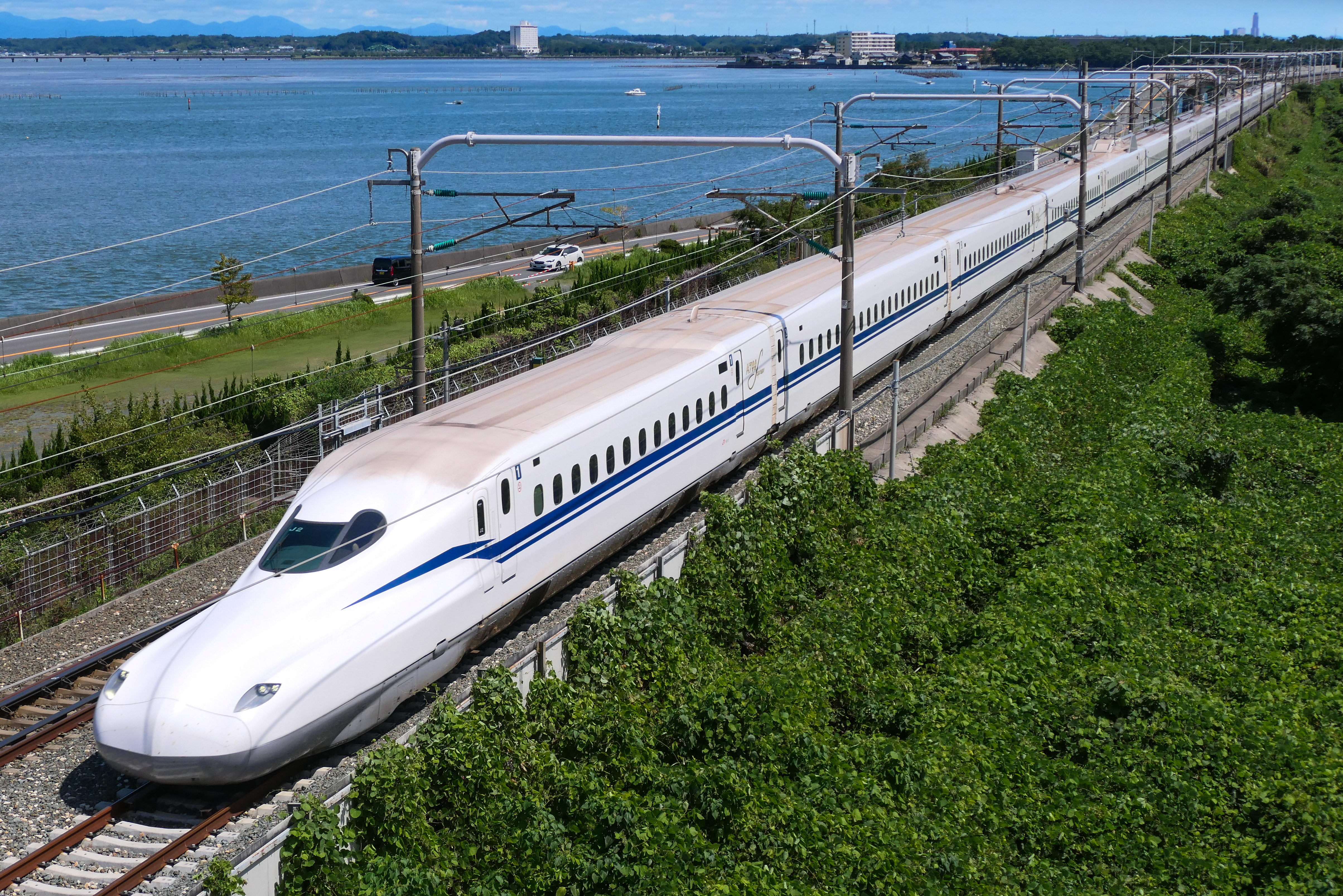
N700S系
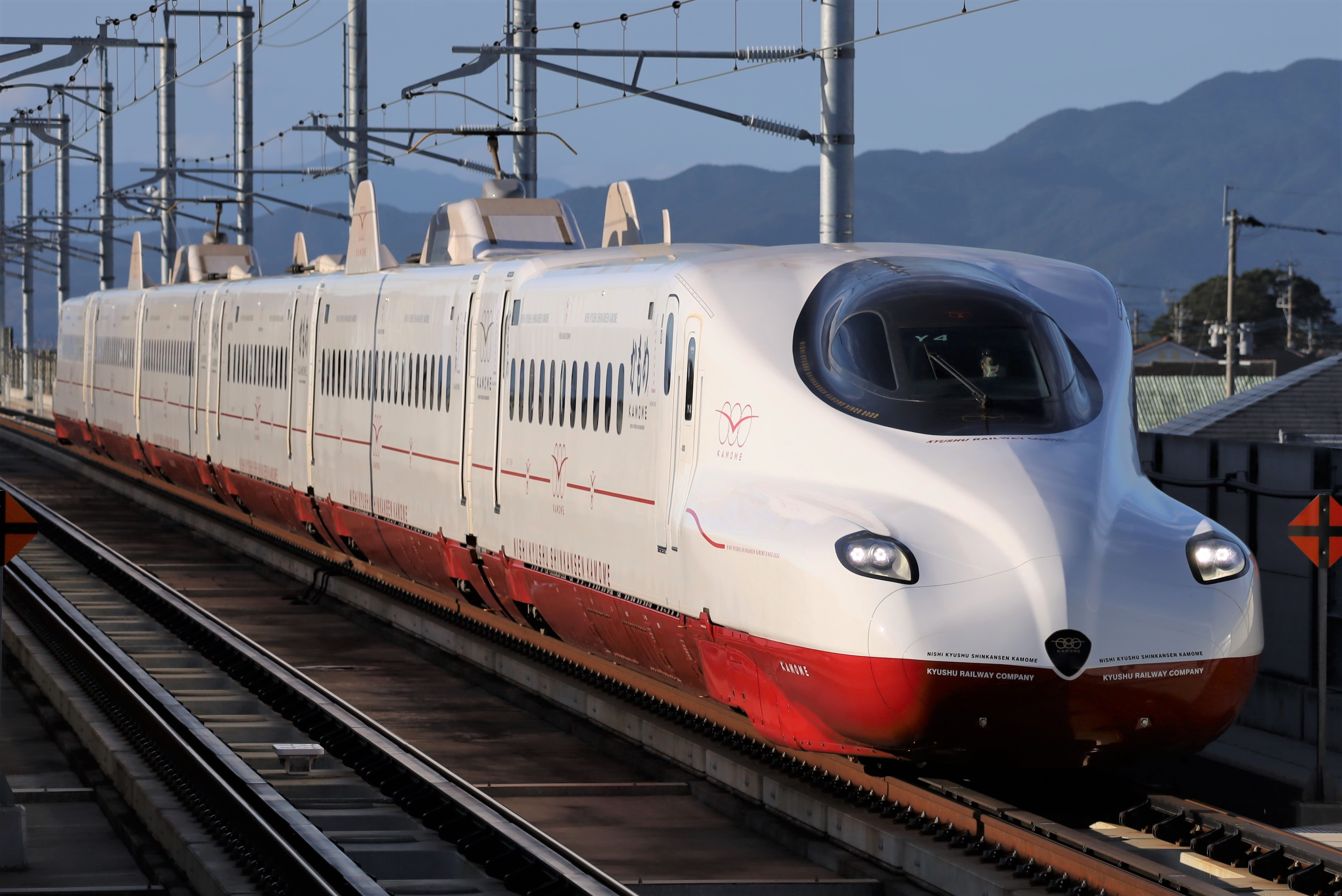
N700S系8000番台 西九州新幹線用
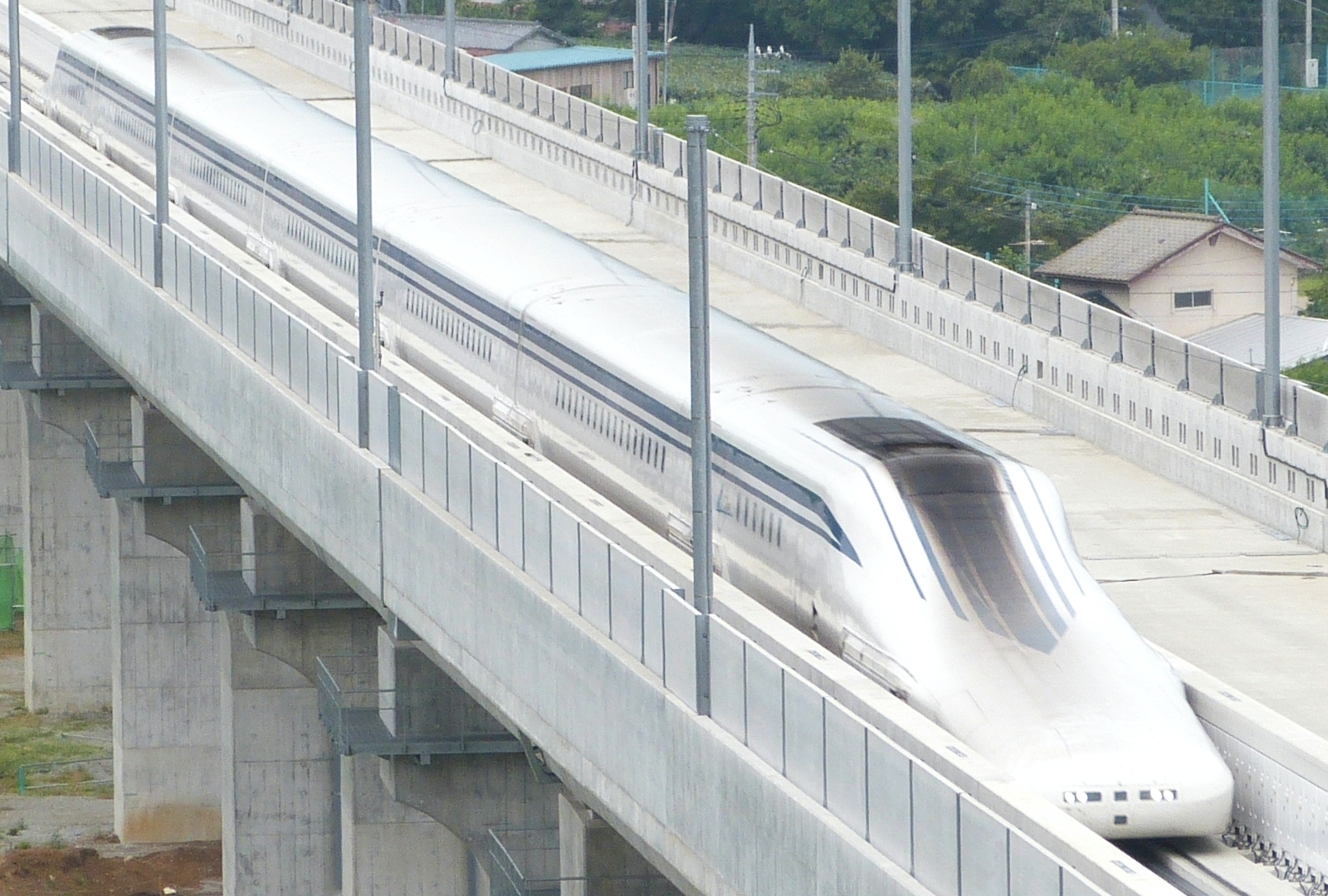
L0系900番台
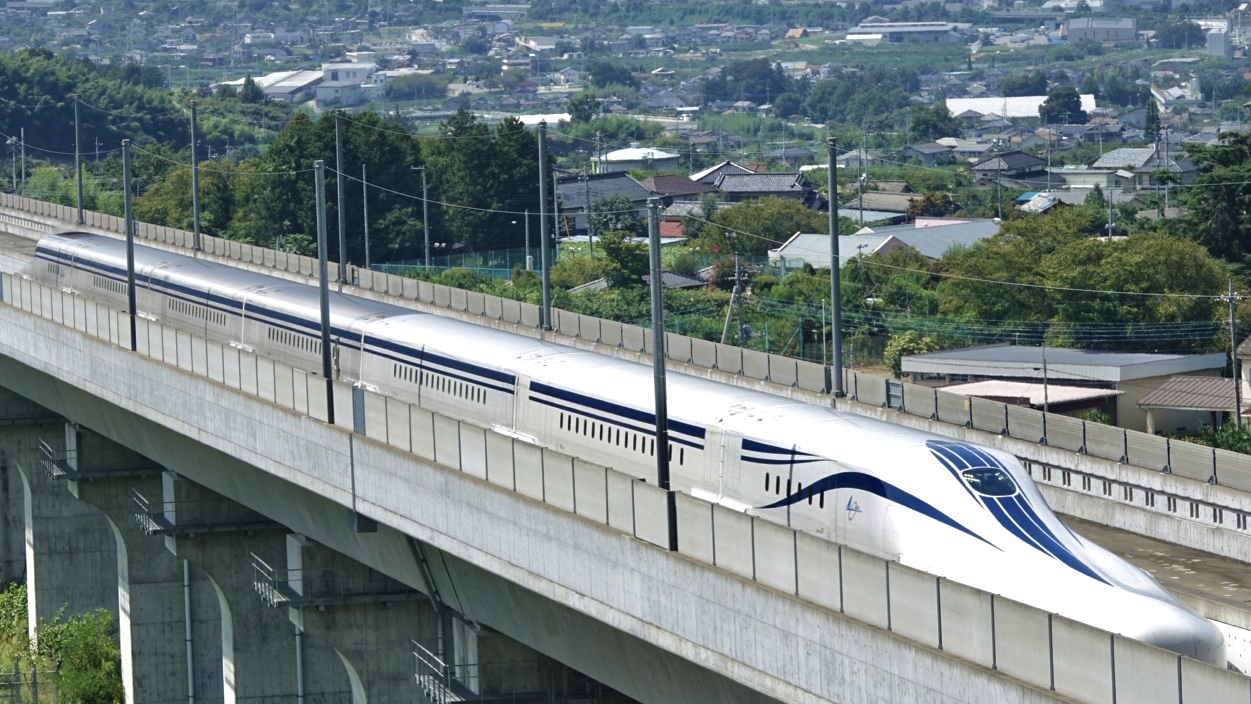
L0系950番台

### 東京から北日本・新潟・北陸方面の各新幹線
200系
東北・上越新幹線の初代車両で、1982年6月23日に営業運転開始した。2007年時点では多くが廃車されており、一部が延命工事と塗装変更を施されて現存していた。登場時は12両だったが、2008年現在は10両編成だった。E5系の増備により東北新幹線からは2011年11月18日に撤退した。その後もE5系の増備で運用に余裕が出たE2系やE4系への置き換えにより、2013年3月15日に上越新幹線でも定期運用を終了し、同年4月14日に営業運転を終了した。これにより、国鉄時代の新幹線車両は全て姿を消し、新幹線での営業車両が全て可変電圧可変周波数制御（VVVFインバータ制御）となった。
400系
山形新幹線への直通運転を行うための車両。1992年7月1日に営業運転開始した、最初のミニ新幹線用車両。登場時6両、後に7両編成。かつては200系K編成と併結して東北新幹線内を走行していたが、後はE4系のみとの併結運転となった。「つばさ」の大部分で使用されたほか、早朝や夜間の「なすの」でも使用された。2008年12月からE3系2000番台への置き換えが進み、2010年4月18日をもって営業運行を終了した。
E1系
輸送力の強化を狙って登場した総2階建て車両で、「Max」と呼ばれている車両の1つ。1994年7月15日に営業運転開始したが、12両編成という長さのためにミニ新幹線車両との併結ができないなどの理由により少数生産にとどまり、またE4系の登場とともに東北新幹線から撤退した。2006年以降は新塗装車のみだった。上越新幹線「Maxとき」「Maxたにがわ」の大部分で使用された。
当初は「600系」として製造される予定であったが、JR各社の間で形式番号の取り合いが起こるのを避けるために、JR東日本の方針で車両形式番号の付番方法が変更された。このため「600系」は欠番となっている。
2012年3月からE5系の増備で運用に余裕が出たE4系への置き換えにより、2012年9月28日に定期運用を終え、同年10月28日の引退記念団体専用列車「さよならE1MAXとき号（東京〜新潟間で運転）」をもって営業運行を終了した。
E2系
東北新幹線の200系置き換え目的と北陸新幹線（高崎駅 - 長野駅間）開業に伴い1997年3月22日に登場した。8両または10両編成（登場時は8両編成のみ）。「あさま」「はやて」「やまびこ」「なすの」 で使用される。北陸新幹線用編成は特有の下り連続勾配（最大30 ‰）に備えるための抑速ブレーキを備える。1998年から2004年までは上越新幹線でも運行されていたが、2013年1月26日より200系を置き換える形で運用を再開した。
「あさま」用の車両には併結機構がない（「やまびこ」用から改造されたN21編成を除く）。1000番台充当の「やまびこ」の一部列車では東京駅 - 福島駅間で山形新幹線「つばさ」の併結運転も行われる。かつては新青森駅に乗り入れる定期運用の「はやて」（東京駅 - 盛岡駅間は秋田新幹線「こまち」と併結運転）も存在した。E7系への置き換えにより、北陸新幹線では2017年3月31日をもって営業運転を終了した。上越新幹線でもE7系への置き換えにより、2023年3月をもって定期運行を終了した。
中国の鉄道（在来線）高速化用に本系列を基にしたCRH2型がフランスやドイツの車両とともに使用される。
E2系1000番台
0番から構造を変更し全面的にダブルスキン構造を採用、パンタグラフも下枠交差形からシングルアーム式にしている。窓も0番の最終型と同じに大窓になっている。主に東北・上越新幹線に使用されるため50 Hz専用となった。
E3系
秋田新幹線用の車両として1997年3月22日に登場し、秋田新幹線「こまち」（登場時5両、後に6両編成）として使用される。かつては200系K編成やE2系と併結して東北新幹線を走行していたが、現在はE5系と併結運転を行う。
E5系との併結により、「やまびこ」「なすの」で使用される。E6系への置き換えにより、秋田新幹線からは2014年3月14日をもって営業運行を終了した。
E3系1000番台・2000番台
山形新幹線用の車両として1999年12月に登場し、山形駅 - 新庄駅間延伸開業用として3編成（1000番台）増備された。また上記で先述した通り400系の置き換え用として2008年に12編成（2000番台）が増備された。さらに2014年には1000番台初期車の置き換え用として秋田新幹線用の0番台を改造して1000番台に編入された編成がある。主に山形新幹線「つばさ」（7両編成）として使用される。かつては200系K編成やE4系、E2系と併結して東北新幹線を走行していたが、現在はE5系のみと併結運転を行う。
1000番台と2000番台は共通で使用され、400系と同様に早朝と夜間の「なすの」としても使用されている。2014年からは塗装変更が実施された。
E3系700番台 とれいゆ
観光列車「とれいゆ」用の車両として秋田新幹線用のE3系R18編成を改造した車両である。2014年7月19日に山形新幹線の臨時列車「とれいゆつばさ」として営業運転開始。新幹線車両初のジョイフルトレインであり、「温泉街のように散策しながら列車の旅を楽しむ」というコンセプトをテーマに登場した。土休日を中心に年間120日程度運転された。2022年3月27日の「ありがとう とれいゆ つばさフィナーレ号」もって運行終了した。
E3系700番台 現美新幹線
観光列車「現美新幹線」の車両として秋田新幹線用のE3系R19編成を改造した車両である。2016年4月29日に上越新幹線（越後湯沢駅 - 新潟駅間）の臨時列車（「とき」号の一部）として営業運転開始。「とれいゆ」に続く新幹線車両のジョイフルトレインであり、「走る美術館」をコンセプトとしている。土休日を中心に年間120日程度運転された。2020年12月をもって運行終了した。
E4系
総2階建て車両で、E1系と同様に「Max」と呼ばれている。1997年12月20日に東北新幹線、2001年5月7日に上越新幹線で営業運転を開始した。8両編成が基本で、2本を連結した16両編成での運行も行われた。主に東北新幹線の「Maxやまびこ」と上越新幹線の「Maxとき」「Maxたにがわ」で使用されていた。一部の編成に限り北陸新幹線にも入線可能。E5系の増備により東北新幹線からは2012年9月28日をもって営業運行を終了した。以後は上越新幹線のみで運用され、2014年以降は新塗装に変更された。E7系への置き換えにより、2021年10月1日に運行を終了した。これにより、新幹線車両における2階建て車両は全て姿を消した。
E5系・H5系
E954形「FASTECH 360 S」での走行試験の結果を元に開発された。2011年3月5日から東北新幹線で「はやぶさ」として営業運転を開始した。後に「はやて」「やまびこ」「なすの」への投入も開始され、E3系やE6系との併結運転も行われるようになった。2013年3月16日から320 km/hでの営業運転を開始した。2014年3月15日からはE6系との併結により、320 km/hでの営業運転を開始した。
2016年3月26日の北海道新幹線・新函館北斗延伸開業時にはE5系と同一仕様のH5系（JR北海道所有分）が営業運転を開始し、E5系の北海道新幹線への乗り入れも開始した。
E6系
E955形「FASTECH 360 Z」での走行試験の結果を元に開発された、秋田新幹線用の新型車両。2013年3月16日から秋田新幹線で「スーパーこまち」として営業運転を開始した。2014年3月15日からは列車名を「こまち」に統一し、フル規格区間でE5系同様320 km/hでの営業運転を開始した。東北新幹線の車両は（山形新幹線を除き）全てE5系ないしE6系に統一される。
E7系・W7系
北陸新幹線の営業用車両。JR東日本所有分がE7系、JR西日本所有分がW7系の系列名が与えられる。E7系は2014年3月15日よりE2系の老朽取り替えも兼ねて東京 - 長野間の「あさま」に先行投入された。2015年3月14日の北陸新幹線・長野 - 金沢間延伸開業時には「かがやき」「はくたか」「つるぎ」の各列車にも運用が拡大され、W7系も営業運転を開始した。E2系と同様に、下り連続勾配に備えるための抑速ブレーキを備える。
2019年3月16日からはE4系、E2系を置き換える形で上越新幹線「とき」「たにがわ」でもE7系の営業運転を開始した。2023年3月18日からは275km/hでの営業運転を開始した。
E8系
山形新幹線「つばさ」の新型車両として2024年3月16日から営業運転を開始した。東北新幹線内ではE5系、H5系と併結し、300km/hで走行する。
以上の新幹線営業車両の諸元をまとめ下表に示す。形式によって複数の仕様を持つものは、断りのない限り代表的な値を示した。
| 形式            | 200系                      | 400系            | E1系                 | E2系                      | E3系                     | E4系                 | E5系・H5系           | E6系                 | E7系・W7系           | E8系                 |
| --------------- | -------------------------- | ---------------- | -------------------- | ------------------------- | ------------------------ | -------------------- | -------------------- | -------------------- | -------------------- | -------------------- |
| 新製時の編成    | 12両                       | 6両              | 12両                 | 8・10両                   | 5 - 7両                  | 8両                  | 10両                 | 7両                  | 12両                 | 7両                  |
| 最高速度 (km/h) | 210 - 275*                 | 240              | 240                  | 275                       | 275                      | 240                  | 320*                 | 320*                 | 275*                 | 300(予定)            |
| 編成定員 (名)   | 749 - 1235                 | 399              | 1235                 | 630 - 813                 | 338 - 402                | 817                  | 731                  | 336                  | 934                  | 355(予定)            |
| 編成質量        | 697 t                      | 318 t            | 692.3 t              | 366 - 440 t               | 258.6 t                  | 428 t                | 453.5 t              | 306.5 t              | 540 t                |                      |
| 車体材質        | アルミニウム合金*          | 普通鋼           | 普通鋼               | アルミニウム合金          | アルミニウム合金         | アルミニウム合金     | アルミニウム合金     | アルミニウム合金     | アルミニウム合金     | アルミニウム合金     |
| 編成出力        | 7360 - 12880 kW （8 -14M） | 5040 kW （6M）   | 9840 kW （6M）       | 7200 - 9600 kW （6 - 8M） | 4800 - 6000 kW （4・5M） | 6720 kW （4M）       | 9600 kW （8M）       | 6000 kW （5M）       | 12000 kW （10M）     |                      |
| 電動機          | 直巻整流子電動機           | 直巻整流子電動機 | かご形三相誘導電動機 | かご形三相誘導電動機      | かご形三相誘導電動機     | かご形三相誘導電動機 | かご形三相誘導電動機 | かご形三相誘導電動機 | かご形三相誘導電動機 | かご形三相誘導電動機 |
| 製造初年*       | 1980年                     | 1990年           | 1994年               | 1995年                    | 1995年                   | 1997年               | 2009年               | 2010年               | 2013*年              | 2023*年              |
| 製造両数        | 700両                      | 84両             | 72両                 | 502両                     | 261両                    | 208両                | 630*両               | 168両                | 852*両               | 105*両               |
| 最大在籍両数    | 700両                      | 84両             | 72両                 | 502両                     | 261両                    | 208両                | （製造両数-10両）    | 168両                | 732両（製造-120両）  |                      |

- 200系H編成の二階建て車両（2両編成6本）は普通鋼製。
- 製造初年は量産先行車（E1系、E4系、E7系は量産車第一編成）の落成年を記す。
- 編成出力におけるM・Tは、それぞれ編成中における電動車（モーター付車両）・付随車（モーターなし車両）の両数を示す。
- 200系の最高速度は1985年に240 km/hへ引き上げ（E・G編成を除く）。
- E5系の最高速度（単独のみ）は2013年に320 km/hへ引き上げ。
- E6系の最高速度（E5系併結含む）は2014年に320 km/hへ引き上げ。
- E5系は増備中。最終編成数（E5系 : 590両、H5系 : 40両）を記す。なお鉄道博物館 (さいたま市)のE514-9001はレプリカで鉄道車両として入籍していないので製造両数から除外。H5系が地震による東北新幹線脱線事故で10両廃車。
- E7系・W7系は増備中。2024年4月時点の両数を記す。
- E7系・W7系の最高速度は2023年に275 km/hへ引き上げ。令和元年東日本台風長野新幹線車両センターの被災でE7系・W7系の水没が出たため、東日本8編成96両・西日本2編成24両の120両の廃車となった。
- E8系は増備中。最終編成数を記す。コロナ禍以降の旅客需要変化により、編成数を当初の予定から2編成削減（17編成119両→15編成105両）となった。

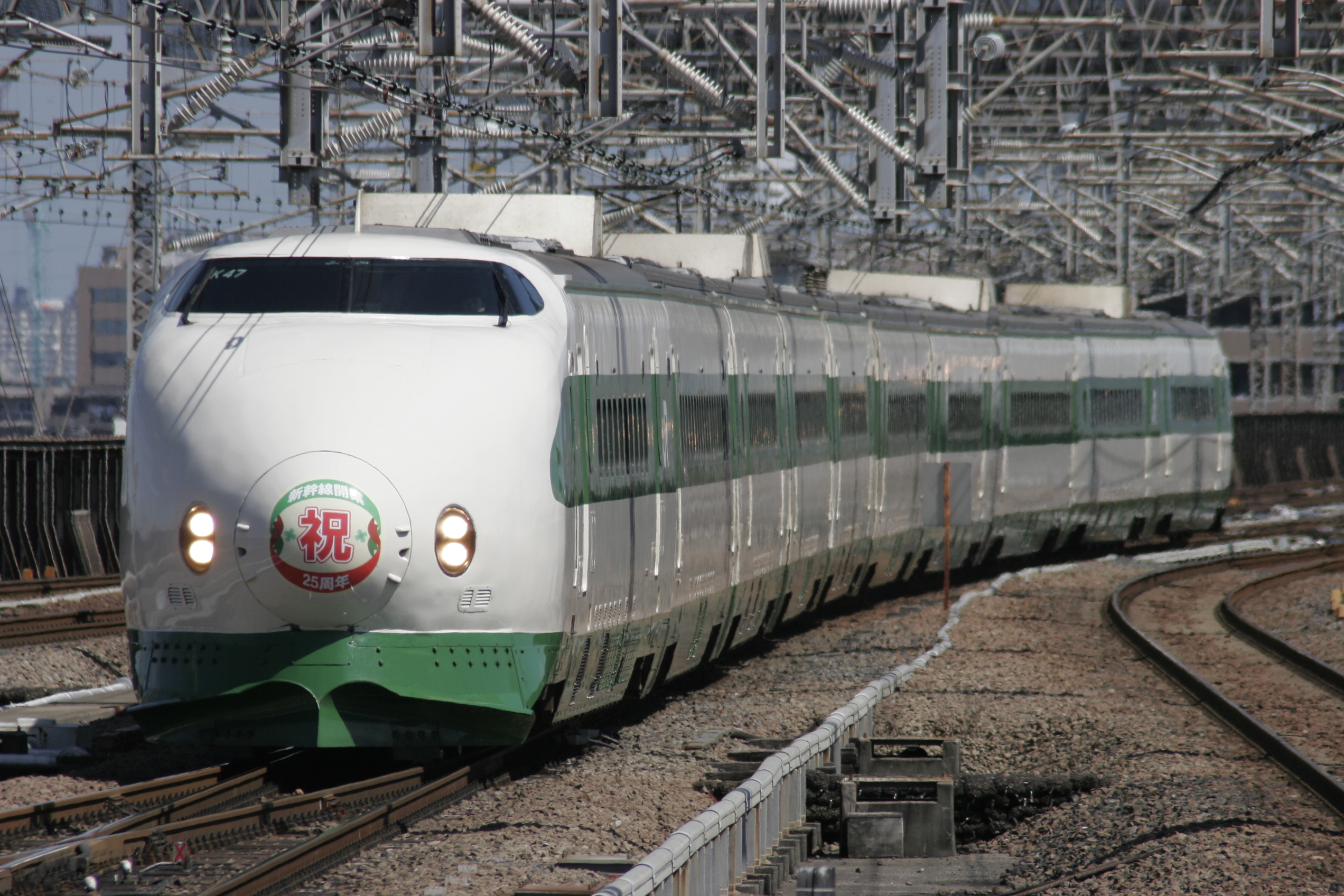
200系
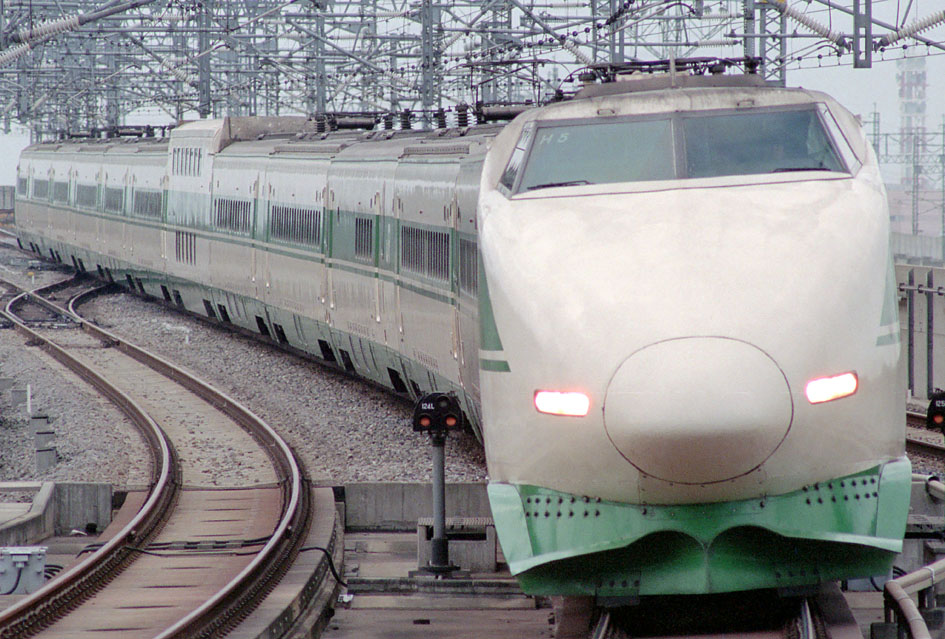
200系（200番台、2000番台）
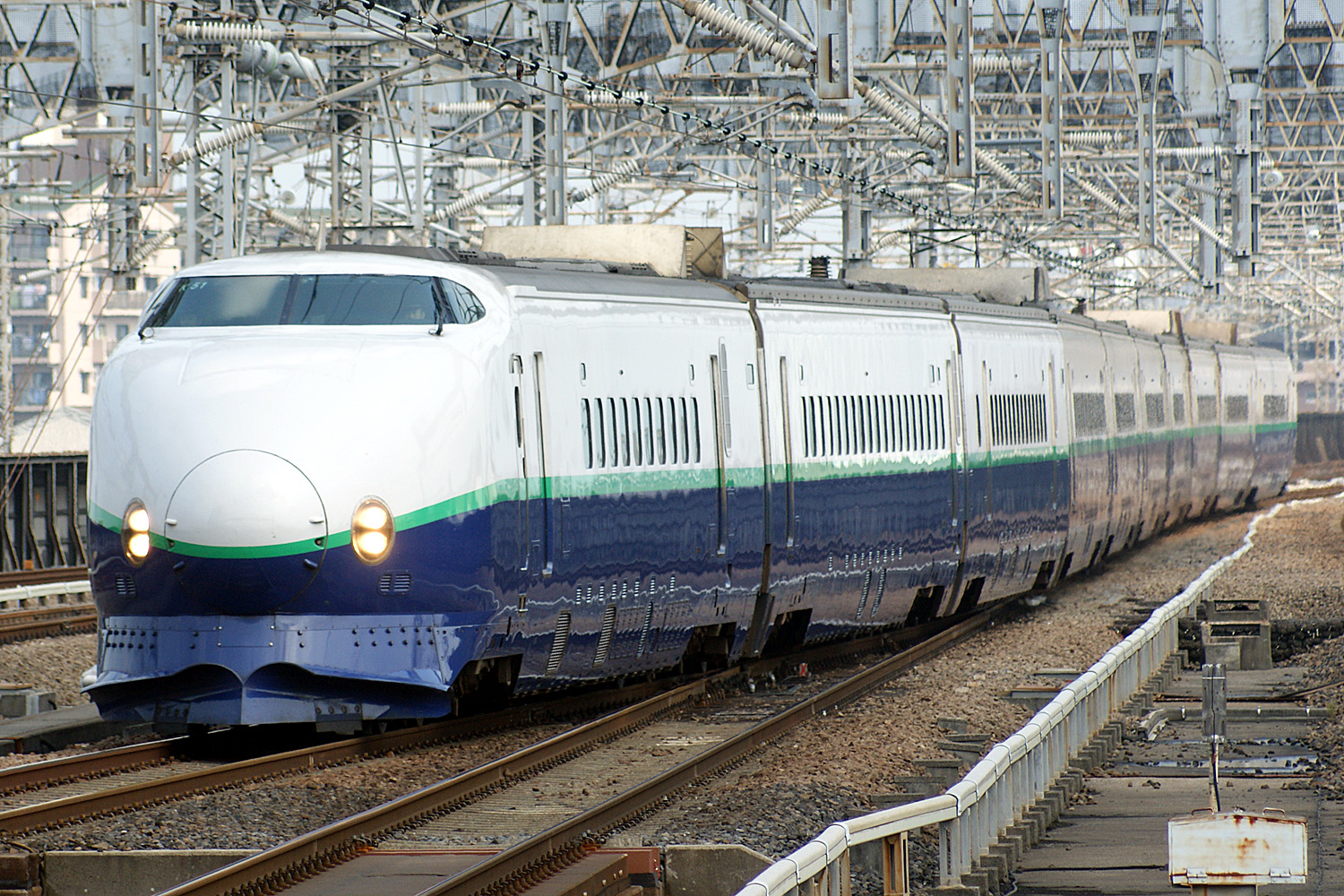
200系 1999年から施工された新塗装
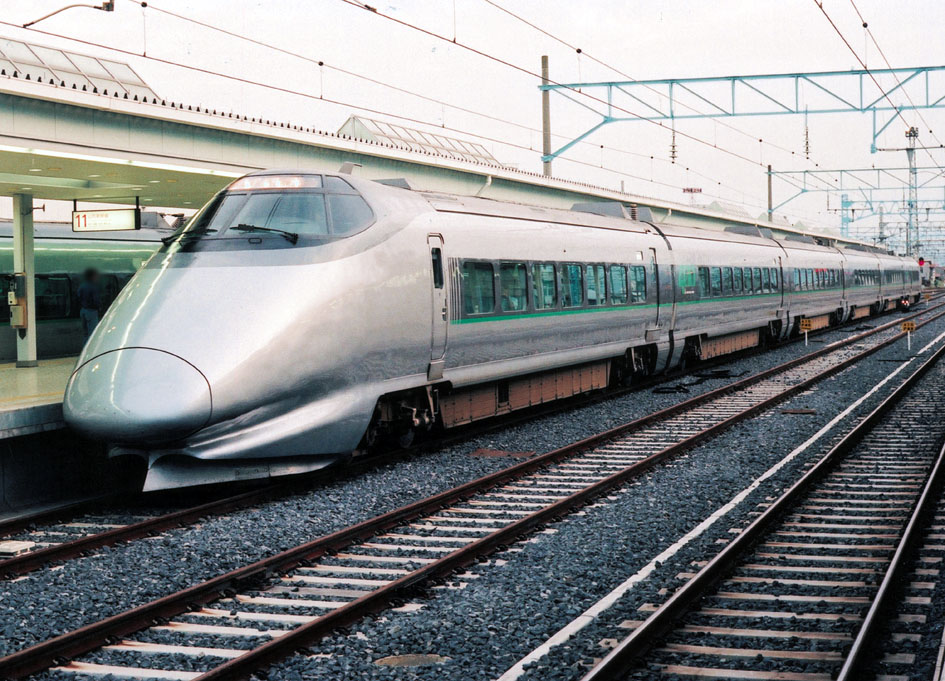
400系
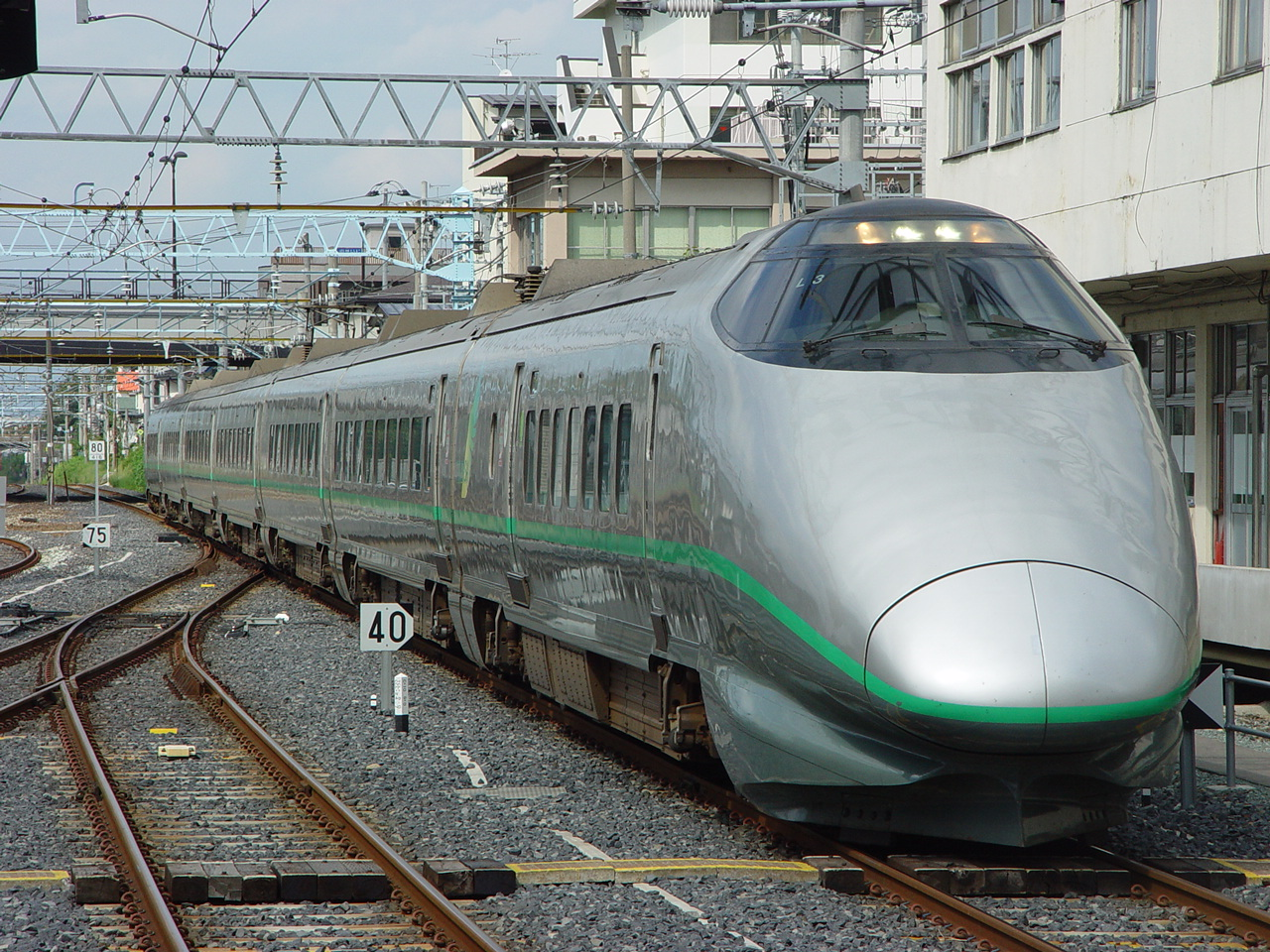
400系 1999年から施工された新塗装
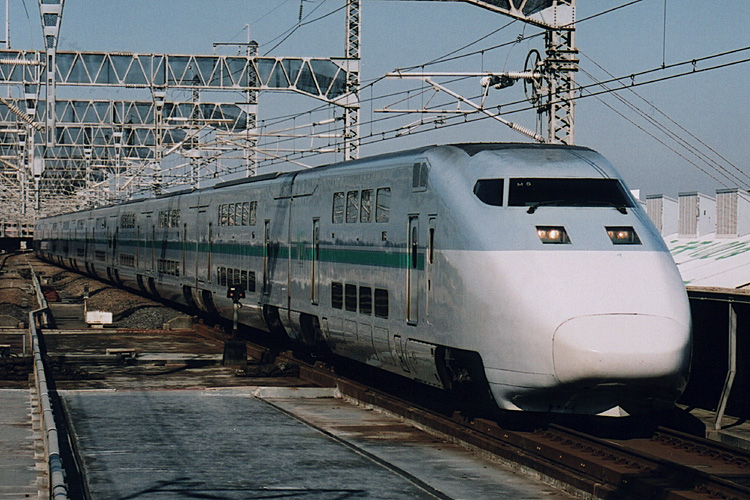
E1系
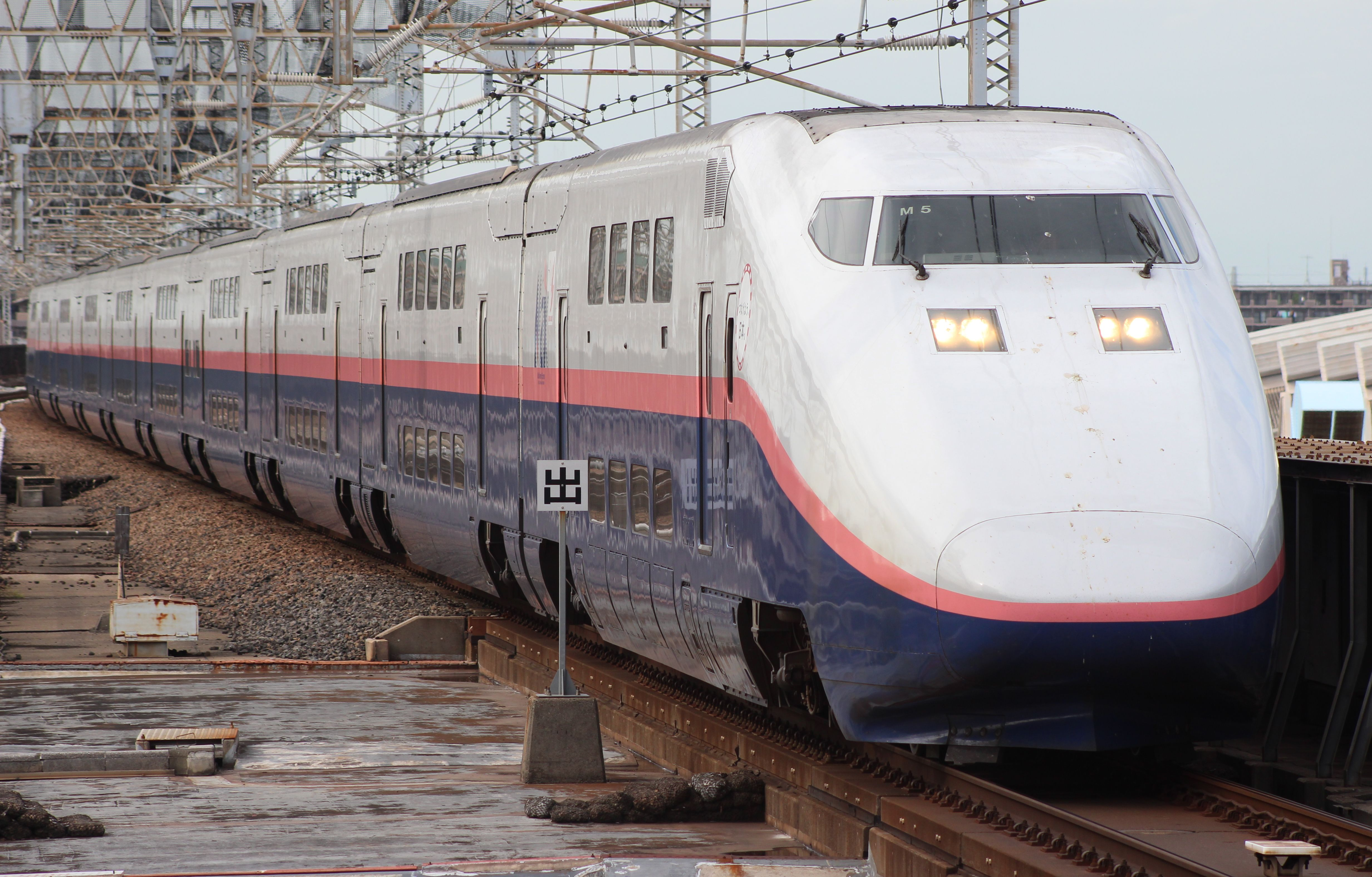
E1系 2003年から施工された新塗装
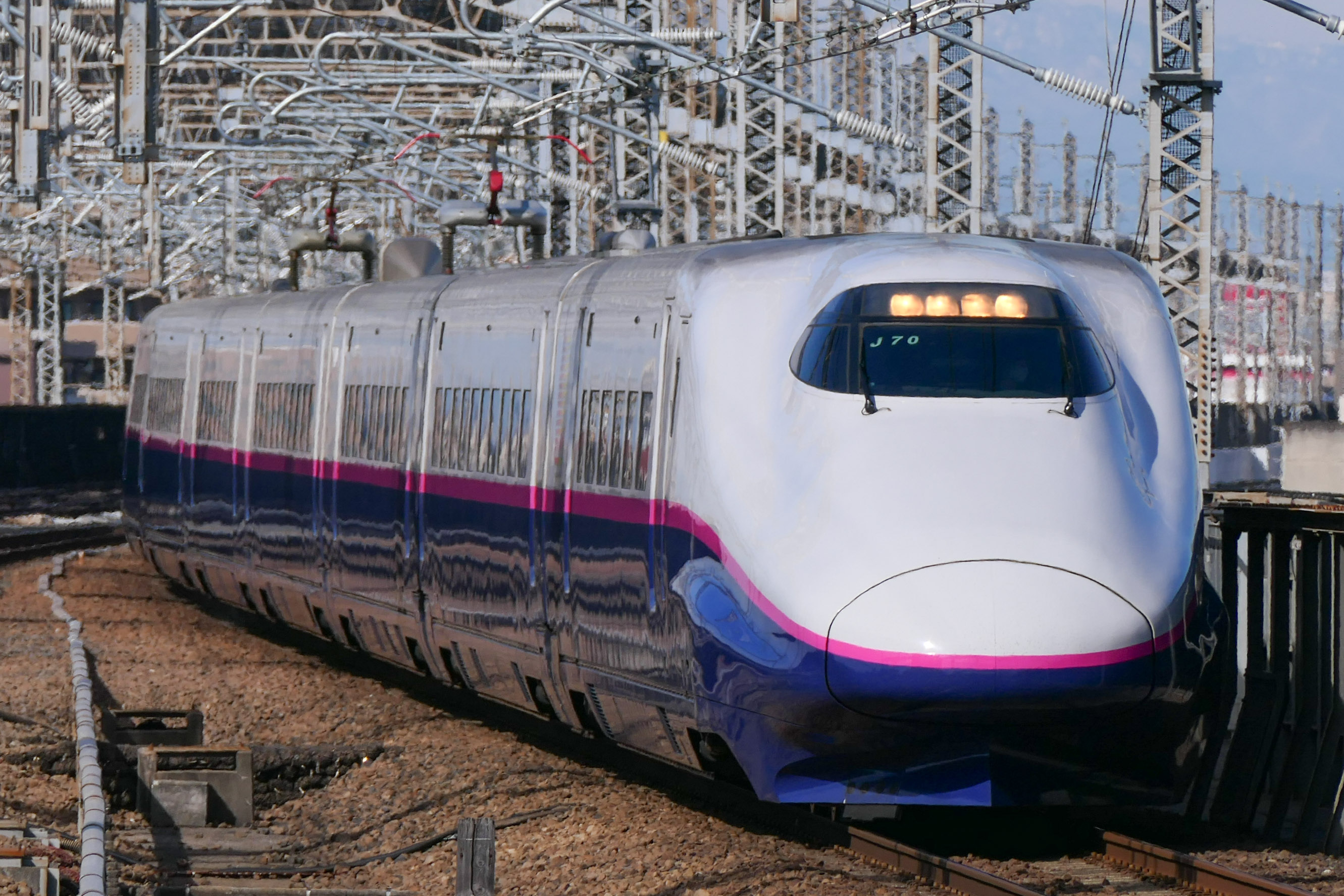
E2系（東北・上越新幹線用）
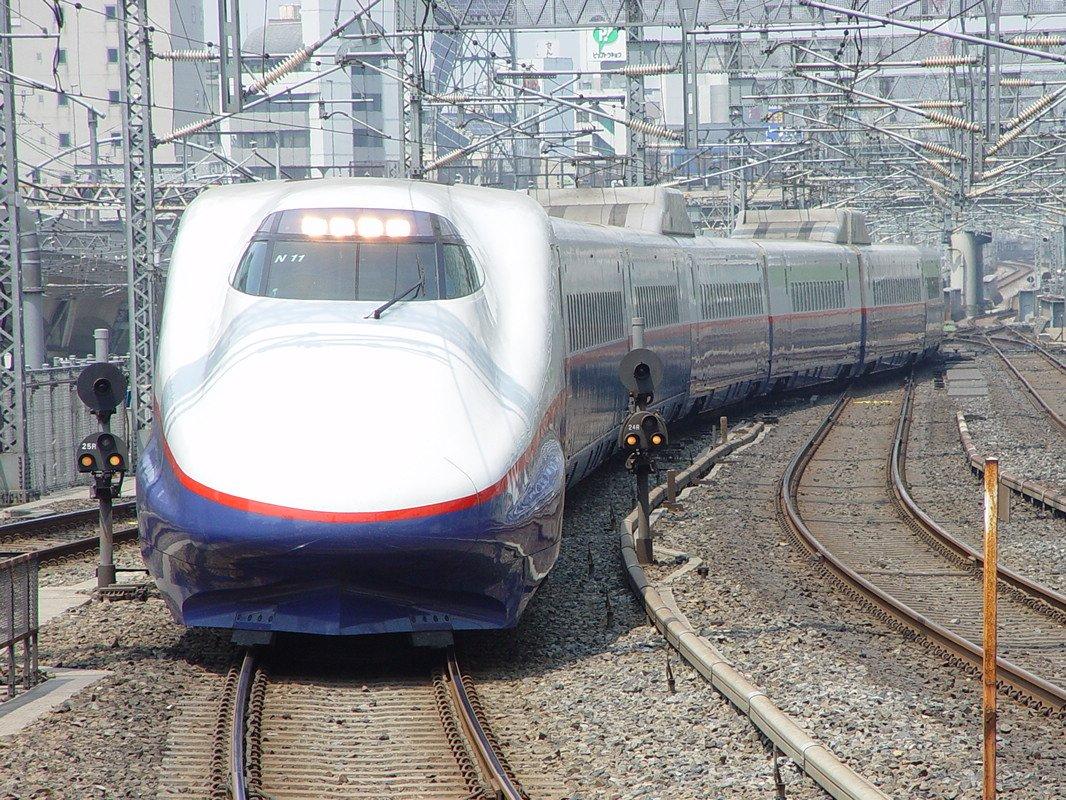
E2系（北陸新幹線用）
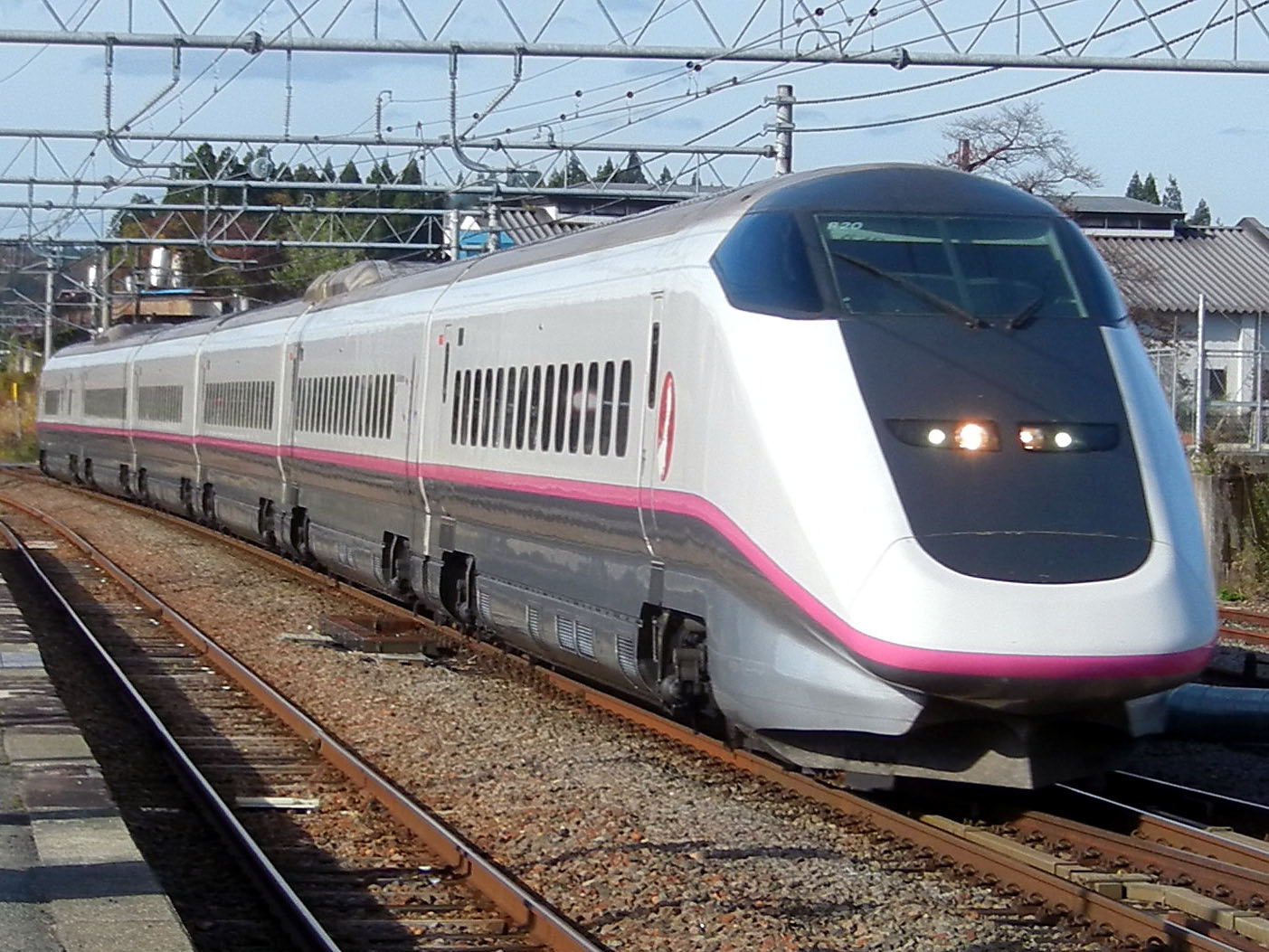
E3系（秋田新幹線用）
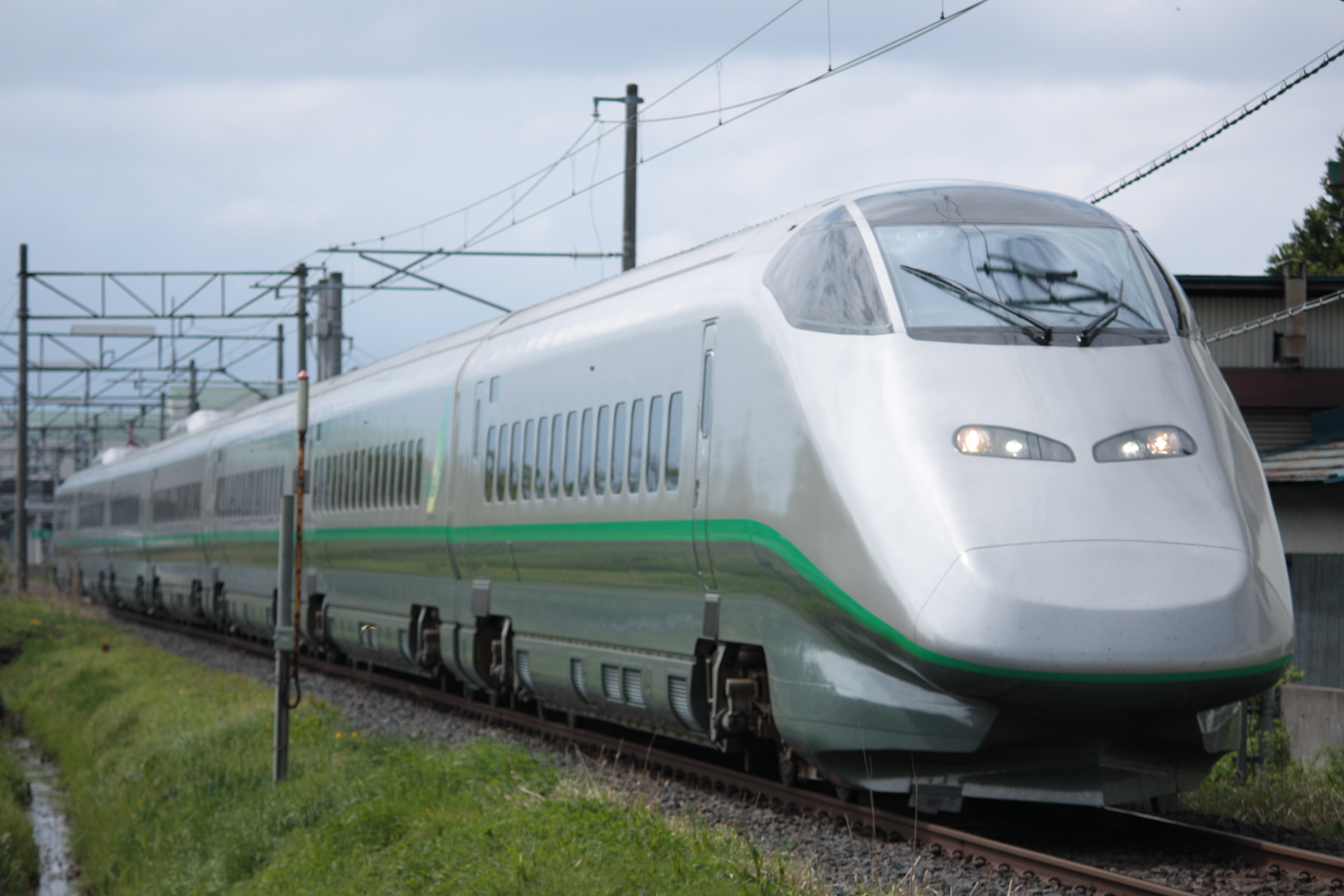
E3系（山形新幹線用）
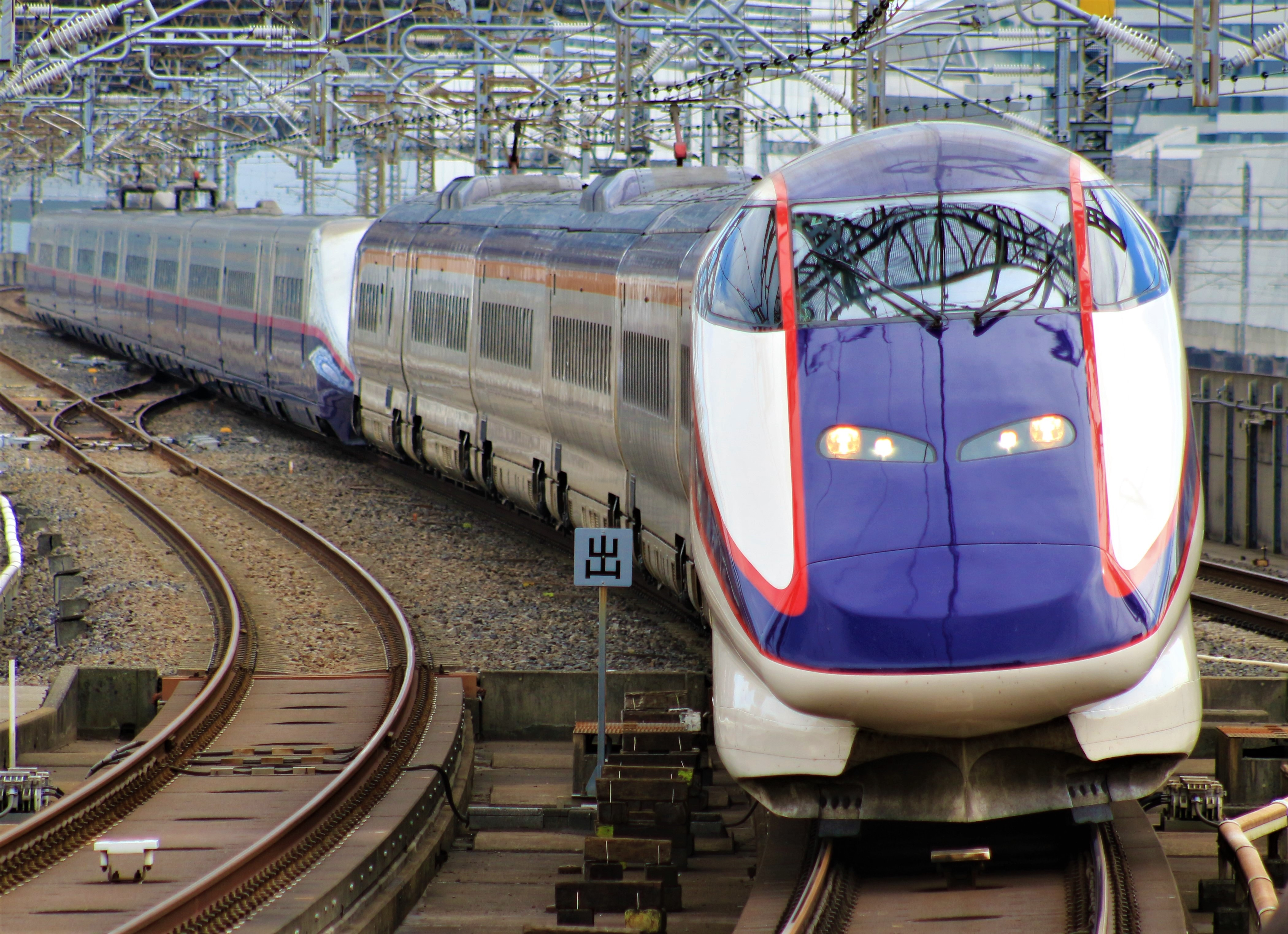
E3系（山形新幹線用） 2014年から施工された新塗装
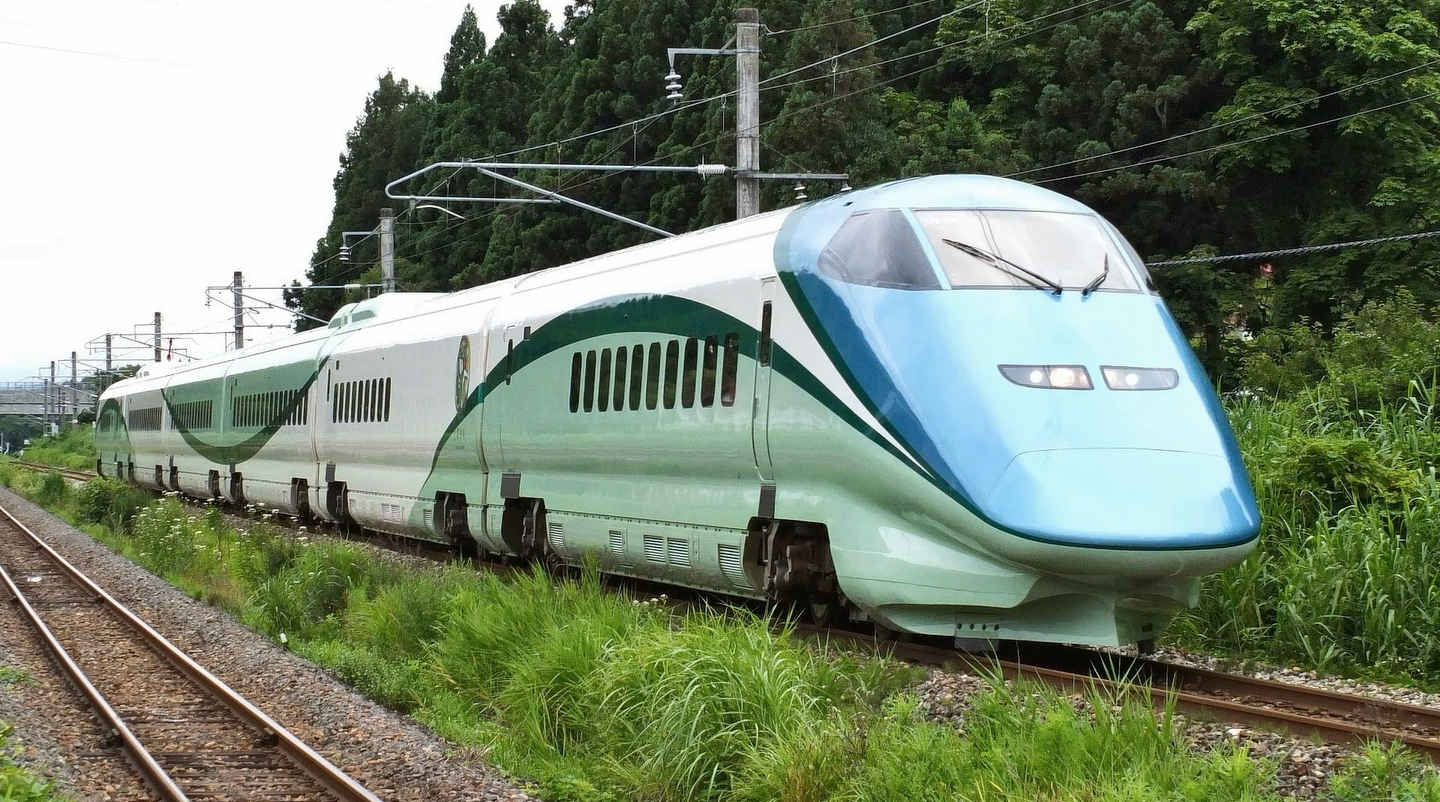
E3系700番台 とれいゆつばさ
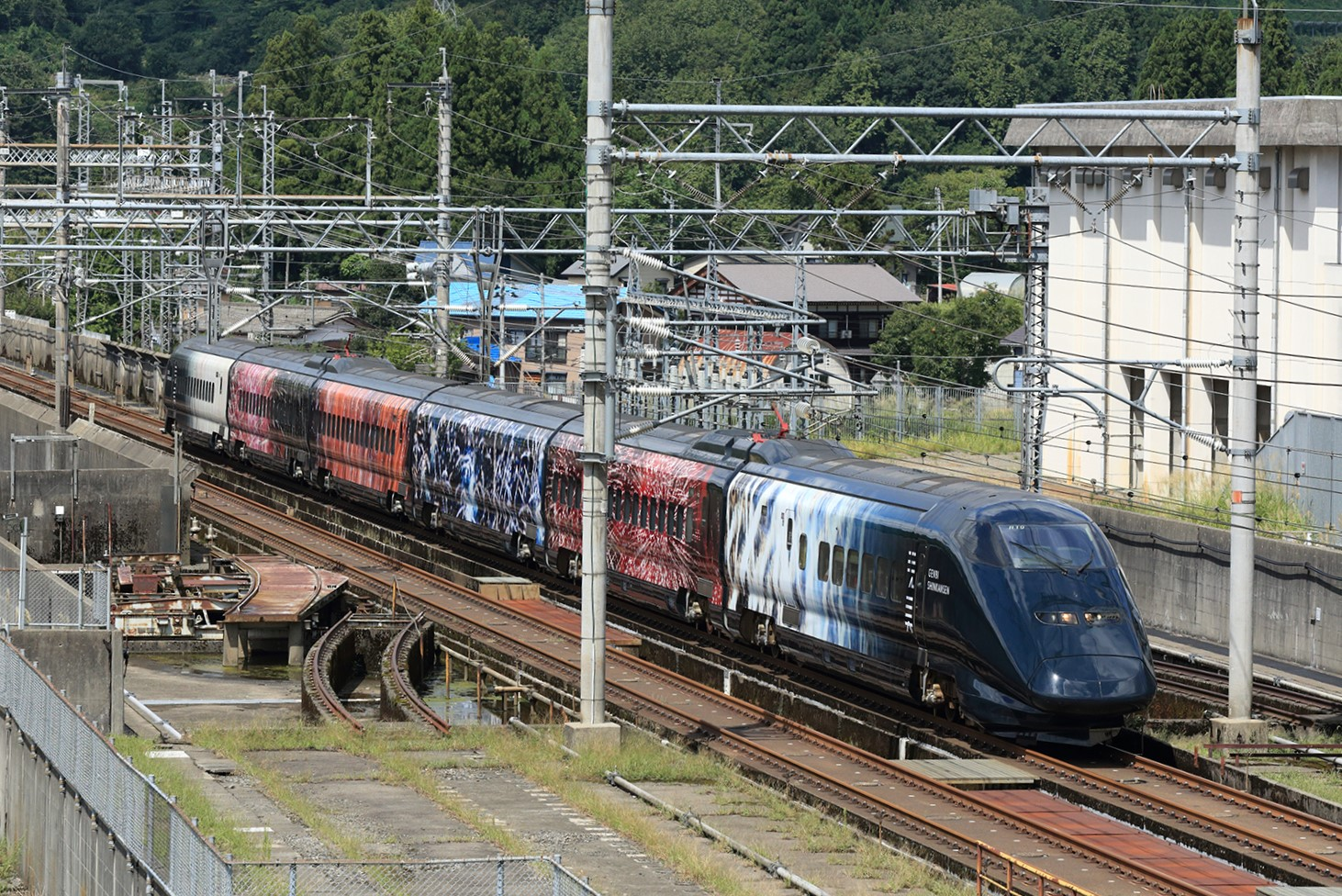
E3系700番台 現美新幹線
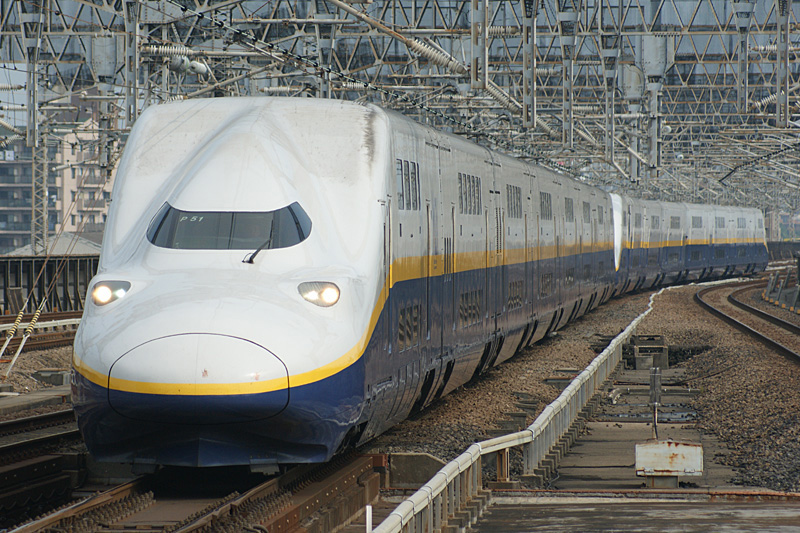
E4系
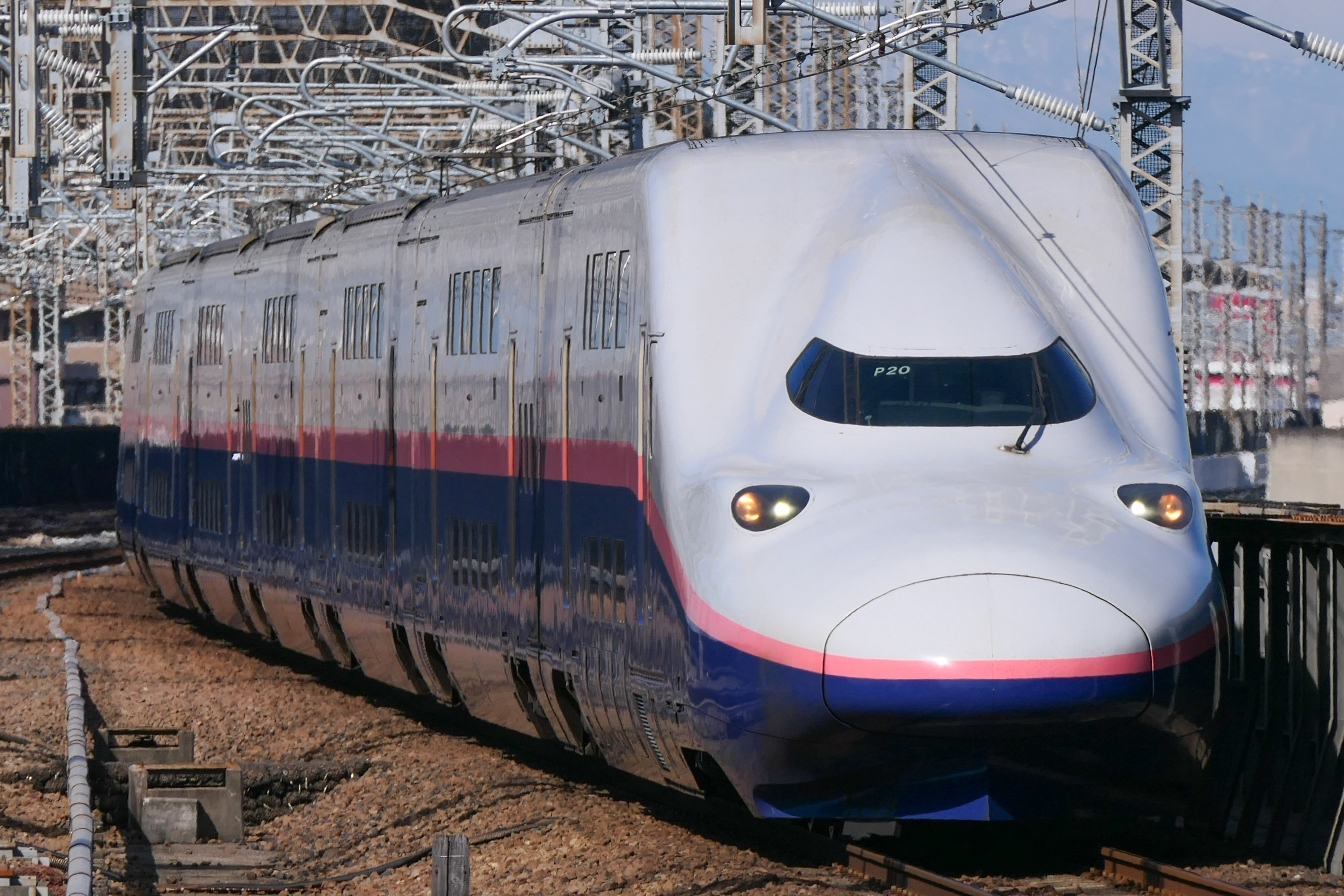
E4系 2014年から施工された新塗装
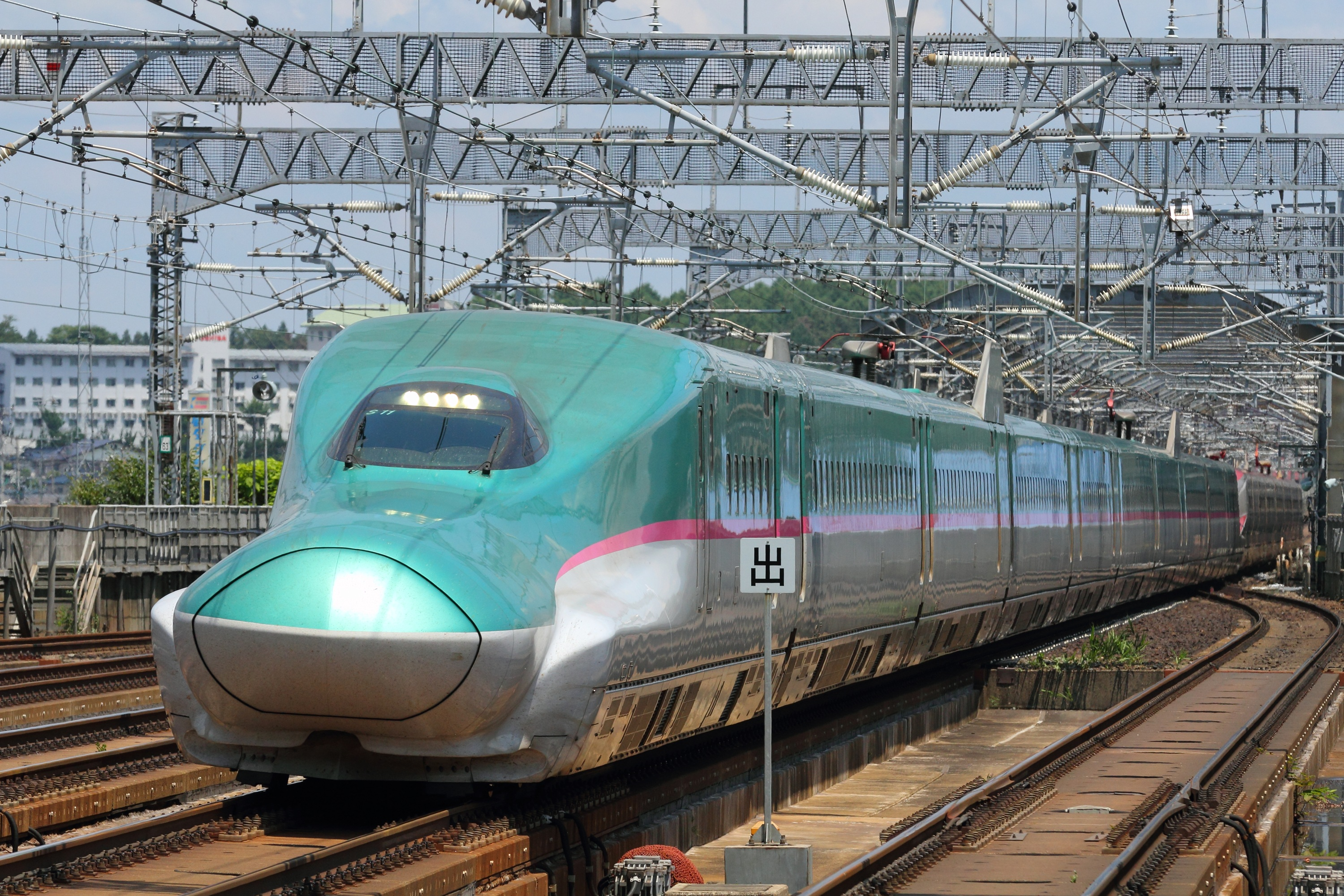
E5系
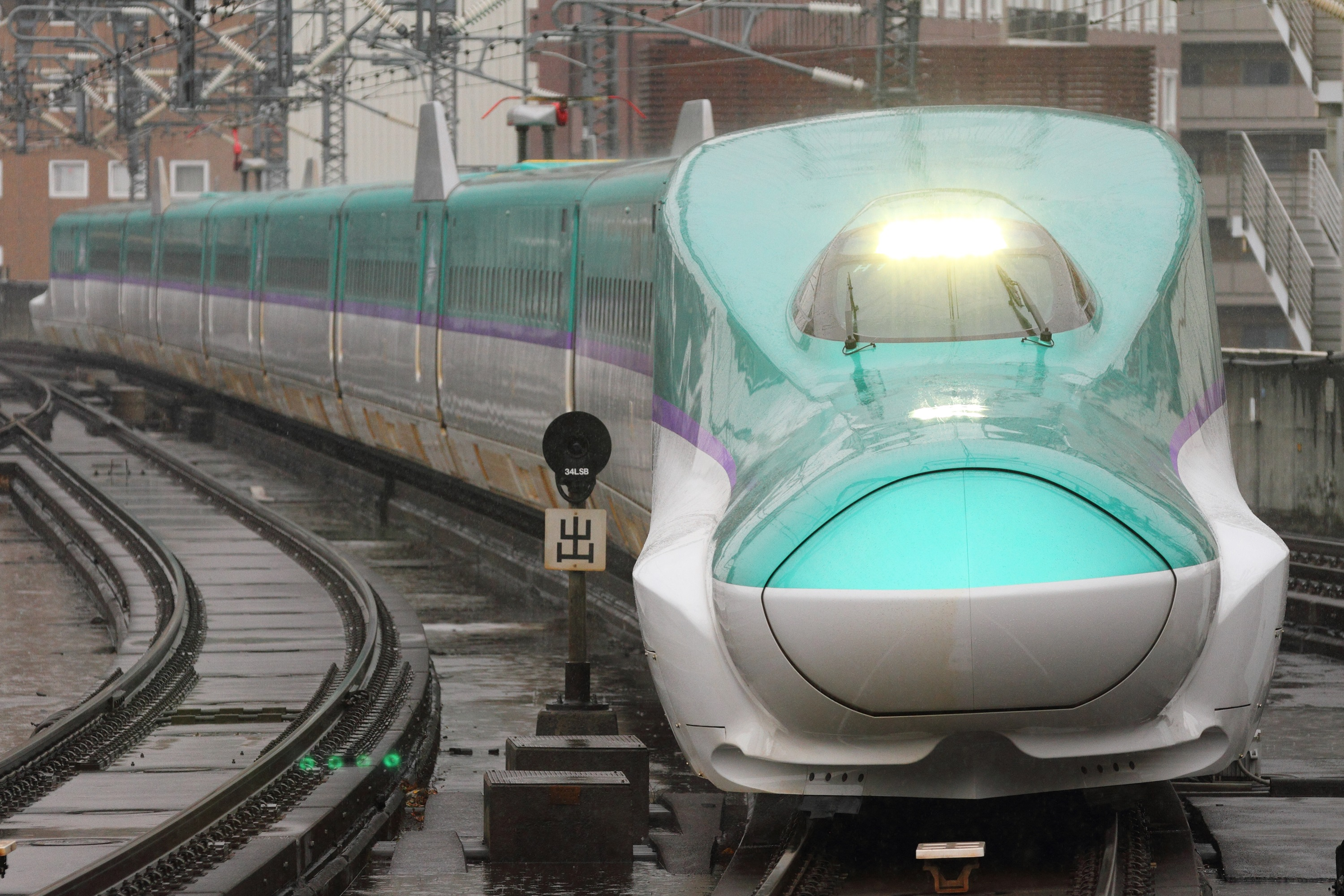
H5系
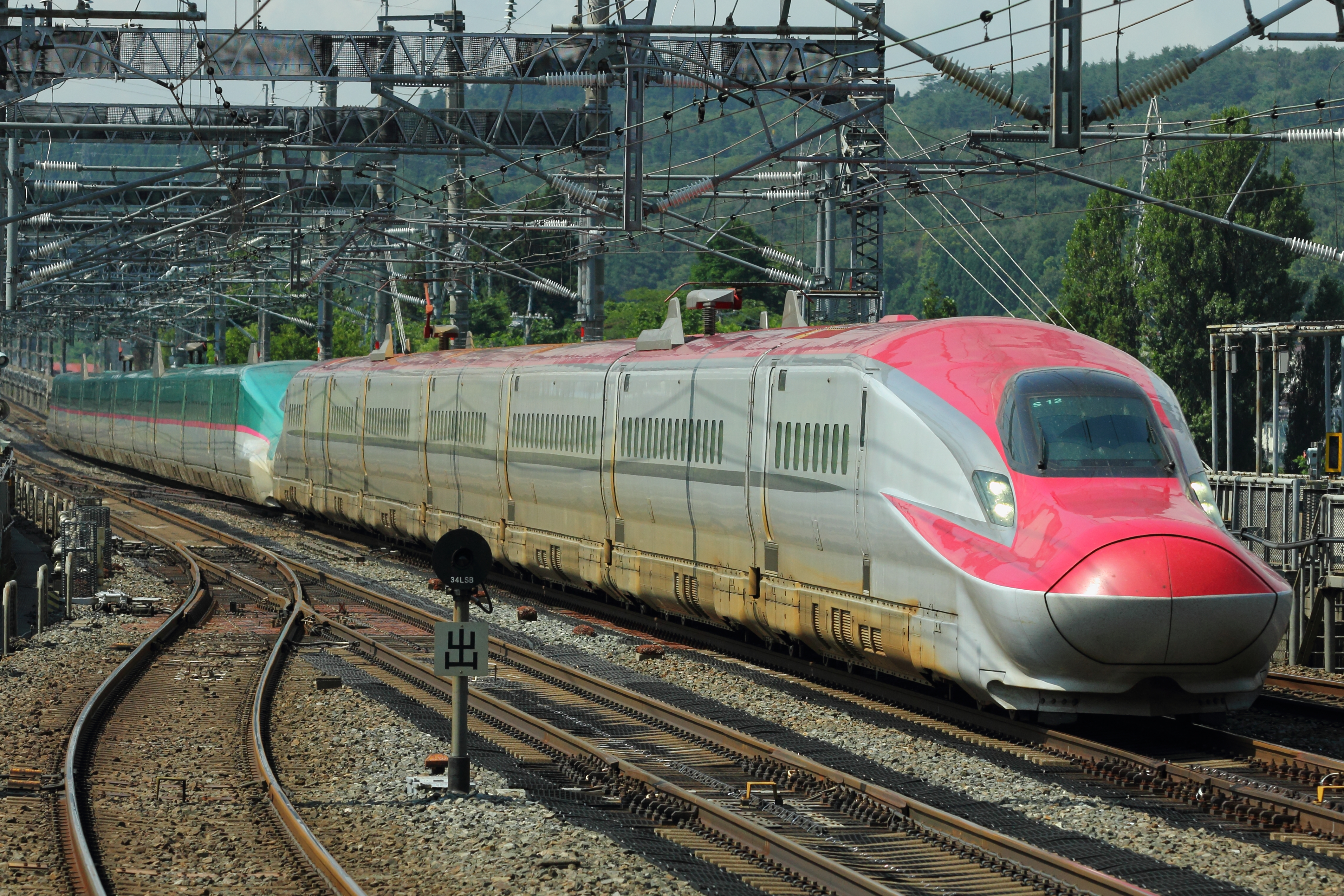
E6系
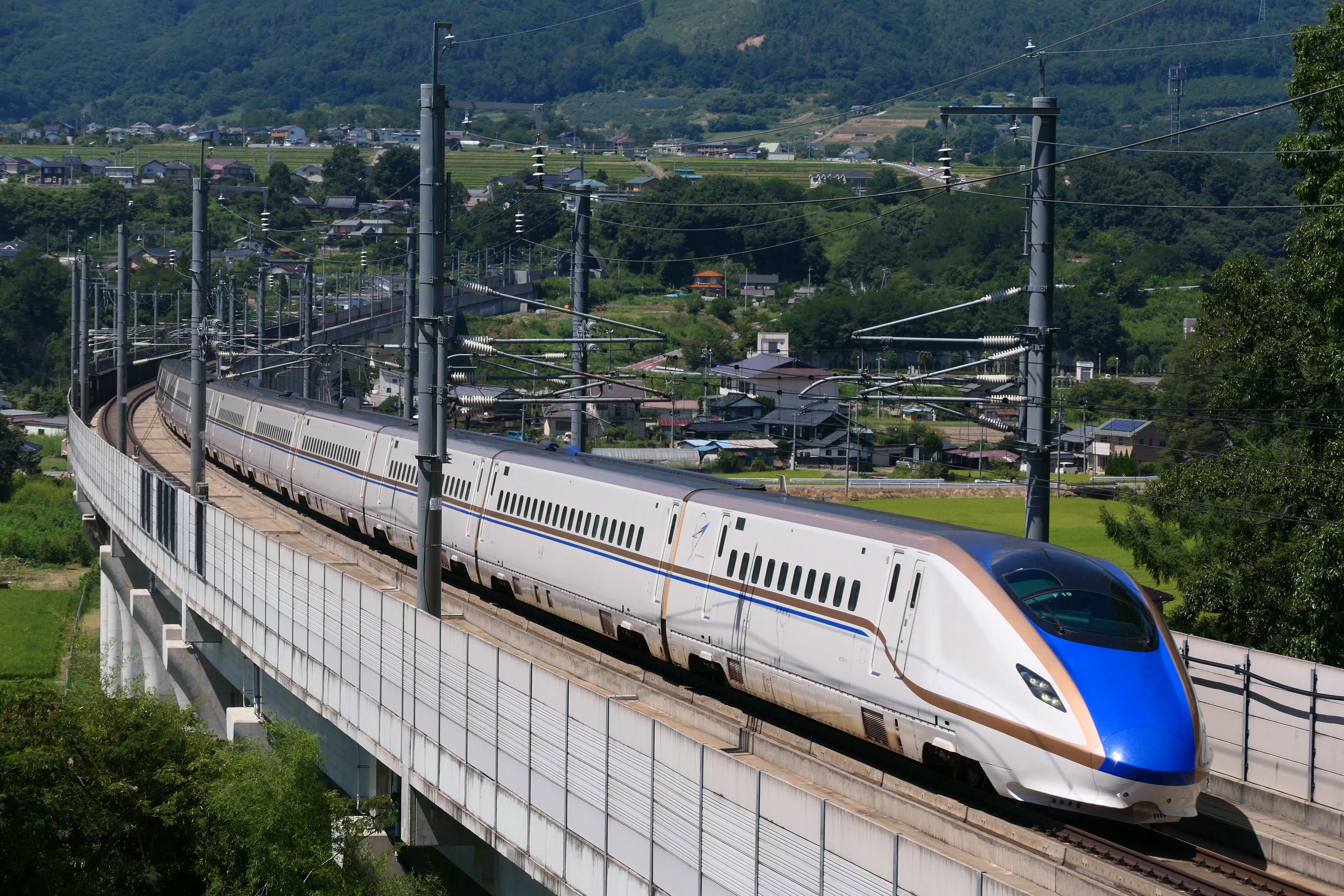
E7系
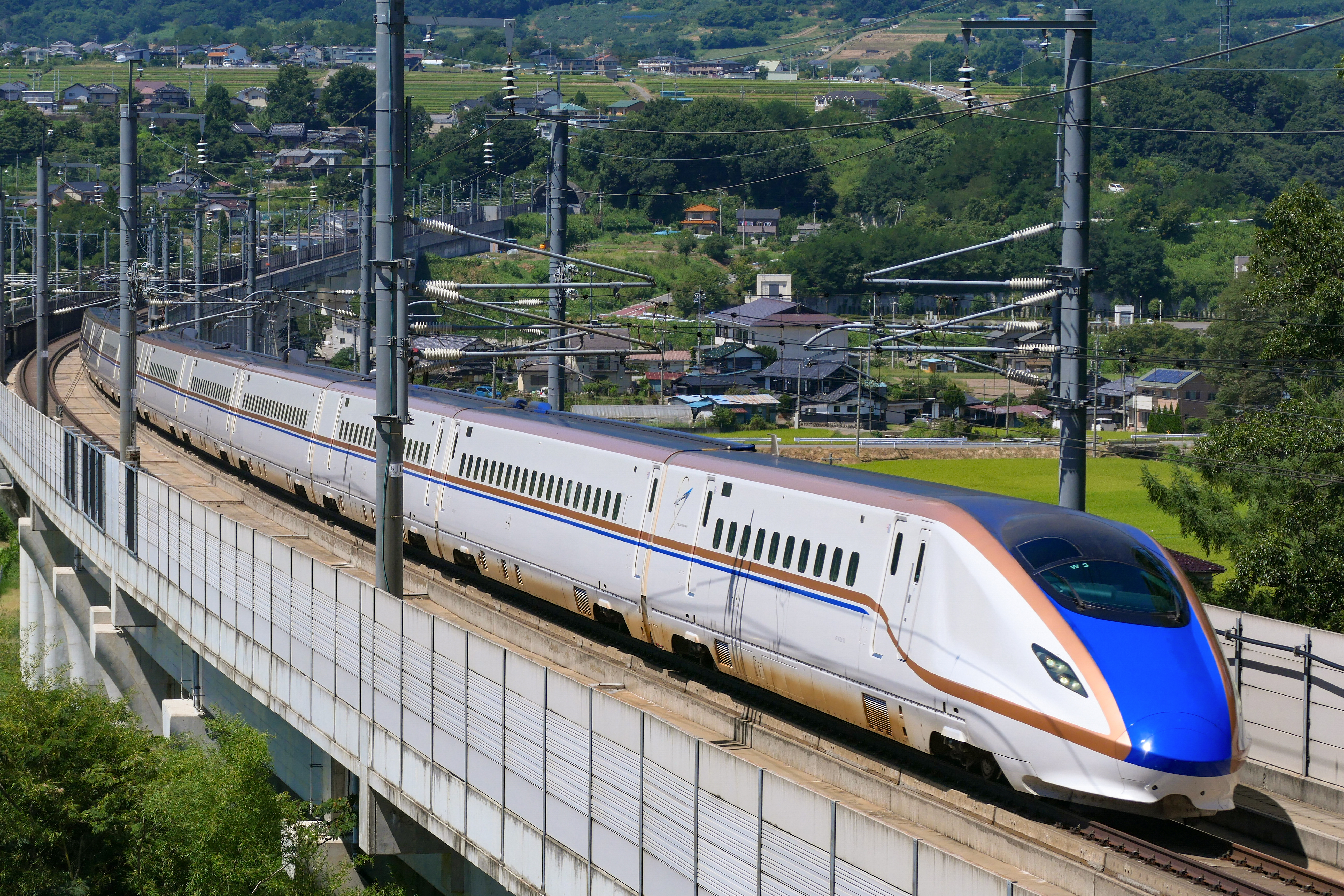
W7系
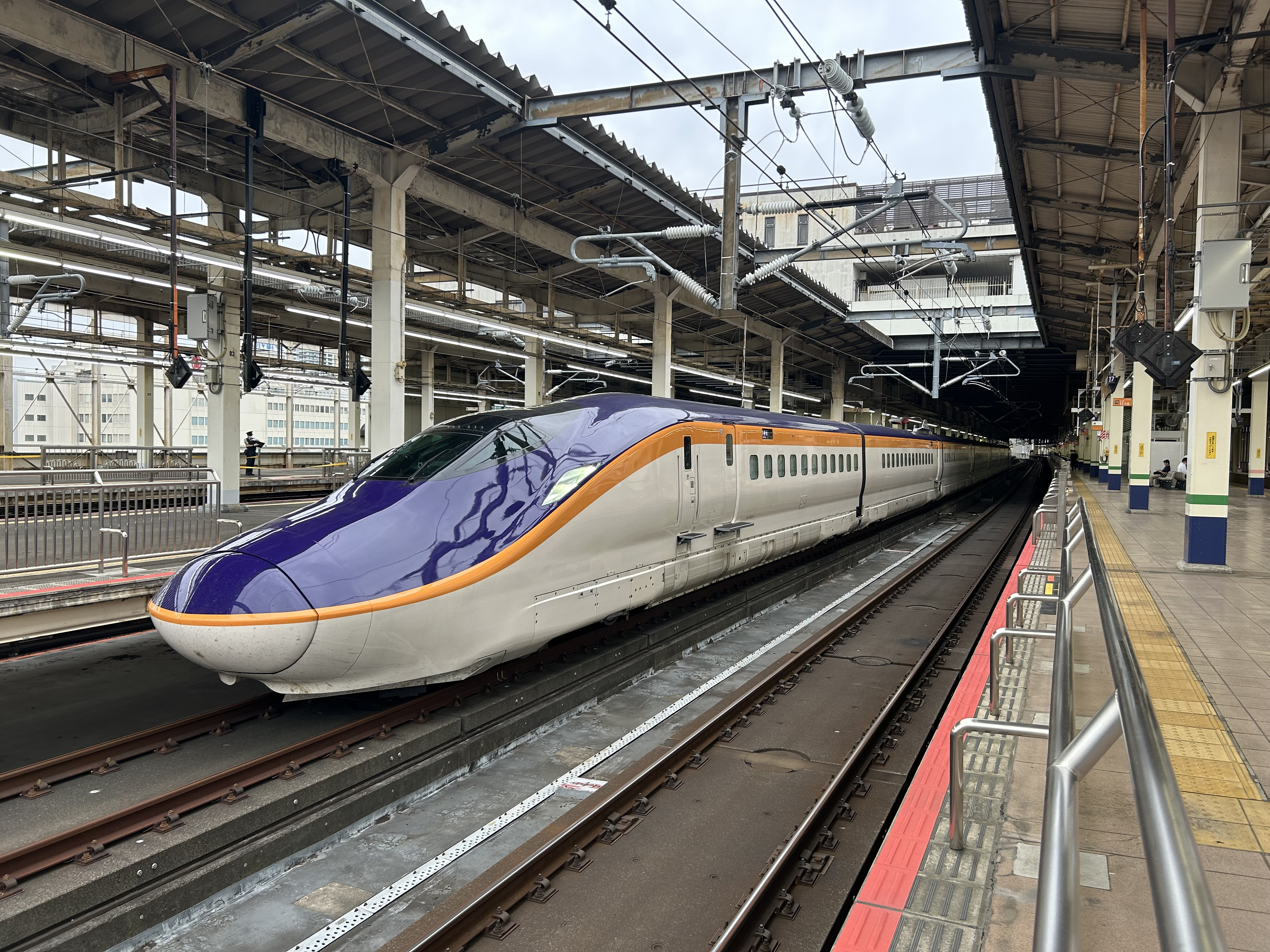
E8系

## 試験・試作車両
- 1000形（新幹線用試作旅客電車 A・B編成。B編成が1963年3月30日に鴨宮モデル線区で256 km/hを達成）
- 951形（0系の次世代高速型開発用車両。1972年2月24日に286 km/h達成）
- 961形（全国整備新幹線網対応試作車両。1979年12月7日に319 km/h達成）
- 962形（200系の先行試作車両。開業後は925形電気・軌道総合試験車に改造）
- WIN350/500系900番台（最高営業運転速度350 km/hを目標とする西日本旅客鉄道の高速試験電車・1992年4月落成。1992年8月8日に350.4 km/h達成）
- STAR21/952・953形（1993年12月21日に425 km/h達成）
- 300X/955形（1996年7月26日に443.0 km/h達成）
- N700系9000番台（N700系の先行試作車両。2005年3月落成）
- FASTECH 360 S/E954形（最高営業運転速度360 km/hを目標とする東日本旅客鉄道の高速試験電車・2005年6月落成。最高速度403 km/hを達成[要出典]）
- FASTECH 360 Z/E955形（同上・E954形は新幹線専用車両、E955形は新在直通車両・2006年3月落成）
- N700S系9000番台（N700S系の先行試作車両。2018年3月落成）
- ALFA-X/E956形[71] 2019年5月落成。

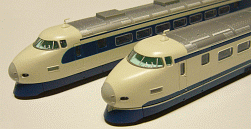
1000形（模型）
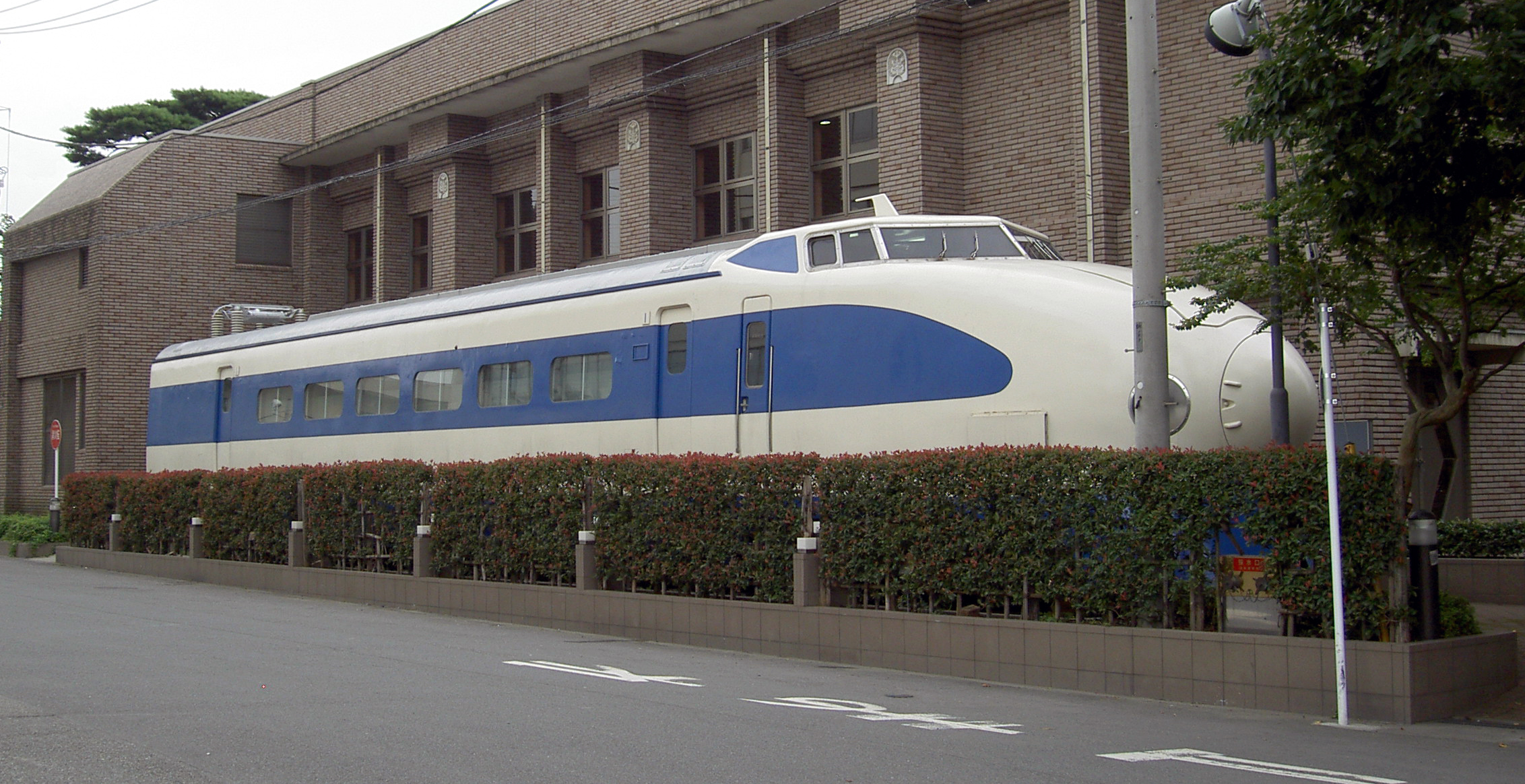
951形
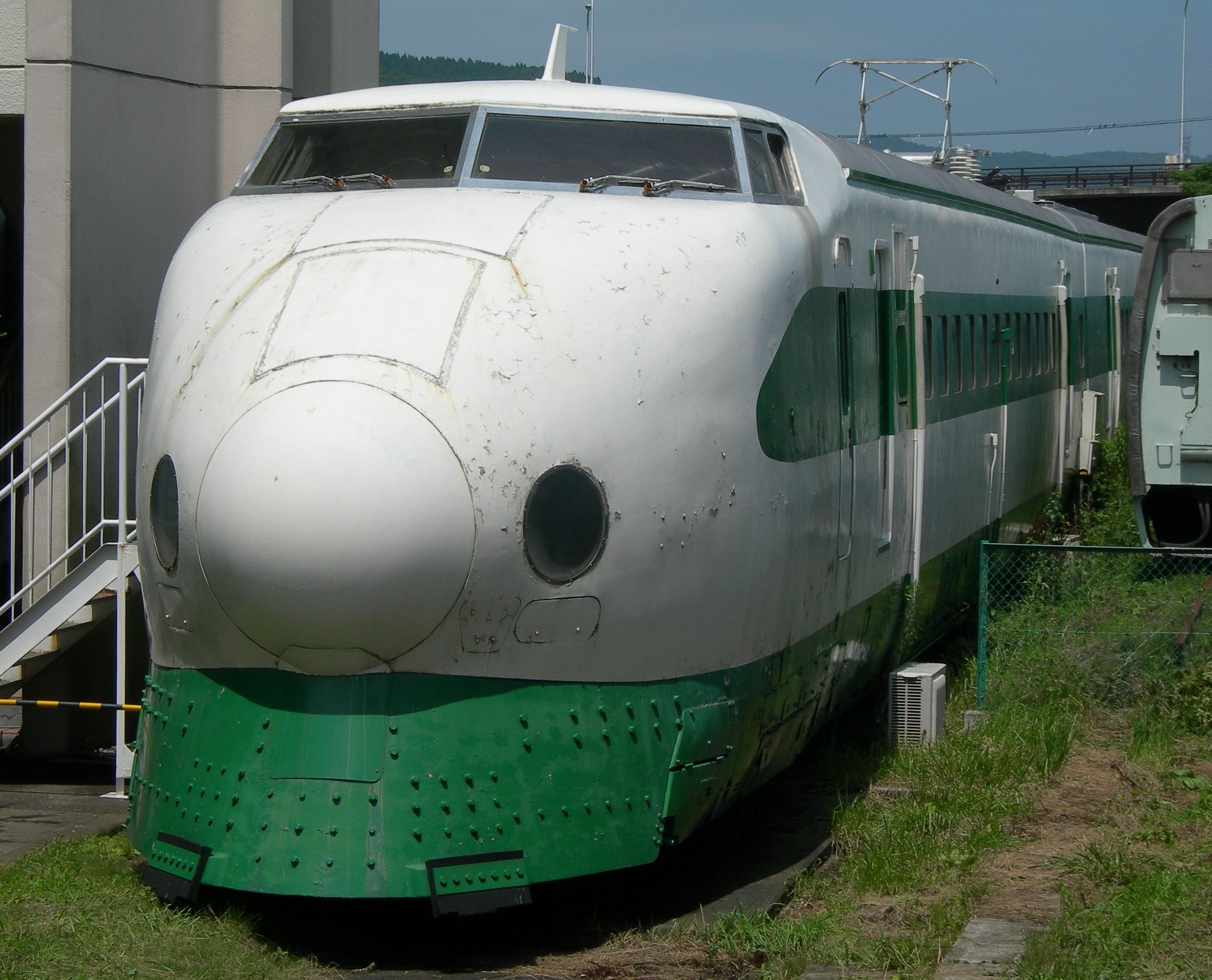
961形
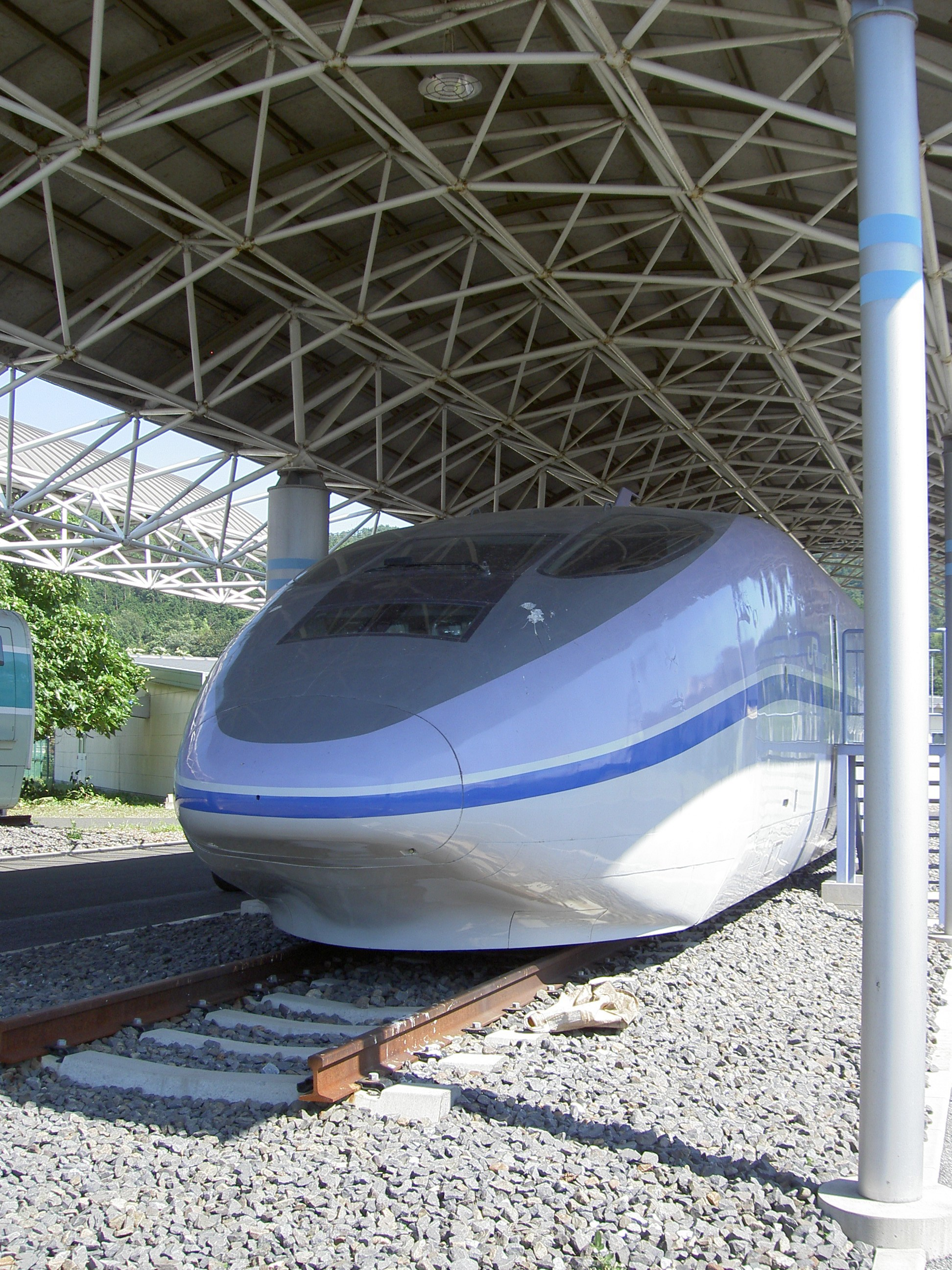
WIN350/500系900番台
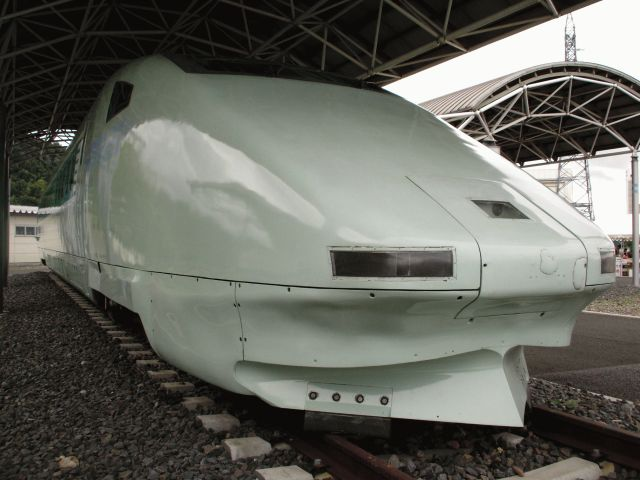
STAR21/952形
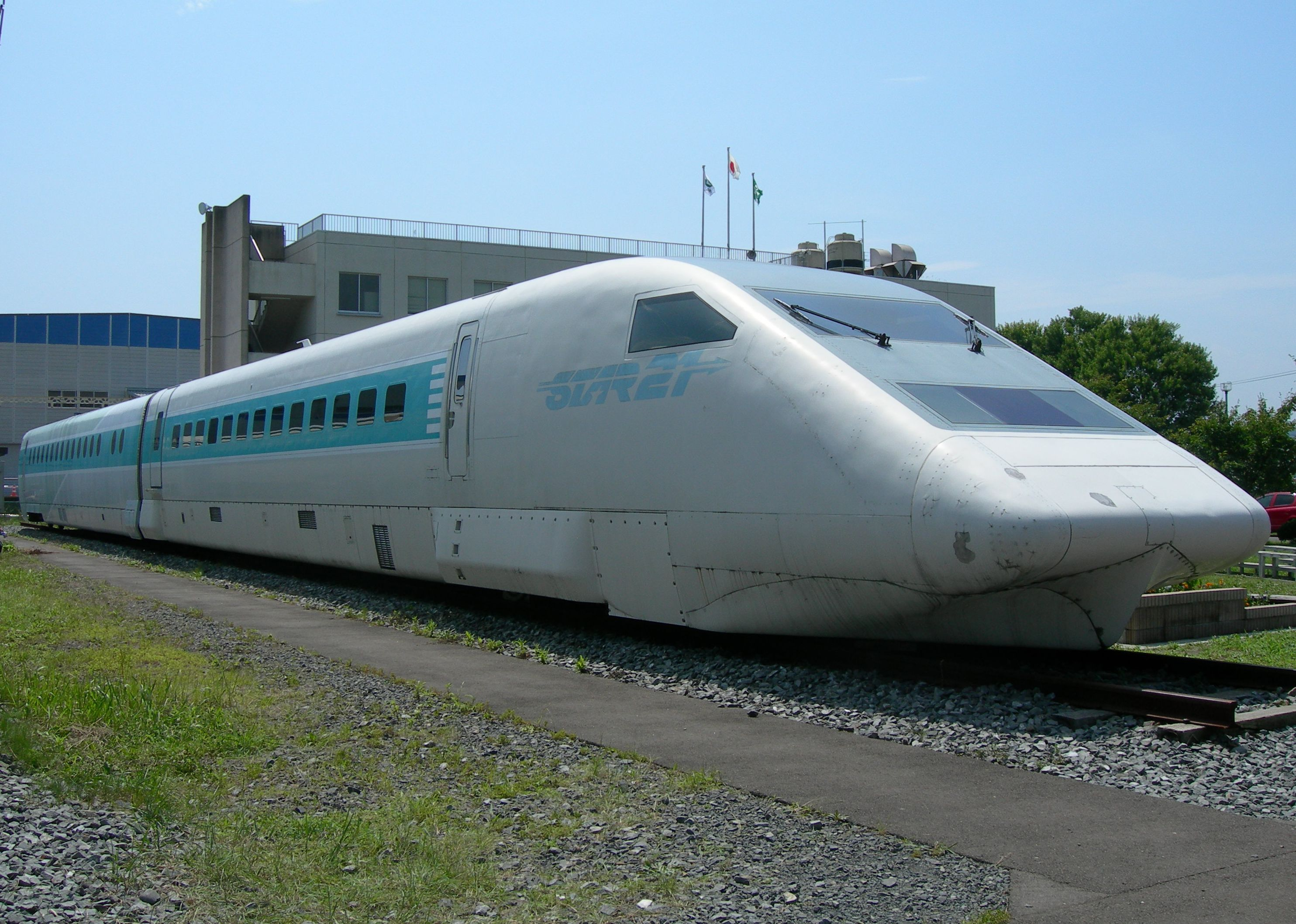
STAR21/953形
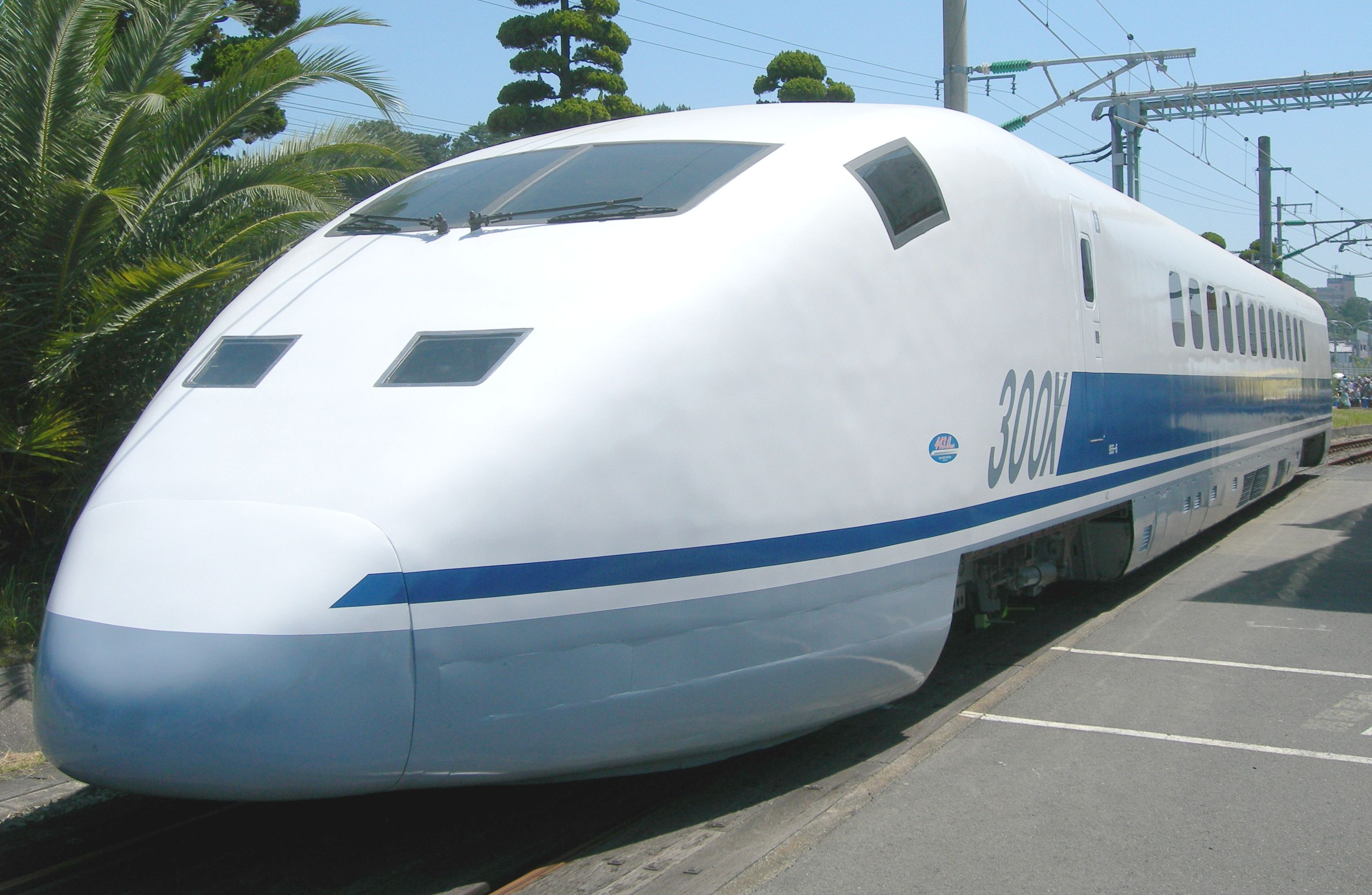
300X/955形
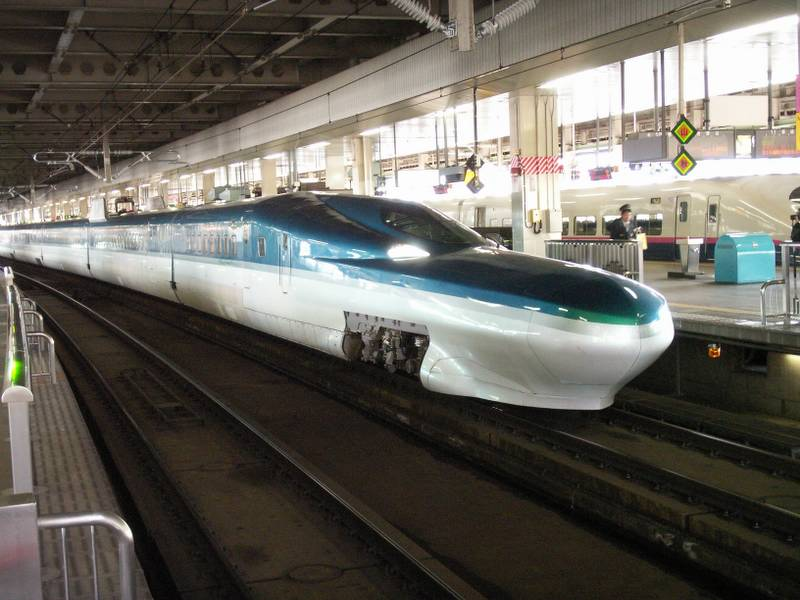
Fastech 360 S/E954形
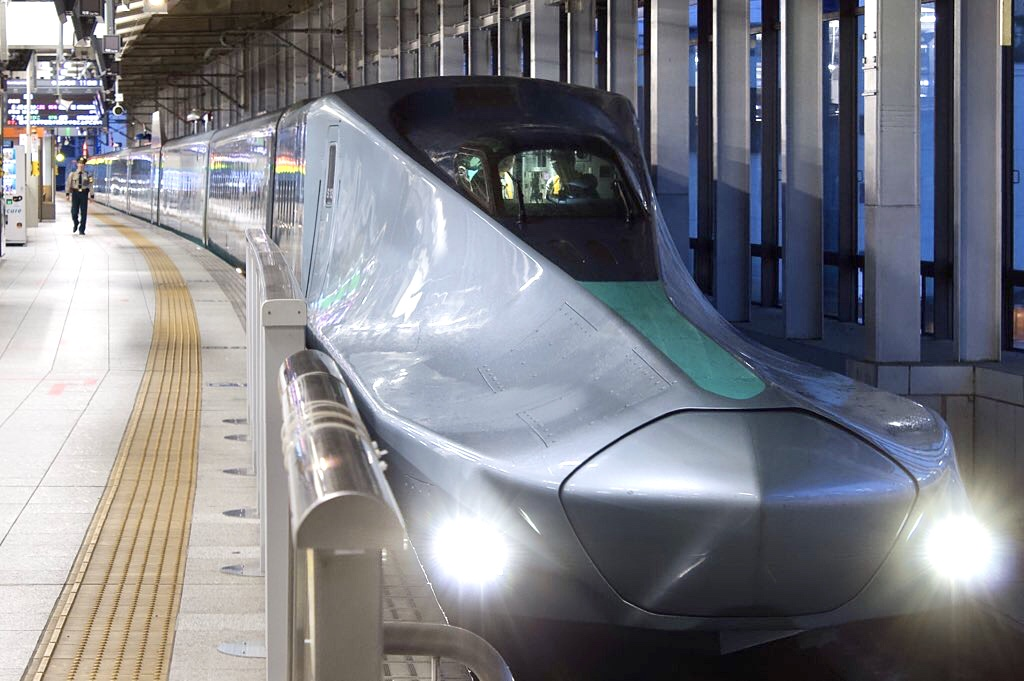
ALFA-X/E956形

## モックアップ
- スーパーひかりモデル（300系の開発のために製作されたモックアップ）
- E5系9000番台（E5系の展示用モックアップ）

## 業務用車両（ドクターイエローなど）
- 911形ディーゼル機関車（救援用）
- 912形ディーゼル機関車（牽引・救援用。DD13形ディーゼル機関車を標準軌化したもの）
- DD18形ディーゼル機関車（ラッセル式除雪車。DD51形ディーゼル機関車とDE15形ディーゼル機関車のラッセルヘッド車（複線形両頭式）を標準軌化したもの）
- DD19形ディーゼル機関車（ロータリー式除雪車。DD17形ディーゼル機関車を標準軌化したもの）
- 941形（1000形試験車両A編成を改造した救援用車両）
- 921形0番台（軌道検測車。911形で牽引）
- 922形0番台（1000形試験車両B編成を改造した電気試験車。ドクターイエローT1編成）
- 922形10番台（国鉄→JR東海所有の0系16次車をベースとした電気・軌道総合試験車。921形11組み込み。ドクターイエローT2編成。923形T4編成の登場で廃車）
- 922形20番台（国鉄→JR西日本所有の0系26次車をベースとした電気・軌道総合試験車。921形21組み込み。ドクターイエローT3編成。923形T5編成の登場で廃車）
- 923形0番台（JR東海所有の700系ベースの電気・軌道総合試験車。ドクターイエローT4編成）
- 923形3000番台（JR西日本所有の700系ベースの電気・軌道総合試験車。ドクターイエローT5編成）
- 925形0番台（200系をベースとした電気・軌道総合試験車。921形31または32組み込み。ドクターイエローS1編成。922形の東北版で黄色の車体に緑の帯。E926形「East i」の登場で廃車）
- 925形10番台（962形新幹線試験電車を改造。921形41組み込み。ドクターイエローS2編成。E926形「East i」の登場で廃車）
- E926形（E3系ベースの電気・軌道総合試験車。S51編成。JR東日本の全ての標準軌区間に入線できる。車体の色はそれまでのドクターイエローとは異なり白と赤をデザインした。愛称は「East i」）
- 931形（バラスト散布用のホッパ車。在来線のホキ800を改造したものと新造したものの2種類）
- 935形（救援車兼用緩急車）

など
なお、貨車に分類される車両は山陽新幹線のみに残存する。東海道新幹線ではモーターカーと同じ扱いとしたため1993年に全廃されている。

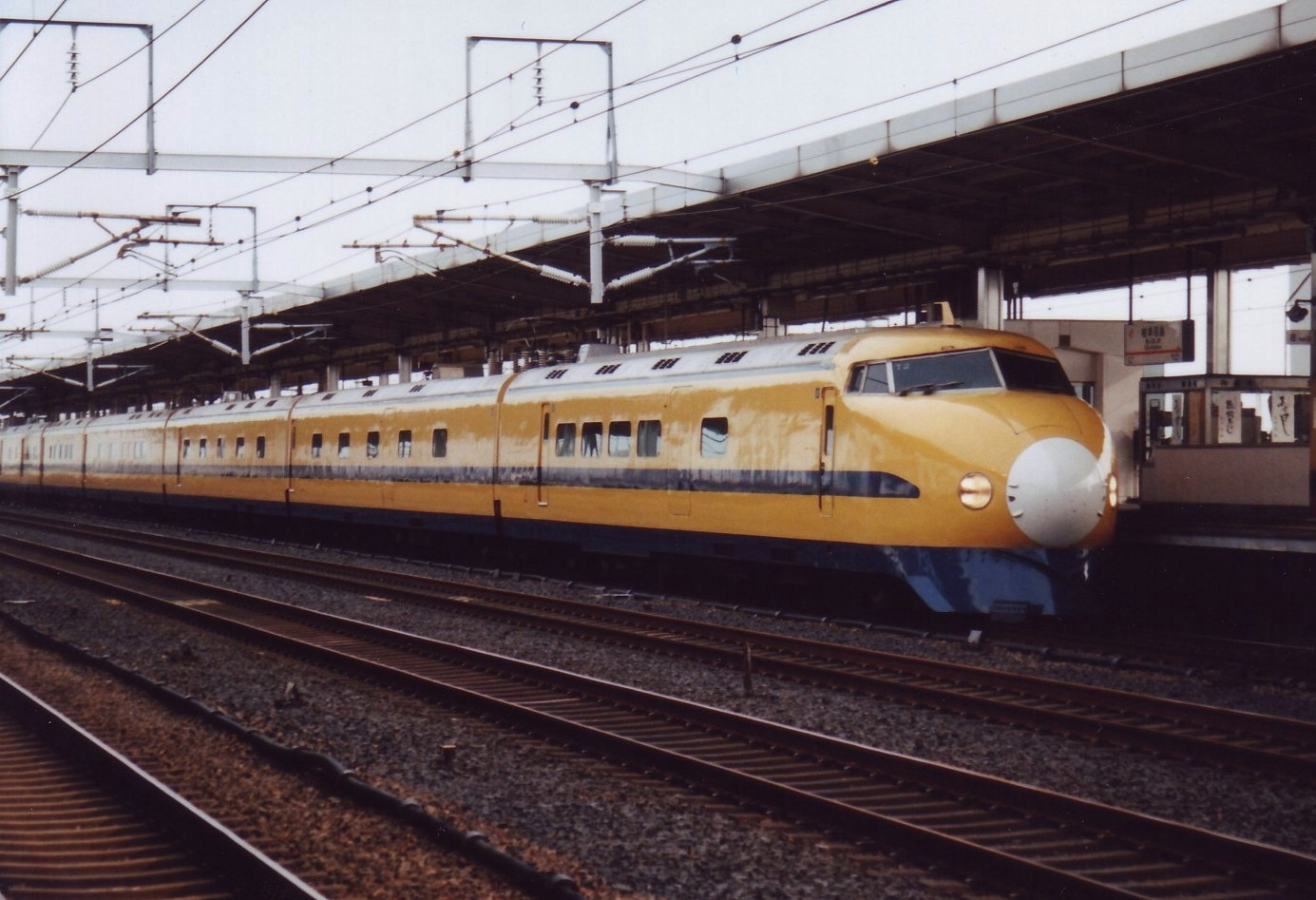
ドクターイエロー（922形20番台）
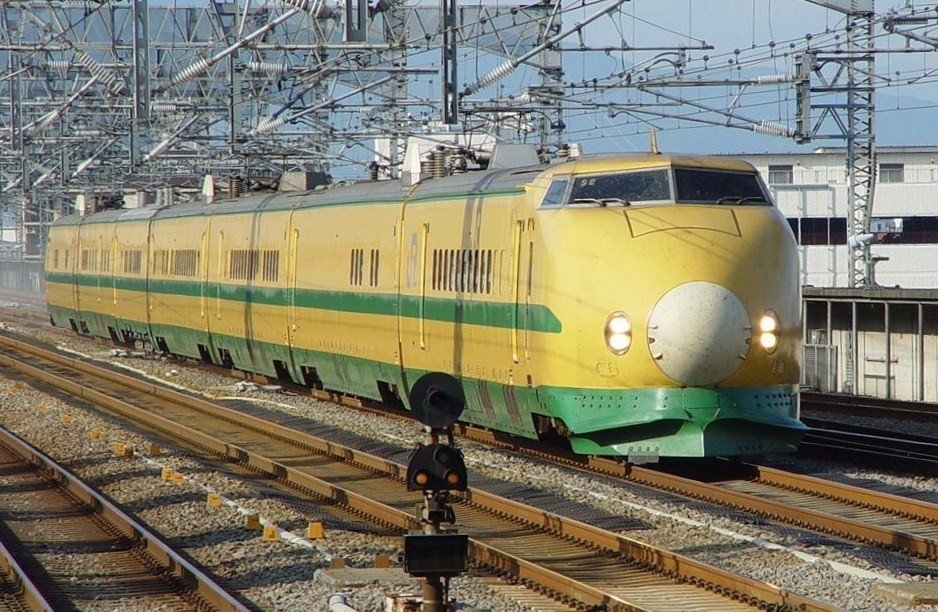
ドクターイエロー（925形10番台）
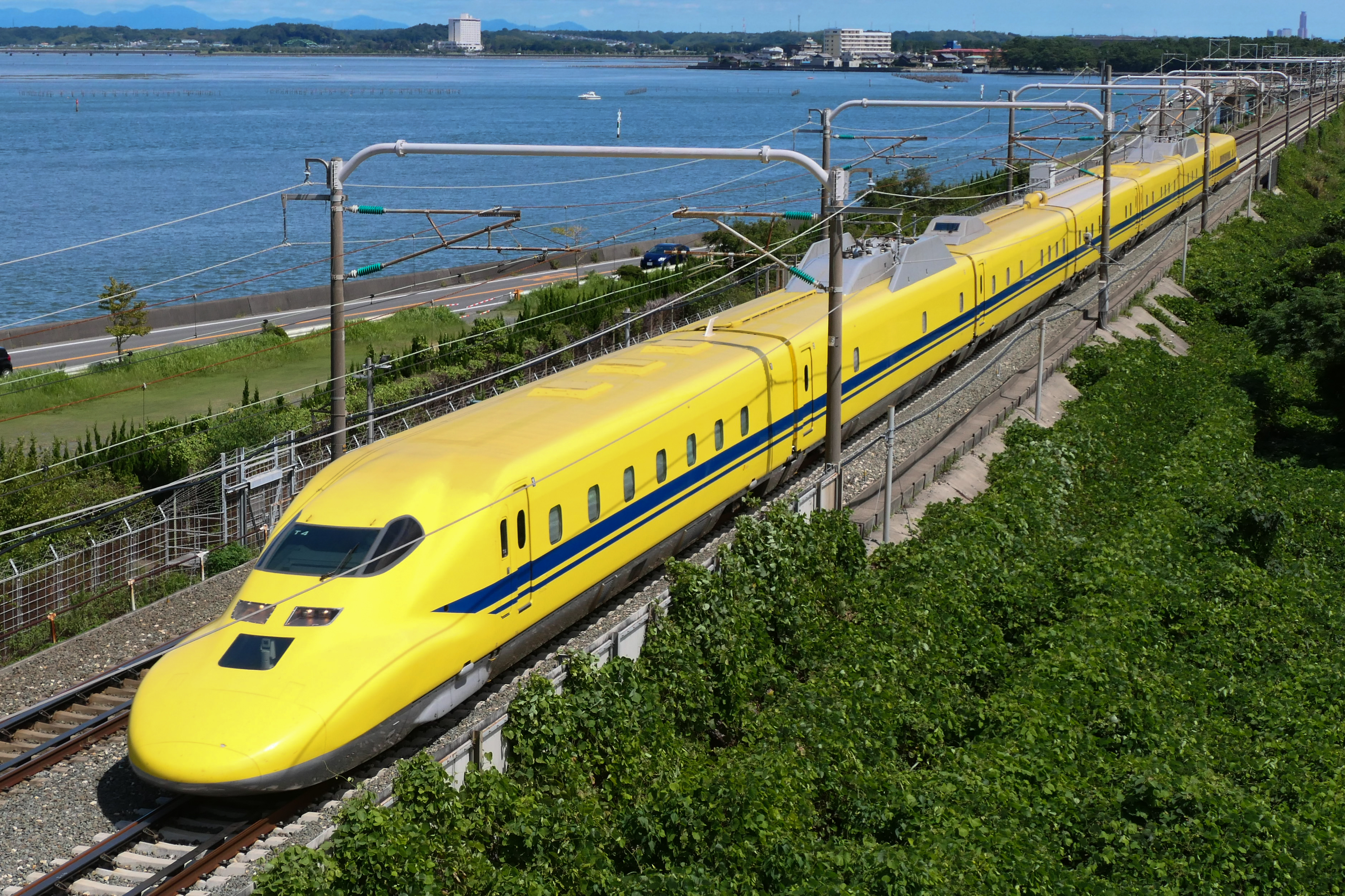
ドクターイエロー（923形0番台）
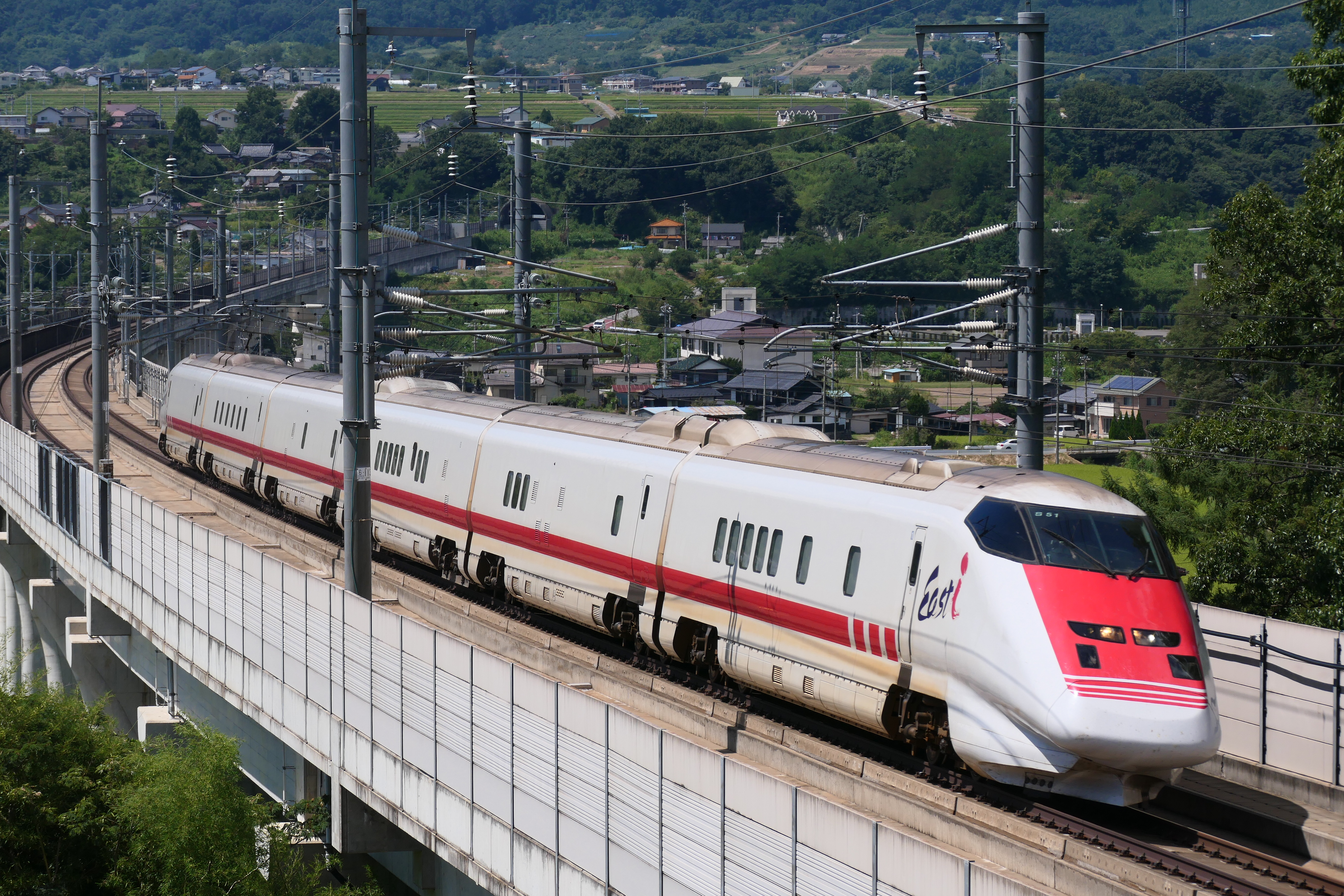
East i（E926形）